# 2018
2018 (MMXVIII) là một năm thường bắt đầu vào Thứ hai của lịch Gregory, năm thứ 2018 của Công nguyên hay của Anno Domini, the năm thứ 18  của thiên niên kỷ 3 and the thế kỷ 21, và năm thứ  9   của thập niên 2010. 

## Sự kiện diễn ra

### Tháng 1
- 5 tháng 1: Phòng thí nghiệm an toàn sinh học quốc gia Vũ Hán, thuộc Viện Hàn lâm Khoa học Trung Quốc chính thức hoạt động.[1]
- 10 tháng 1: Phim Three Billboards Outside Ebbing, Missouri giành nhiều chiến thắng nhất tại lễ trao giải Quả cầu vàng lần thứ 75.[2]
- 13 tháng 1: Cuộc chạm trán giết chết Naqeebullah Mehsud, được dàn dựng bởi giám đốc cảnh sát cấp cao Rao Anwar ở thành phố Karachi, Pakistan, đã gây ra các cuộc biểu tình trên toàn quốc chống lại các vụ giết người phi pháp. Phong trào Pashtun Tahafuz (Phong trào bảo vệ Pashtun), do Manzoor Pashteen lãnh đạo, đã phát động một chiến dịch tìm kiếm công lý cho Naqeebullah Mehsud.
- 20 tháng 1: 
  - Thổ Nhĩ Kỳ, do Tổng thống Recep Tayyip Erdoğan dẫn đầu, tuyên bố bắt đầu một cuộc tấn công quân sự để chiếm một phần phía bắc Syria từ lực lượng người Kurd, trong bối cảnh cuộc xung đột của người Kurd ở Thổ Nhĩ Kỳ đang diễn ra.
  - Một vụ cháy xe buýt xảy ra ở khu vực tỉnh Aktobe, Kazakhstan, thiêu chết 52 người.
- 20-22 tháng 1: Chính phủ liên bang Hoa Kỳ đóng cửa do dự thảo ngân sách tạm thời cho chính phủ Mỹ không được thông qua ở Thượng viện.
- 21 tháng 1: Người đẹp và thủy quái giành chiến thắng cả bốn đề cử, trong đó có phim hay nhất tại lễ trao giải BFCA lần thứ 23.
- 24 tháng 1: Các nhà khoa học Trung Quốc thông báo việc tạo ra hai bản sao khỉ giống hệt nhau, loài linh trưởng đầu tiên được nhân giống bằng cách sử dụng kỹ thuật chuyển nhân tế bào soma.
- 27 tháng 1:
  - Chiến thắng trước đội tuyển U-23 Việt Nam, Uzbekistan giành ngôi vô địch Giải vô địch bóng đá U-23 châu Á 2018.
  - Một vụ đánh bom xảy ra ở khu vực Kabul, Afghanistan, làm chết ít nhất 102 người và gây thương tích 200 người gần đó.
- 29 tháng 1: Ở môn quần vợt, giải vô địch Úc mở rộng khép lại với chức vô địch đơn nữ thuộc về Caroline Wozniacki và đơn nam thuộc về Roger Federer.
- 31 tháng 1 - 1 tháng 2: Siêu trăng, nguyệt thực và trăng xanh đồng thời diễn ra trên khu vực Châu Âu, Châu Mỹ, Châu Phi.

### Tháng 2
- 1 tháng 2: Các nhà khảo cổ học công bố phát hiện khoảng 60.000 cấu trúc của người Maya trong Khu bảo tồn Sinh quyển Maya, Guatemala bằng cách sử dụng phương pháp LiDAR.
- 4 tháng 2: Lần đầu tiên trong lịch sử, đội Philadelphia Eagles giành được Siêu Cúp Bóng bầu dục Mỹ LII.
- 6 tháng 2: Tên lửa đẩy hạng nặng Falcon Heavy của công ty tư nhân SpaceX thực hiện chuyến bay đầu tiên từ LC39A tại Trung tâm Vũ trụ John F. Kennedy ở Florida.
- 9 tháng 2: Khai mạc Thế vận hội Mùa đông 2018 diễn ra tại Pyeongchang, Hàn Quốc.
- 10 tháng 2: Kay Goldsworthy trở thành nữ tổng giám mục đầu tiên trong Cộng đồng Anh giáo.
- 11 tháng 2: Chuyến bay 703 của Saratov Airlines gặp sự cố ngay sau khi cất cánh từ Moscow, khiến 71 người trên máy bay thiệt mạng
- 14 tháng 2:
  - Một vụ xả súng ở trường học tại Parkland, Florida làm 17 người thiệt mạng và ít nhất 14 người bị thương.[3]
  - Tổng thống Nam Phi Jacob Zuma từ chức do cáo buộc tham nhũng, được kế nhiệm bởi Cyril Ramaphosa.
- 18 tháng 2: Chuyến bay 3704 của Iran Aseman Airlines đâm thẳng vào Dãy núi Zagros khiến 65 người thiệt mạng.
- 20 tháng 2: Three Billboards: Truy tìm công lý thắng năm giải, bao gồm giải Phim hay nhất, tại lễ trao Giải thưởng Điện ảnh của Viện hàn lâm Vương quốc Anh.
- 21 tháng 2: Nhà truyền bá Phúc Âm người Mỹ Billy Graham qua đời ở tuổi 99.
- 25 tháng 2:
  - Bế mạc Thế vận hội Mùa đông 2018 tại Hàn Quốc.
  - Ít nhất 31 người thiệt mạng và khoảng 300 người khác bị thương trong trận động đất ở Papua New Guinea.

### Tháng 3
- 2 tháng 3:
  - Các vụ tấn công tại nhiều địa điểm ở Ouagadougou, Burkina Faso khiến ít nhất 28 người chết và 50 người khác bị thương.
  - Ít nhất 25 người thiệt mạng trong vụ cháy tại một trung tâm cai nghiện ma túy ở Baku, Azerbaijan.
- 4 tháng 3:
  - Người đẹp và thủy quái dẫn đầu với bốn chiến thắng tại lễ trao giải Oscar lần thứ 90, trong đó có phim hay nhất và đạo diễn xuất sắc nhất.
  - Cựu điệp viên người Nga Sergei Viktorovich Skripal và con gái ông bị đầu độc bằng một chất độc thần kinh ở Salisbury, Anh. Cảnh sát chống khủng bố ở Anh điều tra trong bối cảnh suy đoán Kremlin đứng đằng sau vụ việc.
- 5 tháng 3: Xác tàu sân bay USS Lexington được tìm thấy dưới đáy Biển San Hô.
- 9-18 tháng 3: Thế vận hội Người khuyết tật Mùa đông 2018 khai mạc tại Pyeongchang, Hàn Quốc.
- 9 tháng 3 - Tổng thống Hoa Kỳ Donald Trump chấp nhận lời mời từ nhà lãnh đạo Triều Tiên Kim Jong-un cho cuộc họp vào tháng 5 để thảo luận về phi hạt nhân hóa bán đảo Triều Tiên.
- 11 tháng 3 - Chính phủ Trung Quốc chấp thuận thay đổi hiến pháp nhằm loại bỏ giới hạn nhiệm kỳ đối với các nhà lãnh đạo, trao cho ông Tập Cận Bình vị thế "Tổng thống trọn đời". Ông Tập cũng là Tổng Bí thư của Đảng Cộng sản Trung Quốc (quyền lãnh đạo tối cao).
- 12 tháng 3 - Chuyến bay BS211 gặp nạn ở Nepal, làm 51 người chết trên máy bay
- 14 tháng 3: Phản ứng trước vụ cha con Sergei và Yulia Skripal bị đầu độc bằng chất độc thần kinh, Anh Quốc trục xuất 23 nhà ngoại giao Nga.
- 18 tháng 3 - Trong cuộc bầu cử tổng thống Nga, Vladimir Putin được bầu cho nhiệm kỳ thứ tư.
- 19 tháng 3: Con tê giác trắng phương bắc giống đực cuối cùng của thế giới chết ở Kenya, khiến loài giống đực này đã bị tuyệt chủng.
- 21 tháng 3: Tổng thống Peru Pablo Kuczynski tuyên bố từ chức giữa bê bối tham nhũng.
- 23 tháng 3: 
  - Vụ cháy chung cư Carina Plaza ở Q.8 (Thành phố Hồ Chí Minh) lúc 1h30 sáng làm 13 người thiệt mạng, 28 người bị thương.
  - Một vụ tấn công khủng bố ở Carcassonne và Trèbes, Pháp, giết chết năm người, bao gồm cả hung thủ.
- 24 tháng 3: Tại hơn 900 thành phố quốc tế, mọi người tham gia biểu tình chống lại bạo lực súng đạn và nổ súng hàng loạt, kêu gọi kiểm soát súng chặt chẽ hơn trong "Tháng ba vì cuộc sống của chúng ta".
- 25 tháng 3: 
  - Ít nhất 64 người thiệt mạng trong vụ cháy tại một khu mua sắm phức hợp tại Kemerovo, Nga.
  - Qantas triển khai các chuyến bay thẳng bằng Boeing 787 Dreamliner giữa Sân bay Perth và Sân bay Heathrow, trở thành dịch vụ bay thẳng thương mại đầu tiên giữa Úc và Vương quốc Anh.
- 26 tháng 3: Hơn 20 quốc gia công bố việc trục xuất các nhà ngoại giao Nga để phản đối vụ đầu độc Sergei và Yulia Skripal.
- 28 tháng 3:
  - Nhà lãnh đạo tối cao của Triều Tiên Kim Jong-un gặp nhà lãnh đạo tối cao Trung Quốc Tập Cận Bình, lần đầu tiên rời khỏi đất nước kể từ khi nhậm chức vào năm 2011.
  - Ít nhất 78 người chết trong một vụ hỏa hoạn tại trụ sở cảnh sát thành phố Valencia, Venezuela.

### Tháng 4
- 2 tháng 4: 
  - Trạm không gian đầu tiên của Trung Quốc, Thiên Cung 1, rơi lại vào bầu khí quyển Trái Đất và va vào Nam Thái Bình Dương.
  - Các nhà thiên văn học công bố phát hiện MACS J1149 Lensed Star 1, có biệt danh Icarus, được cho là ngôi sao xa nhất được biết đến tại thời điểm đó với khoảng cách lên đến 9 tỷ năm ánh sáng.
- 4-15 tháng 4: Đại hội thể thao Khối Thịnh vượng chung 2018 được tổ chức tại Gold Coast, Queensland, Australia.
- 5 tháng 4: Cựu Tổng thống Brasil Luiz Inácio Lula da Silva bị bắt giữ do tham nhũng và các vụ bê bối khác.
- 6 tháng 4: Một chiếc xe tải bán tải va chạm với một chiếc xe buýt chở đội thiếu niên khúc côn cầu trên băng Humboldt Broncos ở Saskatchewan, Canada, làm 16 người chết và 13 người bị thương.
- 8 tháng 4: Nội chiến Syria: 
  - Ít nhất 70 người được báo cáo đã chết và hàng trăm người bị thương sau vụ tấn công hóa học bằng sarin ở Douma.
  - Câu lạc bộ bóng đá Bayern Munich giành danh hiệu vô địch quốc gia Đức lần thứ sáu liên tiếp.
- 11 tháng 4: Một máy bay quân sự IL-76 rơi tại Algérie, làm 257 người thiệt mạng.
- 14 tháng 4: Hoa Kỳ, Anh và Pháp đã ném bom nhiều mục tiêu của chính phủ Syria nhằm đáp trả vụ tấn công vũ khí hóa học ở Douma.
- 16 tháng 4: Câu lạc bộ bóng đá PSV Eindhoven giành danh hiệu vô địch quốc gia Hà Lan lần thứ 24.
- 18 tháng 4
  - Tại Nicaragua, các cuộc biểu tình nổ ra để chống lại các cải cách an sinh xã hội được công bố sẽ làm giảm trợ cấp hưu trí. Ước tính có 34 người biểu tình bị cảnh sát giết chết.
  - Rạp chiếu phim khai trương tại Ả Rập Saudi lần đầu tiên kể từ năm 1983 với bộ phim Mỹ Black Panther được chọn là bộ phim đầu tiên được chiếu.
  - Vệ tinh Khảo sát Exoplanet của NASA (TESS) được phóng.[4]
- 19 tháng 4:
  - Quốc vương Mswati III thông báo thay đổi tên của Vương quốc Swaziland thành Vương quốc Eswatini, vào dịp kỷ niệm 50 năm ngày Eswatini độc lập.
  - Miguel Díaz-Canel kế nhiệm Raúl Castro trở thành Chủ tịch Cuba.
- 20 tháng 4: Avicii chết do tự tử bằng cách dùng thủy tinh vỡ tạo vết thương.[5]
- 22 tháng 4: Câu lạc bộ bóng đá Barcelona giành chức vô địch cúp Nhà vua Tây Ban Nha lần thứ tư liên tiếp.
- 23 tháng 4:
  - Một vụ tấn công bằng xe ở Toronto, Canada làm 10 người chết và 15 người bị thương.
  - Serzh Sargsyan từ chức Thủ tướng Armenia sau nhiều cuộc biểu tình phản đối.
- 27 tháng 4: Tại Hội nghị thượng đỉnh liên Triều diễn ra tại Bàn Môn Điếm, lãnh đạo hai nước Hàn Quốc và Triều Tiên đồng ý sẽ chính thức kết thúc Chiến tranh Triều Tiên.
- 30 tháng 4: Thủ tướng Israel Benjamin Netanyahu cáo buộc Iran không giữ thỏa thuận hạt nhân Iran sau khi trình bày hơn 100.000 tài liệu nêu chi tiết về phạm vi chương trình hạt nhân của Iran. Iran tố cáo bài thuyết trình của Netanyahu là "tuyên truyền".

### Tháng 5
- 3 tháng 5: 
  - Ít nhất 110 người thiệt mạng và hàng trăm người bị thương trong cơn bão cát dữ dội trên khắp các bang Uttar Pradesh và Rajasthan ở miền bắc Ấn Độ.
  - Nhóm ly khai ETA chính thức tuyên bố giải thể cuối cùng sau 40 năm gây xung đột và hơn 800 người chết ở Tây Ban Nha.
  - Vụ phun trào Puna 2018 làm phá hủy các công trình và buộc nhiều công dân Hawaii phải sơ tán khi dung nham tràn vào đất liền.
- 5 tháng 5: 
  - InSight và Mars Cube One được phóng thành công về phía Sao Hỏa.
  - Triều Tiên chỉnh đồng hồ thành UTC+9 để thống nhất cùng Hàn Quốc
- 8 tháng 5: Tổng thống Hoa Kỳ Donald Trump tuyên bố ý định rút Hoa Kỳ khỏi thỏa thuận hạt nhân Iran. Trong một tuyên bố, cựu Tổng thống Hoa Kỳ Barack Obama gọi động thái này là "một sai lầm nghiêm trọng".
- 8-12 tháng 5: Cuộc thi Eurovision 2018 được tổ chức tại Lisbon, Bồ Đào Nha và Netta Barzilai, người Israel giành chiến thắng với bài hát "Toy".
- 9 tháng 5: 
  - Liên minh Pakatan Harapan thuộc phe đối lập lãnh đạo do cựu thủ tướng Mahathir Mohamad lãnh đạo, đảm bảo đa số nghị sĩ trong Quốc hội Malaysia, chấm dứt sự cai trị 61 năm của liên minh Barisan Nasional kể từ khi giành độc lập năm 1957.
  - Công ty bán lẻ Mỹ Walmart thông báo việc mua lại công ty thương mại điện tử Ấn Độ Flipkart với giá khoảng 16 tỷ đô la Mỹ.
- 10 tháng 5: Mahathir Mohamad đã tuyên thệ nhậm chức là Thủ tướng thứ bảy của Malaysia, trở thành nhà lãnh đạo được bầu cử lớn tuổi nhất trên thế giới khi ấy, ở tuổi 92.[6]
- 11 tháng 5: Vỡ đập Patel ở Kenya giết chết ít nhất 47 người, và khiến hơn 2000 người khác vô gia cư.[7]
- 12 tháng 5: Cựu Thủ tướng Malaysia Najib Razak và vợ Rosmah Mansor bị cấm rời khỏi nước.[8]
- 13 tháng 5: Netta, đại diện cho Israel, chiến thắng cuộc thi hát Eurovision Song Contest tại Lisbon, Bồ Đào Nha, với bài hát Toy.
- 14 tháng 5:
  - Những kẻ đánh bom tự sát tấn công ba nhà thờ ở thành phố Surabaya, Indonesia, giết chết ít nhất 17 người.
  - Ít nhất 52 người Palestine bị giết chết, trong ngày khai trương Đại sứ quán Hoa Kỳ tại Jerusalem.[9]
- 16 tháng 5: Yang di-Pertuan Agong Sultan Muhammad V, ân xá lãnh đạo phe đối lập Malaysia Anwar Ibrahim.
- 18 tháng 5:
  - Cuba tuyên bố quốc tang sau khi chuyến bay 972 của Cubana de Aviación gặp tai nạn sau khi cất cánh khiến 110 người thiệt mạng.
  - Xả súng tại Trường Trung học Santa Fe ở Santa Fe, Texas, làm 10 người chết và 10 người khác bị thương.
- 19 tháng 5: 
  - Hoàng tử Harry của Anh kết hôn với Meghan Markle sau gần 2 năm hẹn hò.
  - Phim Manbiki Kazoku của đạo diễn người Nhật Bản Hirokazu Kore-eda đoạt giải Cành cọ vàng tại liên hoan phim Cannes.
- 22 tháng 5: Giải Man Booker quốc tế được trao cho cuốn tiểu thuyết Flights của Olga Tokarczuk.
- 24 tháng 5: 
  - Vụ đánh bom ở một nhà hàng tại thành phố Mississauga, Canada, làm cho 15 người bị thương.[10]
  - Các nhà báo nước ngoài báo cáo rằng các đường hầm trong khu thử nghiệm hạt nhân Punggye-ri đã bị chính phủ Triều Tiên phá hủy trong một động thái nhằm giảm căng thẳng khu vực.
- 25 tháng 5: Quy định bảo vệ dữ liệu chung của Liên minh châu Âu có hiệu lực, áp đặt các biện pháp bảo vệ quyền riêng tư nghiêm ngặt cho công dân châu Âu trên toàn thế giới.
- 26 tháng 5: 
  - Quy định bảo vệ dữ liệu chung của Liên minh châu Âu (GDPR) có hiệu lực, áp đặt các biện pháp kiểm soát quyền riêng tư nghiêm ngặt cho công dân châu Âu trên toàn thế giới.
  - Một cuộc trưng cầu dân ý về hiến pháp về việc có nên bãi bỏ lệnh cấm phá thai ở Ireland hay không, với chiến thắng thuộc về phía bãi bỏ với 66,4% và 33,6% cho phần còn lại.
  - Real Madrid F.C. giành chiến thắng trước Liverpool F.C. để lần thứ ba liên tiếp vô địch UEFA Champions League.
- 31 tháng 5:
  - Pedro Sánchez trở thành Thủ tướng Tây Ban Nha sau khi Mariano Rajoy không vượt qua được cuộc bỏ phiếu tín nhiệm.
  - Giuseppe Conte chính thức trở thành Thủ tướng Ý sau khi đạt được thỏa thuận liên minh chính phủ mới.
  - Hoa Kỳ tuyên bố sẽ gia hạn thuế đối với thép nhập khẩu (25%) và nhôm (10%) để đối với EU, México và Canada, bắt đầu từ nửa đêm.

### Tháng 6
- 3 tháng 6: Núi lửa Volcán de Fuego phun trào tại Guatemala, giết chết ít nhất 109 người, cao nhất trong một thế kỷ.
- 7 tháng 6: NASA công bố tìm thấy bằng chứng vật chất hữu cơ trên sao Hỏa.
- 8-9 tháng 6: Hội nghị thượng đỉnh G7 lần thứ 44 được tổ chức tại Canada. Tổng thống Trump thúc đẩy việc khôi phục G8 (bao gồm cả Nga). Ông cũng đề xuất xóa bỏ thuế quan.
- 11 tháng 6: Hàng nghìn người xuống đường biểu tình tại hàng loạt các tỉnh thành tại Việt Nam để phản đối Luật Đặc khu và Luật An ninh mạng.
- 12 tháng 6: 
  - Tổng thống Mỹ Donald Trump và nhà lãnh đạo Triều Tiên Kim Jong-un gặp mặt tại Hội nghị thượng đỉnh ở Singapore.
  - Hy Lạp và Cộng hòa Macedonia đạt được thỏa thuận chấm dứt tranh chấp đặt tên kéo dài 27 năm giữa hai nước, điều này sẽ dẫn đến việc chính thức đổi tên thành Cộng hòa Bắc Macedonia.
- 13 tháng 6: FIFA công bố liên minh ba quốc gia Canada, Hoa Kỳ và Mexico sẽ trở thành chủ nhà của Giải vô địch bóng đá thế giới 2026.
- 14 tháng 6 – 15 tháng 7: Giải vô địch bóng đá thế giới 2018 tổ chức tại Nga, đội tuyển bóng đá quốc gia Pháp lần thứ 2 giành chức vô địch.
- 16 tháng 6: Mười bảy người chết ở Caracas, Venezuela sau vụ giẫm đạp tại El Paraíso sau khi một ống đựng hơi cay được kích nổ trong một nhóm bộ đông người.
- 19 tháng 6
  - Hoa Kỳ tuyên bố sẽ rút khỏi Hội đồng Nhân quyền Liên Hợp Quốc.
  - Canada trở thành quốc gia công nghiệp lớn đầu tiên hợp pháp hóa cần sa. Dự luật hợp pháp hóa cần sa có hiệu lực vào ngày 17 tháng 10.
- 21 tháng 6: Ít nhất 21 người chết trong một vụ dẫm đạp sau khi một bình xịt hơi cay phát nổ tại câu lạc bộ đêm Caracas.
- 22 tháng 6 - 1 tháng 7: Thế vận hội Địa Trung Hải 2018 được tổ chức tại Tarragona, Tây Ban Nha.
- 24 tháng 6: Ả Rập Xê Út dỡ bỏ lệnh cấm phụ nữ lái xe.
- 27 tháng 6: Tàu vũ trụ Hayabusa2' lấy mẫu đất đá tiểu hành tinh của JAXA đã tới tiểu hành tinh 162173 Ryugu.
- 28 tháng 6: Ít nhất năm người thiệt mạng, nhiều người bị thương trong vụ xả súng ở tòa soạn báo Capital Gazette, bang Maryland.

### Tháng 7
- 2 tháng 7: Andrés Manuel López Obrador thắng cử tổng thống México.
- 3 tháng 7: Mười hai cậu bé và một người đàn ông bị mắc kẹt trong hang Tham Luang Nang Non của Thái Lan được tìm thấy còn sống sau mười ngày mất tích, với các hoạt động cứu hộ vẫn đang diễn ra.
- 5 tháng 7
  - Litva trở thành thành viên thứ 36 của OECD.
  - Sóng nhiệt Bắc Mỹ 2018 diễn ra, giết chết 33 người ở tỉnh Quebec của Canada.
- 6 tháng 7:
  - Cựu Thủ tướng Pakistan Nawaz Sharif bị kết án mười năm tù giam vì tội tham nhũng.
  - Trung Quốc và Hoa Kỳ áp đặt mức thuế bổ sung trên 34 tỷ USD hàng hóa của nhau. Trung Quốc cáo buộc Hoa Kỳ bắt đầu "cuộc chiến thương mại lớn nhất trong lịch sử kinh tế".
  - Cựu lãnh đạo Aum Shinrikyo, Shoko Asahara và sáu thành viên chính khác của Aum Shinrikyo, người lãnh đạo cuộc tấn công sarin trên tàu điện ngầm Tokyo năm 1995, bị xử tử bằng cách treo cổ.
- 8 tháng 7: 
  - Ít nhất 1,6 triệu người phải di tản khi mưa giông hoành hành tại miền Tây và miền Trung của Nhật Bản. Ít nhất 27 người đã thiệt mạng, 47 người mất tích và 5 người đang trong tình trạng nguy hiểm đến tính mạng vì thời tiết khắc nghiệt.
  - Lãnh đạo của Ethiopia và Eritrea ký tuyên bố chấm dứt xung đột biên giới.
  - Một vụ trật đường ray xe lửa ở Çorlu, Thổ Nhĩ Kỳ làm 24 người thiệt mạng và hơn 120 người khác bị thương.
- 9 tháng 7: Eritrea và Ethiopia chính thức tuyên bố chấm dứt cuộc xung đột kéo dài hai mươi năm của họ.
- 10 tháng 7: 
  - Hàng loạt vụ đánh bom tự sát tại Peshawar và một số thành phố khác ở Pakistan làm cho 136 người thiệt mạng và làm 335 người bị thương.
  - Mười hai cậu bé và huấn luyện viên bóng đá của họ đã được giải cứu thành công khỏi hang Tham Luang Nang Non bị ngập lụt ở Thái Lan, sau 17 ngày bị kẹt, thu hút sự chú ý trên toàn thế giới.
- 11 tháng 7 - 12 tháng 12: Hội nghị thượng đỉnh Brussels NATO 2018 được tổ chức tại Bỉ.
- 12 tháng 7: Ít nhất 19 người đã chết và 12 người đang nguy kịch khi nhà máy hóa chất Yibin Hengda Technology tại một khu công nghiệp ở thành phố Nghi Tân, đông nam tỉnh Tứ Xuyên (Trung Quốc) phát nổ.
- 13 tháng 7: Xảy ra hai vụ đánh bom tự sát tại thị trấn Mastung, tỉnh Balochistan (Pakistan), làm 132 người chết, hơn 150 người bị thương.
- 15 tháng 7: Xảy ra bạo loạn tại Pháp khi các CĐV mừng đội tuyển bóng đá quốc gia Pháp chiến thắng trong World Cup 2018.
- 16 tháng 7: Novak Djokovic và Angelique Kerber lần lượt vô địch đơn nam và đơn nữ tại Wimbledon 2018.
- 17 tháng 7: Thỏa thuận đối tác kinh tế Nhật Bản-EU được ký kết, thỏa thuận thương mại tự do song phương lớn nhất thế giới, tạo ra một khu vực thương mại mở chiếm gần một phần ba GDP toàn cầu.
- 21 tháng 7: Tại Việt Nam, lũ lụt và lở đất do bão nhiệt đới Sơn Tinh gây ra làm cho 32 người chết và 17 người khác mất tích.
- 22 tháng 7: Ít nhất 14 người đã thiệt mạng và hơn 50 người khác bị thương trong một vụ đánh bom liều chết xảy ra gần cửa chính của sân bay Kabul khi Phó Tổng thống nước này Abdul Rashid Dostum trở về nước, sau hơn 1 năm sống tại Thổ Nhĩ Kỳ.
  - 10 người thương vong khi một vụ xả súng xảy ra trên một khu phố đông đúc ở thành phố Toronto, Canada.
- 23 tháng 7: Hàng trăm người chết và bị thương khi xảy ra một vụ cháy rừng xảy ra tại Mati, địa điểm du lịch nổi tiếng cách thủ đô Athens 29 km về phía Đông.
- 24 tháng 7: 
  - Ở môn golf, Francesco Molinari vô địch Open Championship.
  - Một đập thủy điện đang được xây dựng ở Đông Nam Lào bị vỡ, dẫn đến thiệt hại lớn và khiến hơn 6.000 người phải di chuyển chỗ ở.
- 25 tháng 7: Các nhà khoa học thông báo phát hiện một hồ nước lỏng rộng 20 km bên dưới thềm băng ở cực nam Sao Hỏa.
- 26 tháng 7: 
  - Cháy rừng dữ dội ở Hy Lạp khiến 87 người chết và hơn một trăm tòa nhà bị phá hủy.
  - Giá cổ phiếu của Facebook giảm gần 20% sau khi công ty cảnh báo các nhà đầu tư rằng tăng trưởng người dùng đã chậm lại sau vụ bê bối rò rỉ dữ liệu. Hơn 109 tỷ đô la bị mất khỏi giá trị thị trường của nó, khoản lỗ lớn nhất trong một ngày trong lịch sử công ty.
- 27 tháng 7: 
  - Nguyệt thực toàn phần dài nhất trong thế kỷ 21 xảy ra và sao Hỏa tiếp cận gần nhất với Trái Đất kể từ năm 2003.
  - Diễn ra ba hiện tượng thiên văn đặc biệt bao gồm nguyệt thực toàn phần dài nhất thế kỉ (103 phút), mưa sao băng và sao hỏa gần Trái Đất nhất.
- 31 tháng 7: 85 người bị thương khi một máy bay thương mại của hãng Aeromexico chở 101 người bị rơi khi cất cánh không lâu.
- 31 tháng 7: Một trận động đất 6,4 độ richter xảy ra ở Lombok, Indonesia, giết chết ít nhất 16 người.

### Tháng 8
- 1 tháng 8: 
  - Trong toán học, huy chương Fields được trao cho Caucher Birkar, Alessio Figalli, Peter Scholze và Akshay Venkatesh.
  - Sự bùng phát Kivu Ebola 2018 bắt đầu tại Cộng hòa Dân chủ Congo. Nó trở thành ổ dịch virus Ebola nguy hiểm thứ hai vào ngày 29 tháng 11, chỉ vượt qua đại dịch virus Ebola Tây Phi 2013.
- 2 tháng 8: Apple Inc. trở thành công ty đại chúng đầu tiên trên thế giới đạt mức vốn hóa thị trường là 1 nghìn tỷ đô la.
- 5 – 24 tháng 8: Giải vô địch bóng đá nữ U-20 thế giới 2018 tổ chức tại Pháp, đội tuyển bóng đá U-20 nữ quốc gia Nhật Bản lần đầu tiên giành chức vô địch.
- 5 tháng 8: Xảy ra một trận động đất 6.9 độ richter ở đảo Lombok, Indonesia làm 82 người chết.
- 6 tháng 8: Ả Rập Xê-út ra lệnh trục xuất Đại sứ Canada sau khi bị chỉ trích về lối đối đãi của họ với các nhà hoạt động nhân quyền.
- 7 tháng 8: Hoa Kỳ áp dụng các biện pháp trừng phạt đối với Iran.
- 9 tháng 8: Trong cuộc can thiệp do Ả Rập Saudi dẫn đầu tại Yemen, lực lượng vũ trang Ả Rập đánh bom một chiếc xe buýt trường học ở Dahyan, giết chết ít nhất 29 trẻ em và làm bị thương ít nhất 30 người khác.
- 10 – 20 tháng 8: Lượng mưa lớn gây ra lũ lụt nghiêm trọng ở bang Kerala của Ấn Độ. Đó là trận lụt tồi tệ nhất tấn công bang trong một thế kỷ qua.
- 12 tháng 8: 
  - Năm quốc gia duyên hải - Nga, Kazakhstan, Azerbaijan, Iran và Turkmenistan - ký Công ước về tình trạng pháp lý của Biển Caspi, chấm dứt tranh chấp kéo dài 20 năm về tình trạng pháp lý của Biển Caspi.
  - NASA phóng tàu vũ trụ Parker Solar Probe để nghiên cứu vành nhật hoa bên ngoài của Mặt Trời.
- 14 tháng 8: Một phần của cầu Ponte Morandi thuộc tuyến đường cao ốc ở Genova, Ý, bị sụp đổ, làm chết ít nhất 39 người. Phó Thủ tướng Luigi Di Maio và bộ trưởng giao thông Danilo Toninelli đổ lỗi cho công ty tư nhân Autostrade per l'Italia.
- 16 tháng 8: Atlético Madrid giành chiến thắng 4–2 trước Real Madrid C.F. trong trận Siêu cúp bóng đá châu Âu.
- 18 tháng 8: Khai mạc Đại hội Thể thao châu Á 2018 tại Indonesia.
- 23 tháng 8: Ecuador rút khỏi ALBA.
- 24 tháng 8: 
  - Scott Morrison thay Malcolm Turnbull làm thủ tướng Úc. Morrison tuyên thệ nhậm chức thủ tướng vào tối hôm đó.
  - Một vụ hỏa hoạn tại khách sạn ở Cáp Nhĩ Tân, Trung Quốc làm chết 19 người và 20 người khác bị thương.
- 26 tháng 8: 4 người chết và 10 người bị thương trong vụ xả súng tại khu tổ hợp nhà hàng, giải trí và mua sắm Jacksonville Landing, thành phố Jacksonville thuộc bang Florida, Mỹ.

### Tháng 9
- 2 tháng 9: 
  - Bế mạc Đại hội Thể thao châu Á 2018 tại Indonesia.
  - Một vụ hỏa hoạn phá hủy Bảo tàng quốc gia Brasil ở Rio de Janeiro.
- 3 tháng 9: Một vụ nổ đã xảy ra ở nhà máy sản xuất đạn dược Rheinmetall-Denel, gần thủ phủ Cape Town, tỉnh Somerset West của Nam Phi làm 8 người thiệt mạng.
- 4 tháng 9: Bão Jebi tiến vào Nhật Bản gây thiệt hại lớn ở vùng Kinki (Kansai).
- 6 tháng 9: 
  - Một trận động đất xảy ra ở phía nam Hokkaido, Nhật Bản làm ít nhất chín người chết.
  - Tòa án tối cao Ấn Độ coi thường đồng tính luyến ái.
- 13 tháng 9: Phim Roma do Alfonso Cuarón đạo diễn đoạt giải Sư tử vàng tại Liên hoan phim Venezia 2018.
- 15 tháng 9: 
  - Bão Florence đổ bộ vào North Carolina, Hoa Kỳ, làm ít nhất 15 người thiệt mạng.
  - Bão Mangkhut quét qua Philippines, Đài Loan, Hồng Kông và Trung Quốc, khiến hơn 60 người thương vong.
- 20 tháng 9: Tàu MV Nyerere lật úp trên hồ Victoria, giết chết ít nhất 228 hành khách.
- 21 tháng 9: 19 năm xây dựng và phát triển của Handico (1999 - 2018)
- 22 tháng 9: Một cuộc tấn công tại một cuộc diễu hành quân sự giết chết ít nhất 29 người ở Ahvaz, Iran.
- 23 tháng 9: Ibrahim Mohamed Solih đắc cử Tổng thống Maldives.
- 28 tháng 9: Động đất Sulawesi 2018 làm ít nhất 80 người thiệt mạng, gây ra một cơn sóng thần giết chết ít nhất 2.256 người và làm bị thương hơn 10.679 người khác.

### Tháng 10
- 2 tháng 10: Nhà báo Jamal Khashoggi của Washington Post bị sát hại bên trong lãnh sự quán Ả Rập Xê Út ở Istanbul, gây ra một cuộc khủng hoảng ngoại giao cho Ả Rập Xê Út.
- 8 tháng 10: IPCC công bố Báo cáo đặc biệt về sự nóng lên toàn cầu 1,5 độ C, cảnh báo rằng "những thay đổi nhanh chóng, sâu rộng và chưa từng có trong mọi khía cạnh của xã hội" là cần thiết để đảm bảo rằng sự nóng lên toàn cầu được giữ dưới 1,5°C.
- 10 tháng 10: Bão Michael đổ bộ vào Florida, Hoa Kỳ, giết chết 17 người sau khi làm ít nhất 15 người chết ở Trung Mỹ.
- 13 tháng 10: Ít nhất 3 người chết và 8 người bị thương nặng sau khi một máy bay cỡ nhỏ đã lao vào nhóm người đang đứng tại sân bay Wasserkuppe ở bang Hesse của Đức.
  - 29 người thiệt mạng sau khi mưa lớn và lũ lụt gây lở xuống một ngôi trường tiểu học tại khu vực Bắc Sumatra, Indonesia.
  - 4 người thiệt mạng và 1 người bị thương khi xảy ra một vụ xả súng tại bữa tiệc sinh nhật của một em bé ở nam Texas, Mỹ.
- 16 tháng 10: Canada hợp pháp hóa việc bán và sử dụng cần sa, trở thành quốc gia thứ hai trên thế giới làm như vậy, sau Uruguay vào năm 2013.
- 17 tháng 10: Ít nhất 18 người đã thiệt mạng và khoảng 50 người khác bị thương tại một trường cao đẳng ở bán đảo Crimea thuộc Nga khi kẻ tấn công kích nổ bom và xả súng vào các sinh viên trong trường.
- 19 tháng 10:
  - Ít nhất 59 người thiệt mạng và ít nhất 100 người bị thương khi một đoàn tàu chạy qua đám đông tại một lễ hội của đạo Hindu ở bang Punjab, Ấn Độ.
  - Cơ quan Vũ trụ châu Âu và Nhật Bản phóng tàu BepiColombo, một bộ hai tàu thám hiểm nhằm nghiên cứu hành tinh sao Thủy.
- 20 tháng 10: 
  - Ước tính có khoảng 700.000 người tham dự cuộc tuần hành People's Vote ở Luân Đôn, kêu gọi bỏ phiếu công khai về thỏa thuận Brexit cuối cùng.
  - Một xe lửa bị trật bánh tại Đài Loan, làm chết ít nhất 18 người và làm bị thương hơn 170 người khác.
  - Tổng thống Trump tuyên bố rằng Hoa Kỳ sẽ "chấm dứt" Hiệp ước Lực lượng Hạt nhân tầm trung sau các vi phạm bị cáo buộc của Nga.
- 23 tháng 10: 
  - Nguyễn Phú Trọng nhậm chức Chủ tịch nước Việt Nam.
  - Cầu Hồng Kông – Chu Hải – Ma Cao, cầu vượt biển lớn nhất thế giới - được khánh thành.
- 25 tháng 10: Sahle-Work Zewde trở thành nữ tổng thống đầu tiên của Ethiopia.
- 27 tháng 10: 
  - Ít nhất 11 người thiệt mạng trong đó có 3 sĩ quan cảnh sát trong một vụ xả súng tại giáo đường Do Thái Tree of Life ở khu Squirrel Hill, thành phố Pittsburg thuộc bang Pennsylvania ở Mỹ.
  - Michael D. Higgins chính thức được tuyên bố là Tổng thống Ireland sau khi nhận được 822.566 phiếu bầu.
- 28 tháng 10: Jair Bolsonaro theo lối cực hữu được bầu làm Tổng thống tiếp theo của Brasil, với 55% phiếu bầu.
- 29 tháng 10: Chuyến bay 610 của Lion Air, chở theo 188 hành khách, rơi ngoài khơi đảo Java, Indonesia.
- 30 tháng 10: Nhiệm vụ Kepler của NASA kết thúc sau khi tàu vũ trụ hết nhiên liệu.

### Tháng 11
- 1 tháng 11: Nhiệm vụ Dawn của NASA kết thúc sau khi hết nhiên liệu hydrazin.
- 3 tháng 11: Chung kết Hoa hậu Trái Đất 2018 tổ chức tại Philipines, Nguyễn Phương Khánh giành chiến thắng trong cuộc thi này.
- 4 tháng 11:
  - Nouvelle-Calédonie từ chối trở thành quốc gia độc lập sau cuộc trưng cầu dân ý do chính phủ Pháp tổ chức.
  - Akihiko Kondo tổ chức hôn lễ với với cô dâu búp bê có diện mạo giống ngôi sao nhạc pop công nghệ số Hatsune Miku.[11][12]
- 6 tháng 11: Trong cuộc tổng tuyển cử tại Hoa Kỳ, Đảng Dân chủ giành đa số ghế tại Hạ viện trong khi Đảng Cộng hòa duy trì đa số tại Thượng viện.
- 8 tháng 11 – 15 tháng 12: Giải vô địch bóng đá Đông Nam Á 2018 tổ chức tại Đông Nam Á, đội tuyển bóng đá quốc gia Việt Nam lần thứ 2 giành chức vô địch.
- 8 tháng 11: Bốn vụ cháy rừng ở California, bao gồm Camp Fire và Woolsey Fire, thiêu rụi ít nhất 77.000 ha rừng và giết chết ít nhất 25 người.
- 11 tháng 11: Nhiều quốc gia trên thế giới, đặc biệt là các quốc gia ở Châu Âu và Khối thịnh vượng chung, cùng với Hoa Kỳ, kỷ niệm kết thúc Thế chiến I với Ngày đình chiến, Ngày cựu chiến binh và Lễ tưởng niệm, diễn thuyết, diễu hành và tưởng niệm.
- 13 tháng 11 – 1 tháng 12: Giải vô địch bóng đá nữ U-17 thế giới 2018 tổ chức tại Uruguay, đội tuyển bóng đá U-17 nữ quốc gia Tây Ban Nha lần đầu tiên giành chức vô địch.
- 16 tháng 11: 
  - Hội nghị toàn thể về Cân đo xác nhận định nghĩa mới cho các đơn vị kilôgram, ampe, kelvin và mol.
  - Bức tranh Portrait of an Artist (Pool with Two Figures) của David Hockney bán với giá hơn 90 triệu đô la Mỹ, mức giá cao nhất cho một tác phẩm của nghệ sĩ còn sống tại phiên đấu giá.[13][14][15]
- 17 tháng 11: Xác tàu ngầm San Juan mất tích vào tháng 11 năm 2017, được tìm thấy ở Nam Đại Tây Dương.
- 26 tháng 11: Tàu thăm dò InSight của NASA hạ cánh thành công trên bề mặt sao Hỏa.
- 27 tháng 11: Khủng hoảng Ukraine: Ukraine tuyên bố thiết quân luật sau khi xảy ra sự cố vũ trang khi Nga bắt giữ ba tàu Ukraine ở eo biển Kerch đang tranh chấp hai ngày trước đó.
- 28 tháng 11: Nhà khoa học Trung Quốc He Jiankui, tại một hội nghị công cộng ở Hồng Kông, tuyên bố rằng ông đã thay đổi DNA của hai bé gái sinh đôi mới vài tháng để cố gắng làm cho chúng kháng nhiễm virus HIV; ông cũng tiết lộ khả năng mang thai lần thứ hai của một em bé biến đổi gen khác.

### Tháng 12
- 1 – 8 tháng 12: Pháp trải qua tình trạng bất ổn dân sự tồi tệ nhất kể từ các cuộc biểu tình năm 1968 do phong trào áo vàng. Các cuộc biểu tình ở Paris biến thành bạo loạn, với hàng trăm người bị thương và hàng ngàn người bị bắt; hơn 100 chiếc xe bị đốt cháy, Khải Hoàn Môn bị phá hoại và nhiều địa điểm du lịch khác bị đóng cửa, cả ở thủ đô và các nơi khác trong nước.
- 3 tháng 12: NASA báo cáo sự xuất hiện của tàu thăm dò OSIRIS-REx tại Bennu, sứ mệnh mang về mẫu vật đầu tiên của cơ quan từ một tiểu hành tinh.
- 7 tháng 12: Liên minh Viễn thông Quốc tế của Liên Hợp Quốc báo cáo rằng vào cuối năm 2018, hơn một nửa - toàn bộ 51,2% - dân số thế giới hiện đang sử dụng Internet.
- 9 tháng 12: Các nhà khoa học thông báo rằng tàu vũ trụ không người lái Voyager 2 đã trở thành vật thể nhân tạo thứ hai rời khỏi nhật quyển tiến vào môi trường liên sao.
- 12 – 22 tháng 12: Giải vô địch bóng đá thế giới các câu lạc bộ 2018 tổ chức tại Các tiểu vương quốc Ả Rập Thống nhất, câu lạc bộ bóng đá Real Madrid lần thứ 4 giành chức vô địch.
- 13 tháng 12: Hai ngày sau vụ nổ súng ở chợ Giáng sinh ở Strasbourg, Pháp làm bốn người chết, cảnh sát Pháp đấu súng giết chết nghi phạm.
- 15 tháng 12: Tại Hội nghị biến đổi khí hậu Katowice, Ba Lan, gần 200 quốc gia đồng ý các quy tắc thực hiện thỏa thuận chung Paris 2015.
- 17 tháng 12: Chung kết Hoa hậu Hoàn vũ 2018 tổ chức tại Thái Lan, Catriona Gray giành chiến thắng trong cuộc thi này.
- 21 tháng 12: Chỉ số công nghiệp trung bình Dow Jones đóng cửa ở mức 22.445, thấp nhất sau tuần tồi tệ nhất kể từ năm 2008.
- 22 tháng 12: Ít nhất 43 người thiệt mạng và hơn 500 người bị thương sau khi một cơn sóng thần ập vào các bờ biển xung quanh Eo biển Sunda, Indonesia.
- 26 tháng 12: Bộ Giáo dục và Đào tạo Việt Nam ban hành thông tư số 32/2018/TT-BGDĐT, đánh dấu sự ra đời của chương trình giáo dục phổ thông mới.
- 28 tháng 12: 4 người Việt Nam và 1 hướng dẫn viên bản địa thiệt mạng cùng nhiều người khác bị thương sau vụ đánh bom xe khách gần Đại Kim tự tháp Giza, Ai Cập.
- 30 tháng 12: Hiệp định Đối tác Toàn diện và Tiến bộ xuyên Thái Bình Dương (CPTPP) chính thức có hiệu lực tại Úc, Canada, Nhật Bản, Mexico, New Zealand và Singapore.

### Không rõ ngày
- Nhóm nhạc Việt Nam HKT chính thức tan rã.[16]

## Sinh
- 9 tháng 3, Vương tôn nữ Adrienne của Thuỵ Điển, Nữ Công tước xứ Blekinge
- 23 tháng 4, Vương tôn Louis xứ Wales, Anh

## Mất

### Tháng 1

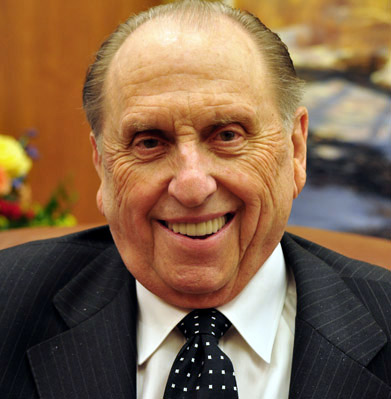
Thomas S. Monson

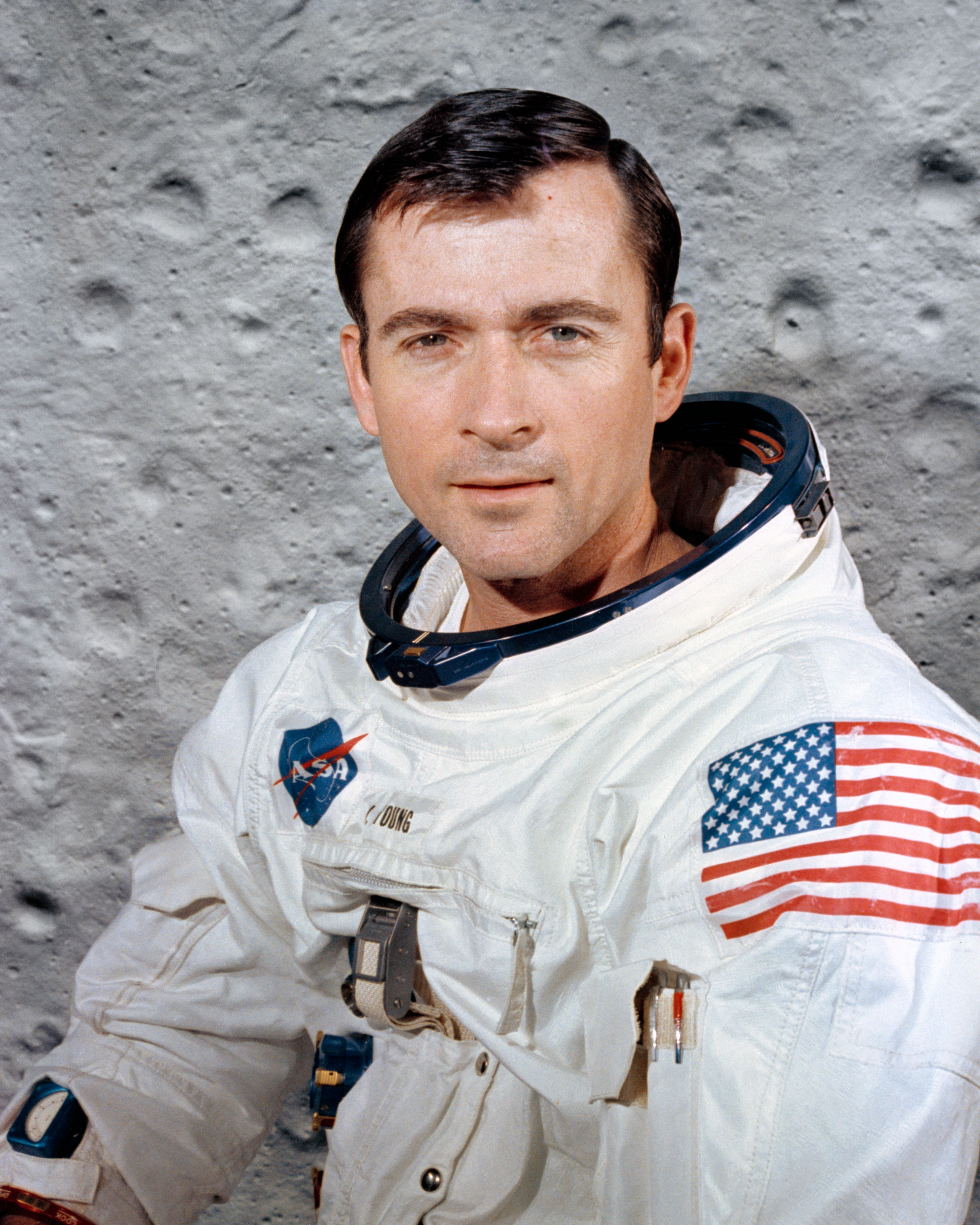
John W. Young

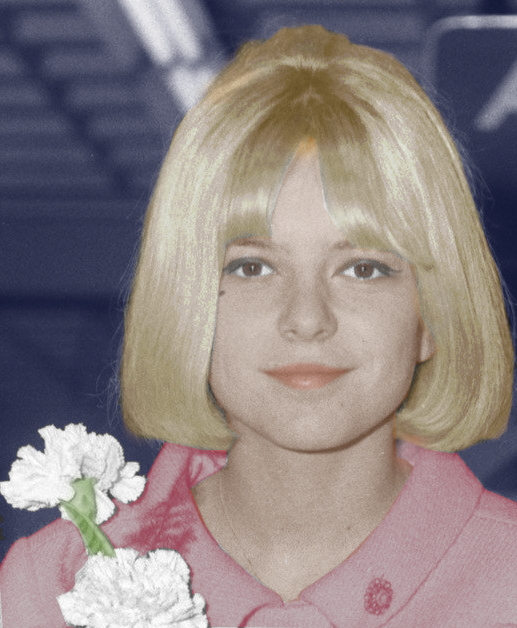
France Gall

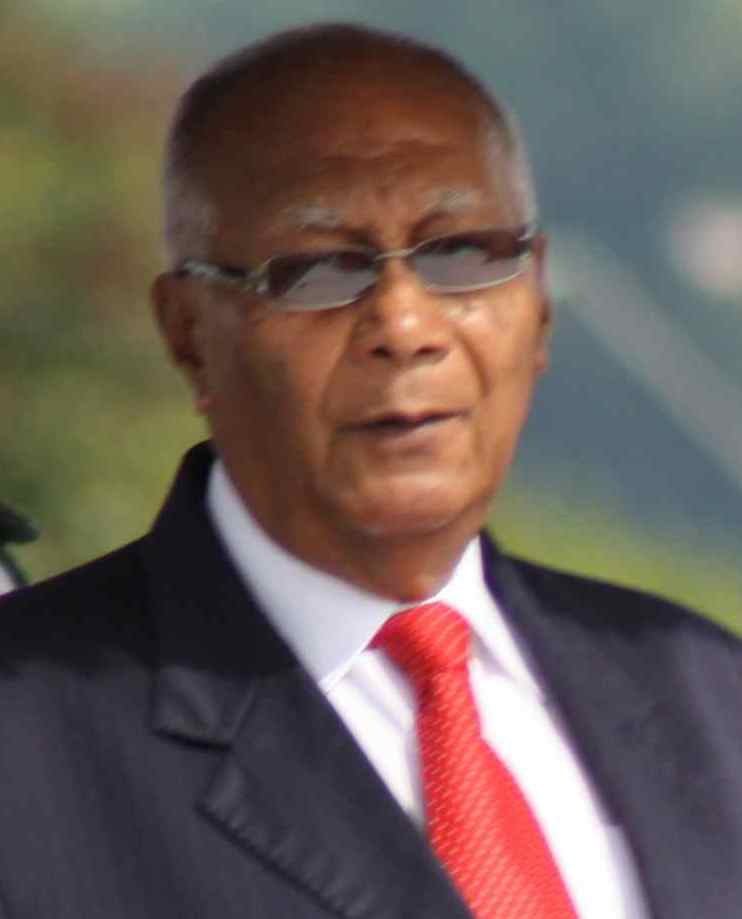
George Maxwell Richards

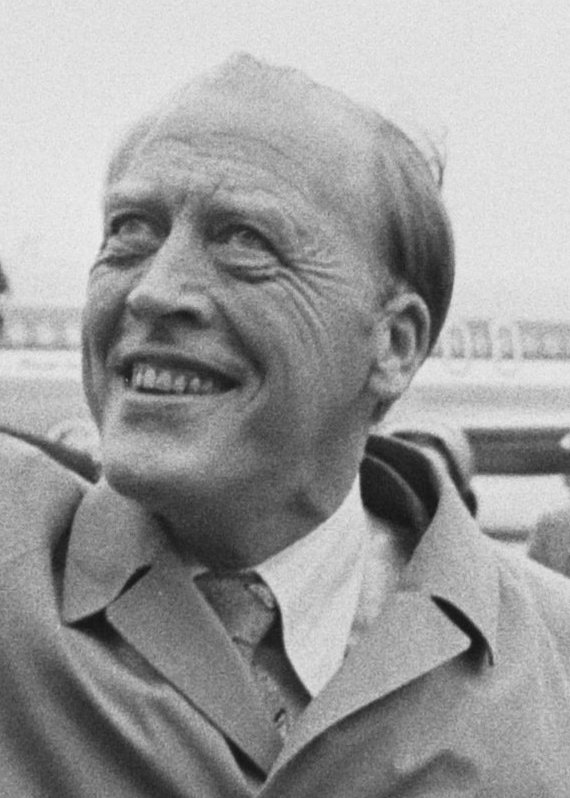
Odvar Nordli

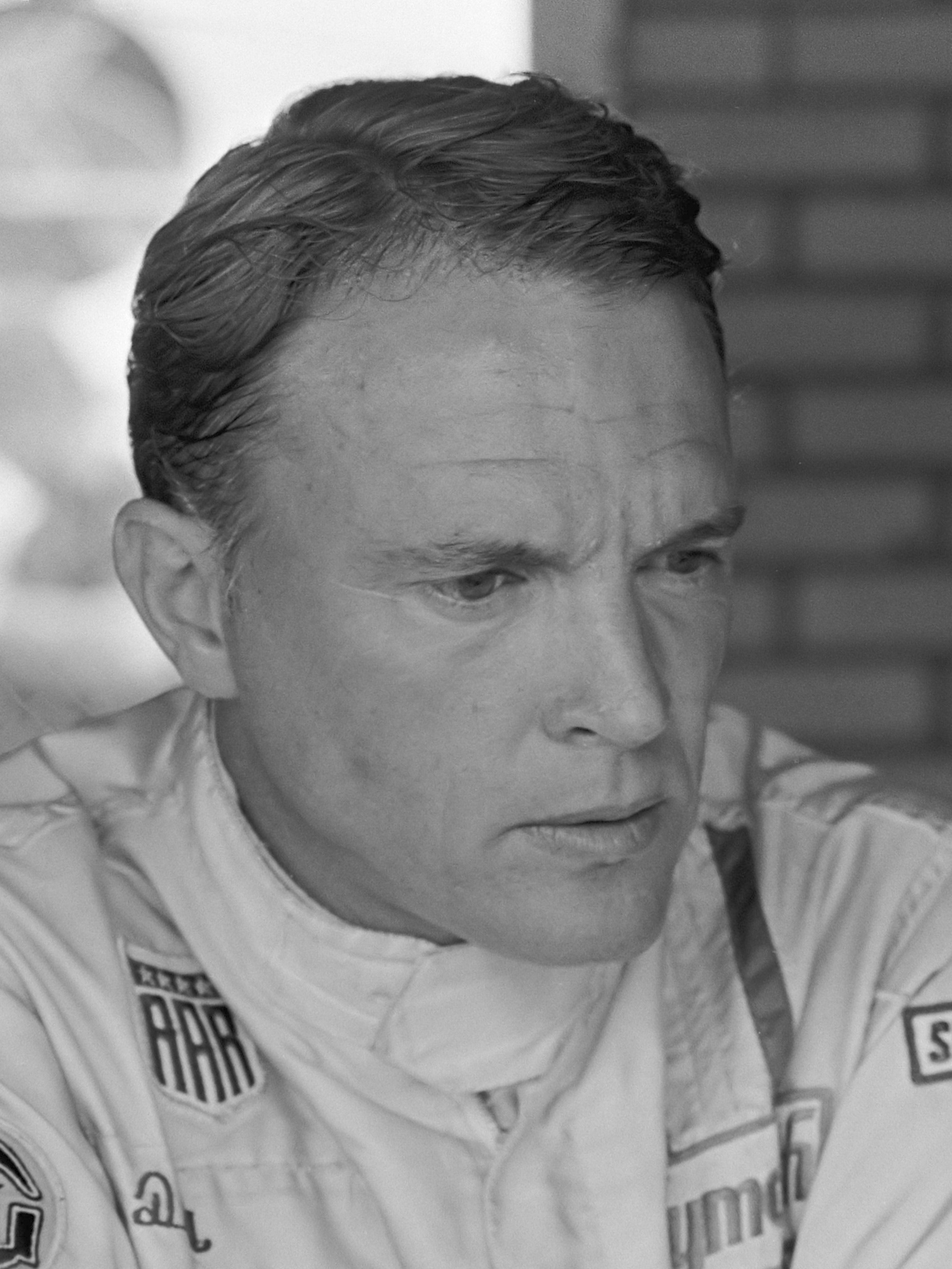
Dan Gurney

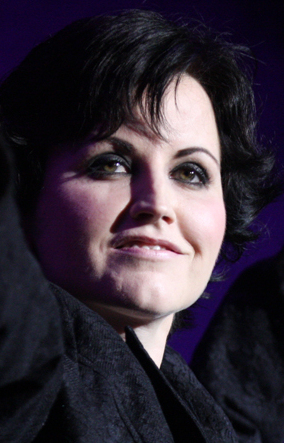
Dolores O'Riordan

Dorothy Malone

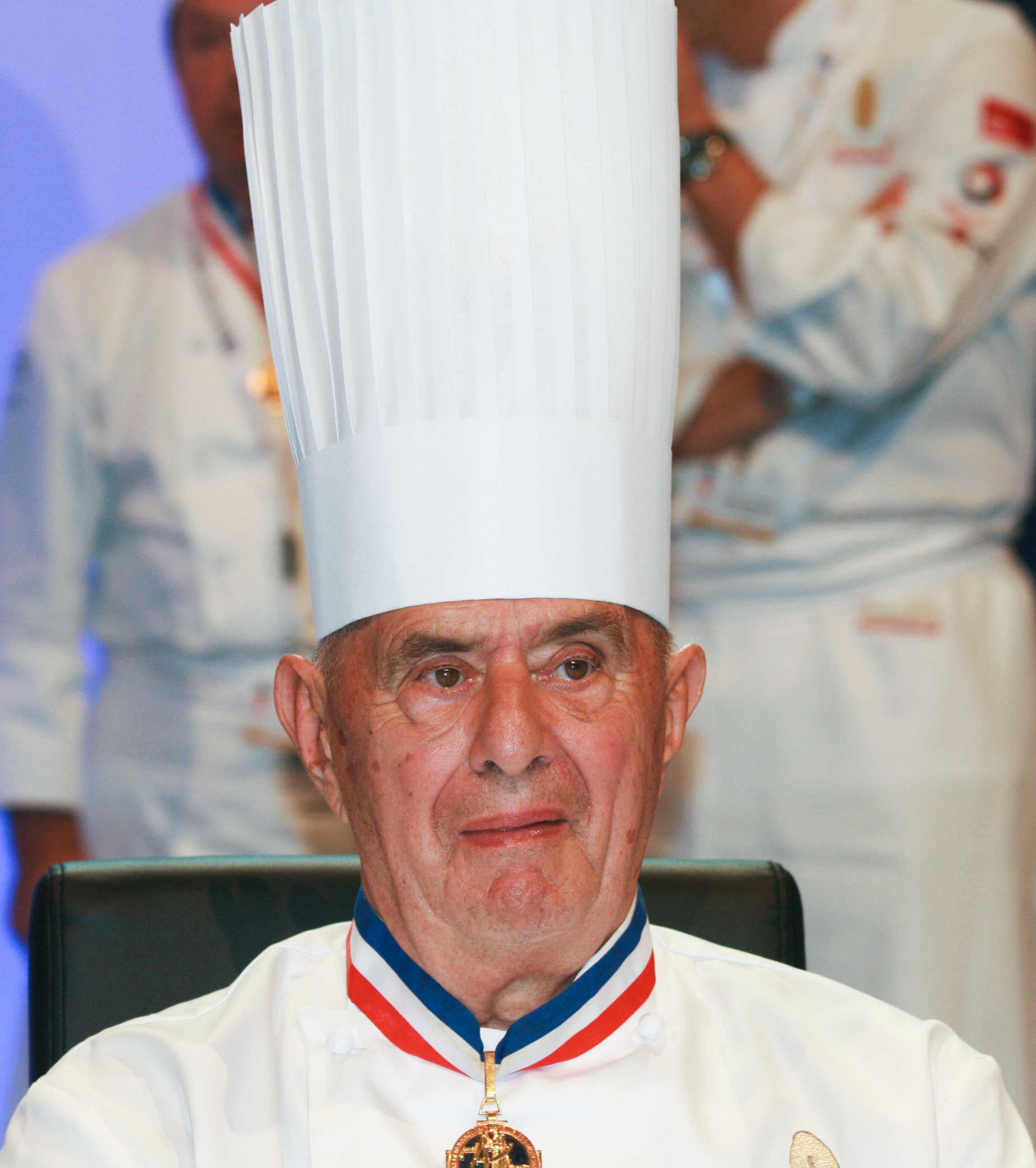
Paul Bocuse

Ursula K. Le Guin

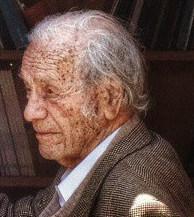
Nicanor Parra

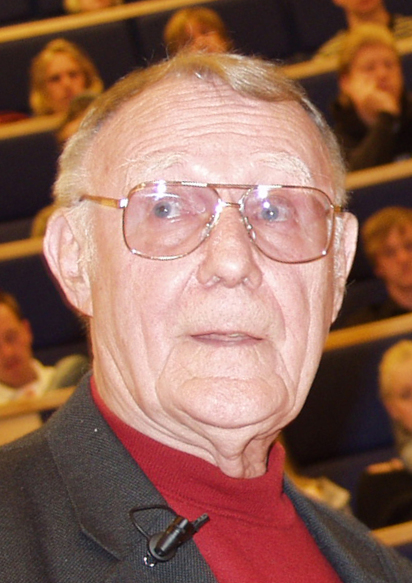
Ingvar Kamprad

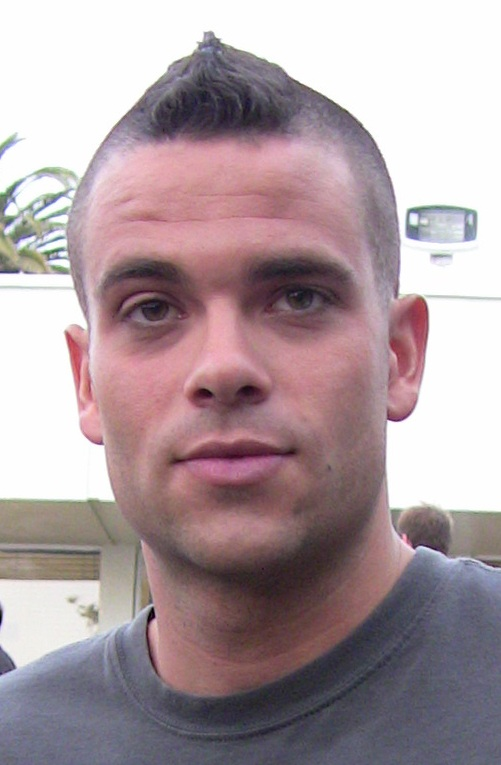
Mark Salling

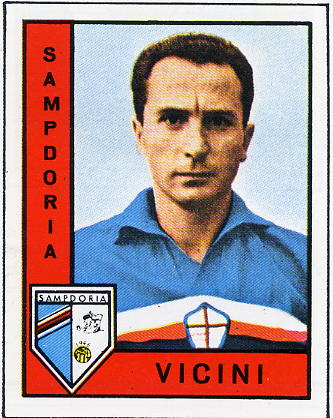
Azeglio Vicini

- 1 tháng 1: Manuel Olivencia, luật sư, nhà kinh tế, nhà ngoại giao, luật sư người Tây Ban Nha (s. 1929)
- 2 tháng 1
  - Thomas S. Monson, nhà lãnh đạo và nhà văn tôn giáo Mỹ (s. 1927)
  - Radha Viswanathan, ca sĩ và vũ công cổ điển Ấn Độ (s. 1934)
  - Frank Buxton, diễn viên, nhà văn, tác giả và đạo diễn người Mỹ (s. 1930)
  - Rick Hall, nhà sản xuất thu âm, nhạc sĩ và nhà xuất bản âm nhạc người Mỹ (s. 1932)
- 3 tháng 1: Colin Brumby, nhà soạn nhạc người Úc (s. 1933)
- 4 tháng 1
  - Aharon Appelfeld, nhà văn người Israel gốc Ukraina (s. 1932)
  - Ray Thomas, nhạc sĩ người Anh (s. 1941)
  - Ulhas Bapat, người chơi santoor Ấn Độ (s. 1950)
- 5 tháng 1
  - Antonio Angelillo, cầu thủ bóng đá Argentina gốc Ý (s. 1937)
  - Jerry Van Dyke, diễn viên người Mỹ (s. 1931)
  - John Young, nhà du hành vũ trụ người Mỹ (s. 1930)
- 6 tháng 1
  - Horace Ashenfelter, vận động viên Olympic người Mỹ (s. 1923)
  - Thomas Bopp, nhà thiên văn người Mỹ (s. 1949)
  - Elza Brandeisz, vũ công người Hungary và giáo viên (s. 1907)
  - Marjorie Holt, chính trị gia người Mỹ (s. 1920)
- 7 tháng 1
  - France Gall, nữ ca sĩ người Pháp (s. 1947)
  - Peter Sutherland, doanh nhân và chính trị gia người Ireland (s. 1946)
- 8 tháng 1
  - Juan Carlos García, cầu thủ bóng đá Honduras (s. 1988)
  - George Maxwell Richards, chính trị gia, Tổng thống thứ tư của Trinidad (s. 1931)
- 9 tháng 1
  - Odvar Nordli, Thủ tướng thứ 21 của Na Uy (s. 1927)
  - Mario Perniola, nhà triết học người Ý (s. 1941)
- 10 tháng 1: Eddie Clarke, nhạc sĩ người Anh (s. 1950)
- 11 tháng 1: Edgar Ray Killen, tội phạm Mỹ (s. 1925)
- 14 tháng 1
  - Dan Gurney, lái xe đua người Mỹ (s. 1931)
  - Cyrille Regis, cầu thủ bóng đá Anh (s. 1958)
  - Hugh Wilson, đạo diễn phim và nhà sản xuất truyền hình người Mỹ (s. 1943)
- 15 tháng 1
  - Edwin Hawkins, nhạc sĩ người Mỹ (s. 1943)
  - Dolores O'Riordan, nữ nhạc sĩ người Ireland (s. 1971)
  - Peter Wyngarde, diễn viên người Anh (s. 1927)
  - Bradford Dillman, diễn viên người Mỹ (s. 1930)
  - Oliver Ivanović, chính khách Serbia (s. 1953)
  - Jo Jo White, cầu thủ bóng rổ người Mỹ (s. 1946)
- 18 tháng 1
  - Giuse Vương Dũ Vinh, Nguyên Giám mục chính tòa Giáo phận Đài Trung, Đài Loan gốc Trung Quốc (s. 1931)
  - Lucas Mangope, chính trị gia Nam Phi (s. 1923)
  - Peter Mayle, tác giả người Anh (s. 1939)
  - Stansfield Turner, đô đốc và học thuật người Mỹ (s. 1923)
- 19 tháng 1: Dorothy Malone, nữ diễn viên người Mỹ (s. 1924)
- 20 tháng 1
  - Paul Bocuse, đầu bếp người Pháp (s. 1926)
  - Graeme Langlands, cầu thủ bóng bầu dục Úc (s. 1941)
  - Naomi Parker Fraley, nữ thợ máy hải quân Mỹ (s. 1921)
  - Jim Rodford, nghệ sĩ guitar bass người Anh (s. 1941)
- 21 tháng 1
  - Yves Afonso, diễn viên người Pháp (s. 1944)
  - Philippe Gondet, cầu thủ bóng đá người Pháp (s. 1942)
  - Hosaka Tsukasa, cầu thủ bóng đá Nhật Bản (s. 1937)
  - Jens Okking, diễn viên và chính trị gia Đan Mạch (s. 1939)
  - Connie Sawyer, nữ diễn viên người Mỹ (s. 1912)
- 22 tháng 1
  - Jimmy Armfield, cầu thủ bóng đá và quản lý BBC Radio Five Live người Anh (s. 1935)
  - Ursula K. Le Guin, nữ tiểu thuyết gia người Mỹ (s. 1929)
  - Văn Chung, nghệ sĩ hài Việt Nam (s. 1928)
- 23 tháng 1
  - Hugh Masekela, nhạc sĩ nhạc jazz Nam Phi (s. 1939)
  - Nicanor Parra, nhà thơ Chile (s. 1914)
- 24 tháng 1
  - Jack Ketchum, tác giả người Mỹ (s. 1946)
  - Mark E. Smith, ca sĩ, nhạc sĩ người Anh (s. 1957)
- 25 tháng 1
  - Claribel Alegría, nữ nhà thơ Nicaragua (s. 1924)
  - Neagu Djuvara, sử gia, nhà luận văn, triết gia người România (s. 1916)
- 26 tháng 1
  - Elizabeth Hawley, nữ nhà báo người Mỹ (s. 1923)
  - Hiromu Nonaka, chính khách Nhật Bản (s. 1925)
- 27 tháng 1
  - Ingvar Kamprad, doanh nhân Thụy Điển (s. 1926)
  - Mort Walker, nhà văn truyện tranh người Mỹ (s. 1923)
- 28 tháng 1: Gene Sharp, giáo sư khoa học chính trị Mỹ (s. 1928)
- 29 tháng 1: Ion Ciubuc, chính trị gia và thủ tướng thứ ba của Moldova (s. 1943)
- 30 tháng 1
  - Mark Salling, diễn viên người Mỹ (s. 1982)
  - Clyde Scott, cầu thủ bóng bầu dục,diễn viên người Mỹ (s. 1924)
  - Azeglio Vicini, cầu thủ bóng đá và huấn luyện viên người Ý (s. 1933)
  - Louis Zorich, diễn viên người Mỹ (s. 1924)
- 31 tháng 1
  - Rasual Butler, cầu thủ bóng rổ người Mỹ (s. 1979)
  - Leonid Kadeniuk, nhà du hành vũ trụ người Ukraina (s. 1951)

### Tháng 2
- 4 tháng 2

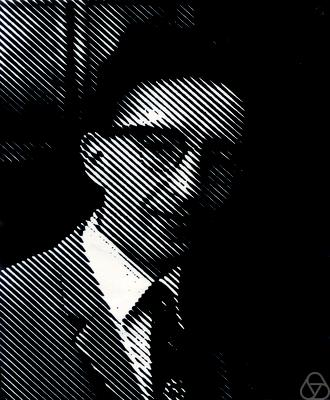
Alan Baker

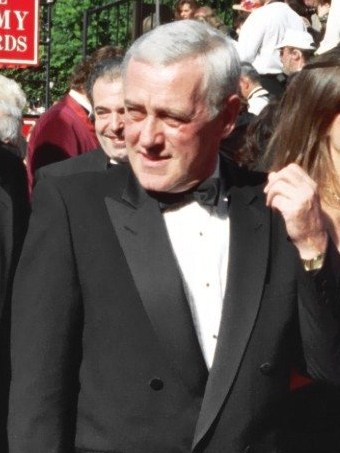
John Mahoney

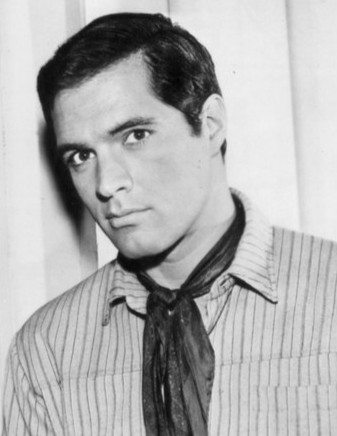
John Gavin

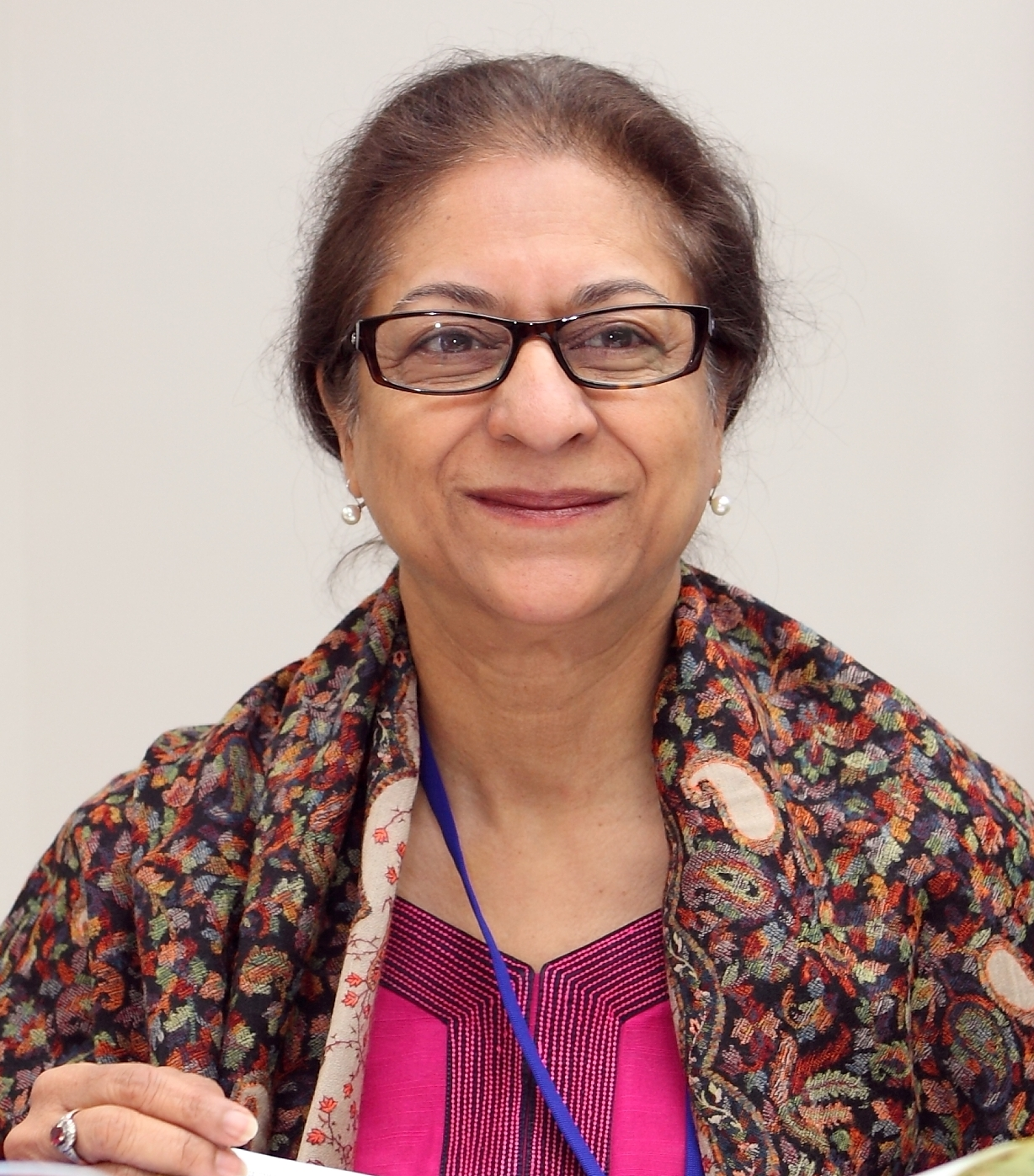
Asma Jahangir

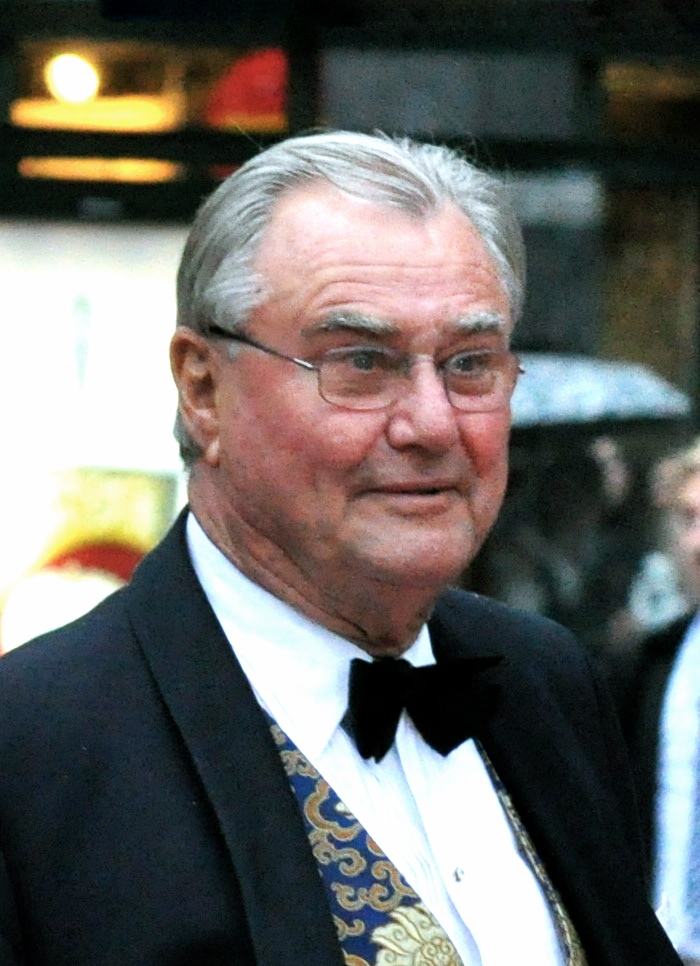
Henrik, Hoàng thân Đan Mạch

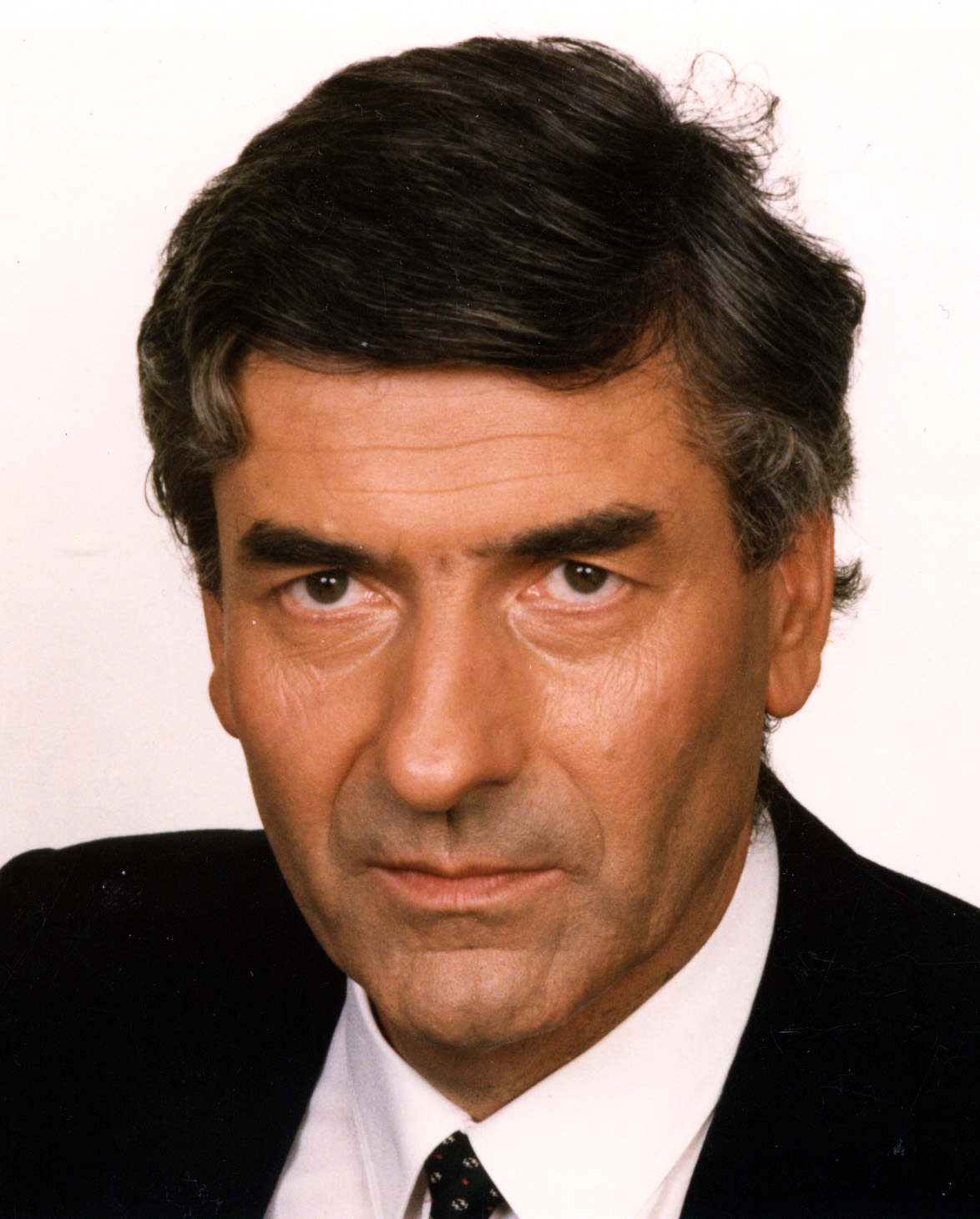
Ruud Lubbers

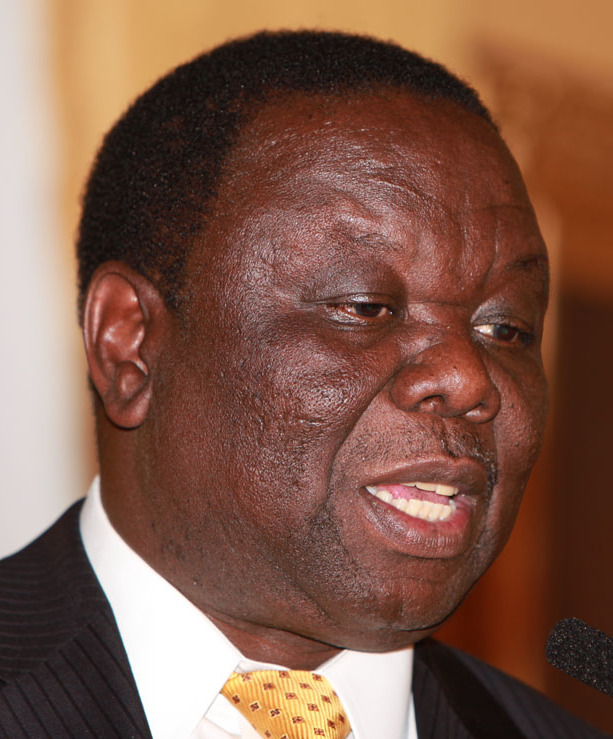
Morgan Tsvangirai

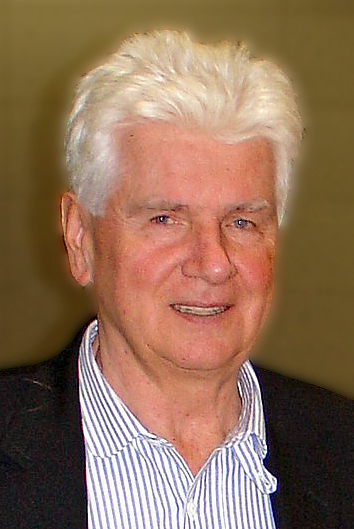
Günter Blobel

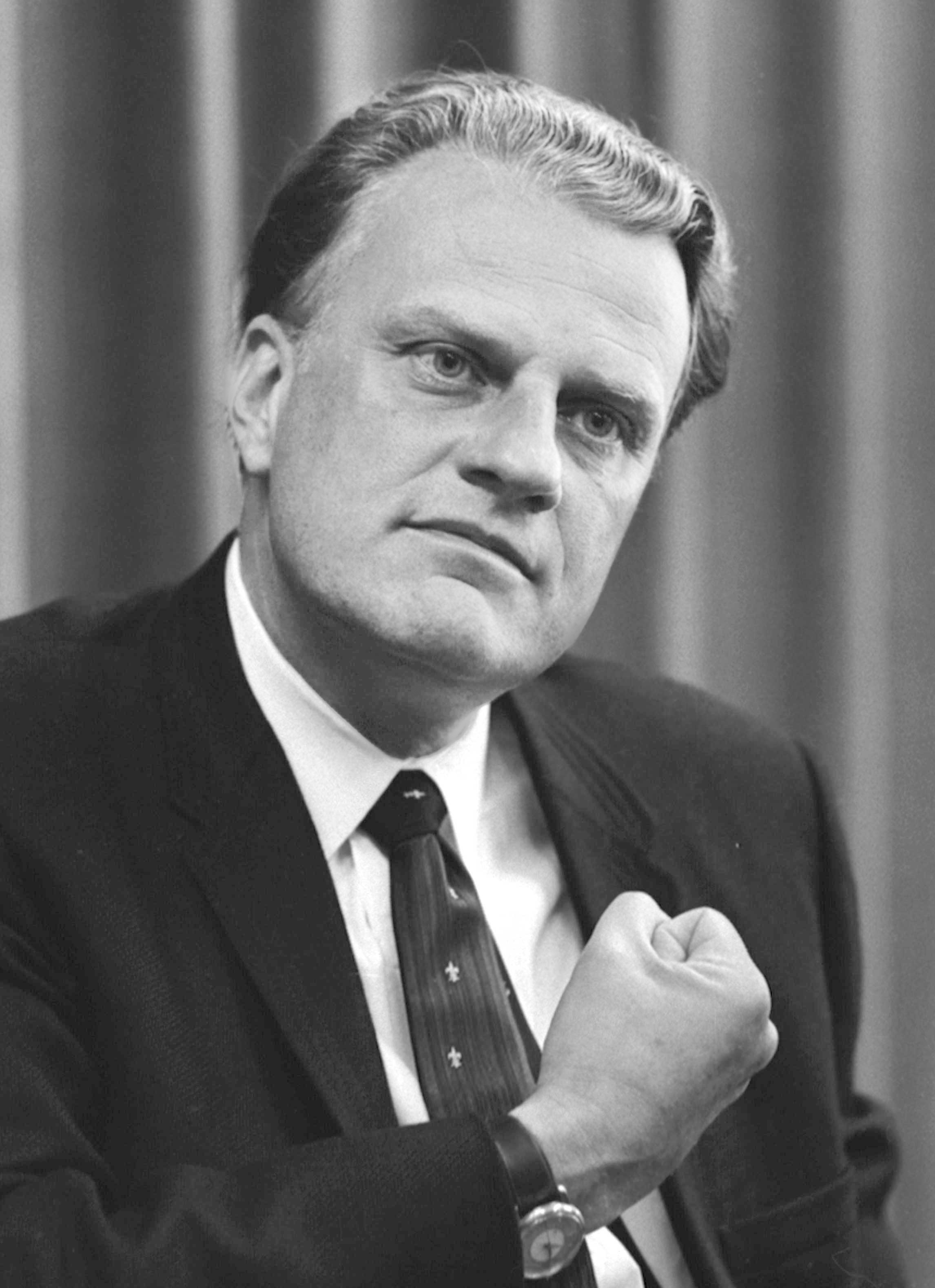
Billy Graham

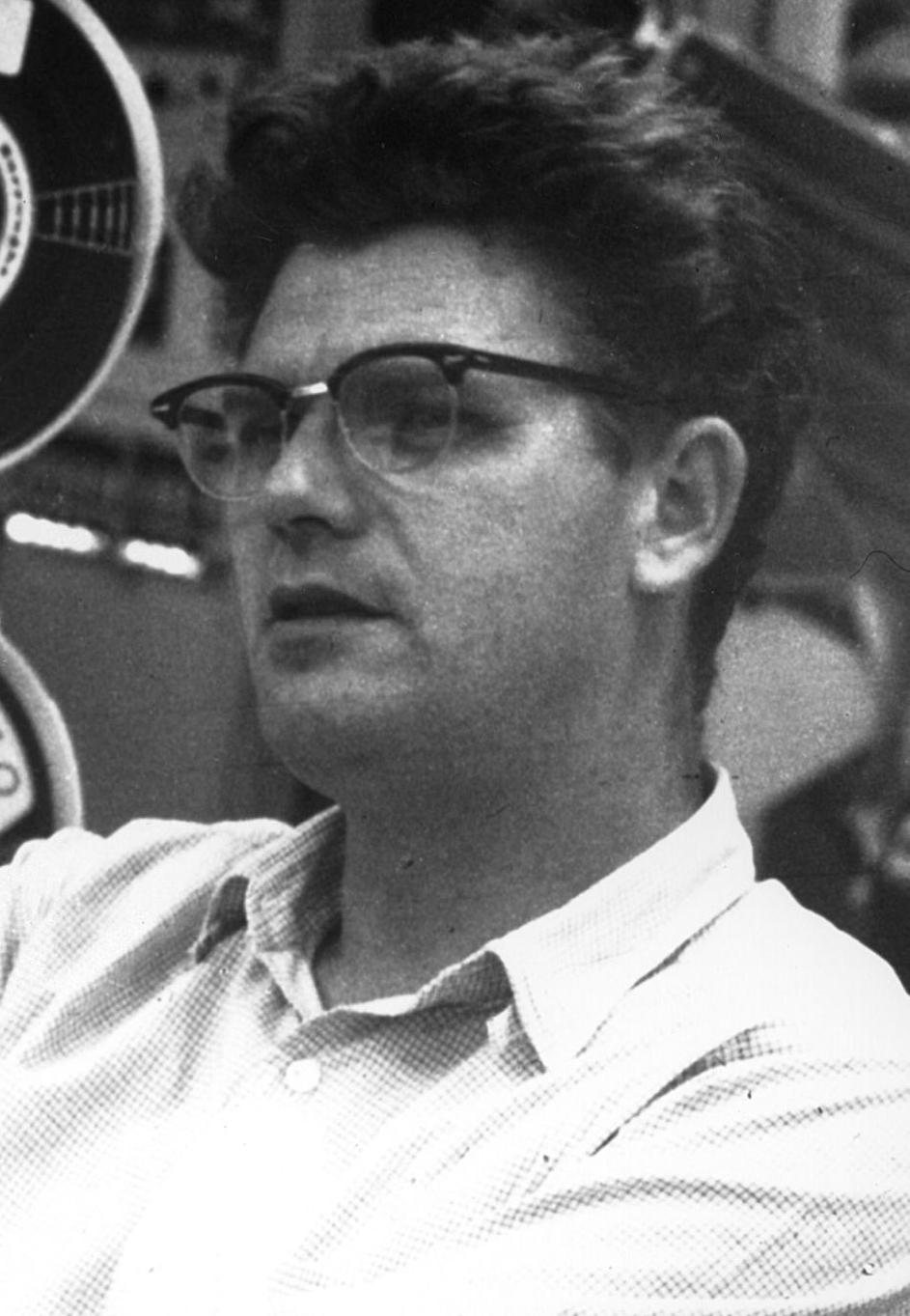
Richard E. Taylor

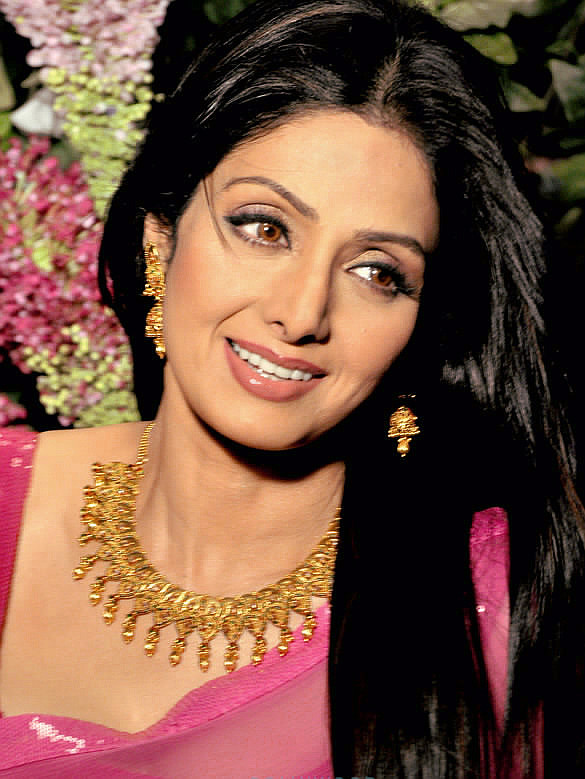
Sridevi

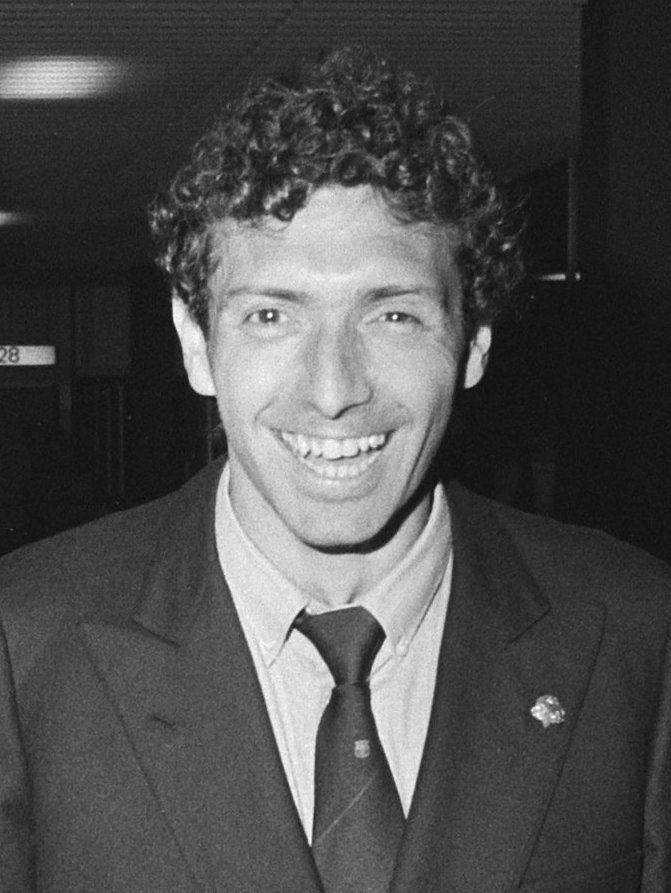
Quini

  - Alan Baker , nhà toán học người Anh (s. 1939)
  - John Mahoney, diễn viên người Mỹ (s. 1940)
  - Hoàng Vân, nhạc sĩ người Việt Nam (s. 1930)
- 9 tháng 2: John Gavin , diễn viên điện ảnh Mỹ và cựu Đại sứ tại Mexico (s. 1931)
- 11 tháng 2: Asma Jahangir , luật sư Pakistan (s. 1952)
- 13 tháng 2: Henrik, Hoàng thân Đan Mạch (s. 1934)
- 14 tháng 2
  - Ruud Lubbers, Thủ tướng Hà Lan Hà Lan (s. 1939)
  - Morgan Tsvangirai , chính trị gia Zimbabwe, lãnh đạo phe đối lập và là thủ tướng thứ 2 của Zimbabwe (s. 1952)
- 18 tháng 2: Günter Blobel , nhà sinh vật học người Mỹ gốc Đức (s. 1936)
- 21 tháng 2: Billy Graham, nhà truyền bá Phúc Âm người Mỹ (s. 1918)
- 22 tháng 2: Richard E. Taylor , nhà vật lý người Canada (s. 1929)
- 24 tháng 2: Sridevi , nữ diễn viên Ấn Độ (s. 1963)
- 26 tháng 2:
  - Nguyễn Văn Đông, Đại tá Bộ binh Quân lực Việt Nam Cộng hòa, nhạc sĩ nổi tiếng trước năm 1975 (s. 1932)
  - Nguyễn Hải An, thiên sứ 7 tuổi hiến giác mạc (s. 2011)
- 27 tháng 2: Quini , cầu thủ bóng đá Tây Ban Nha (s. 1949)

### Tháng 3

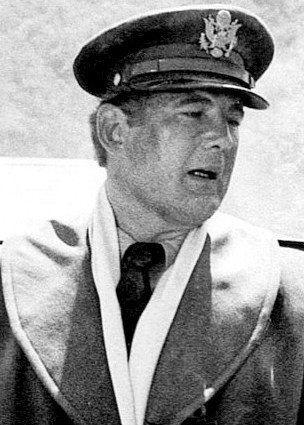
David Ogden Stiers

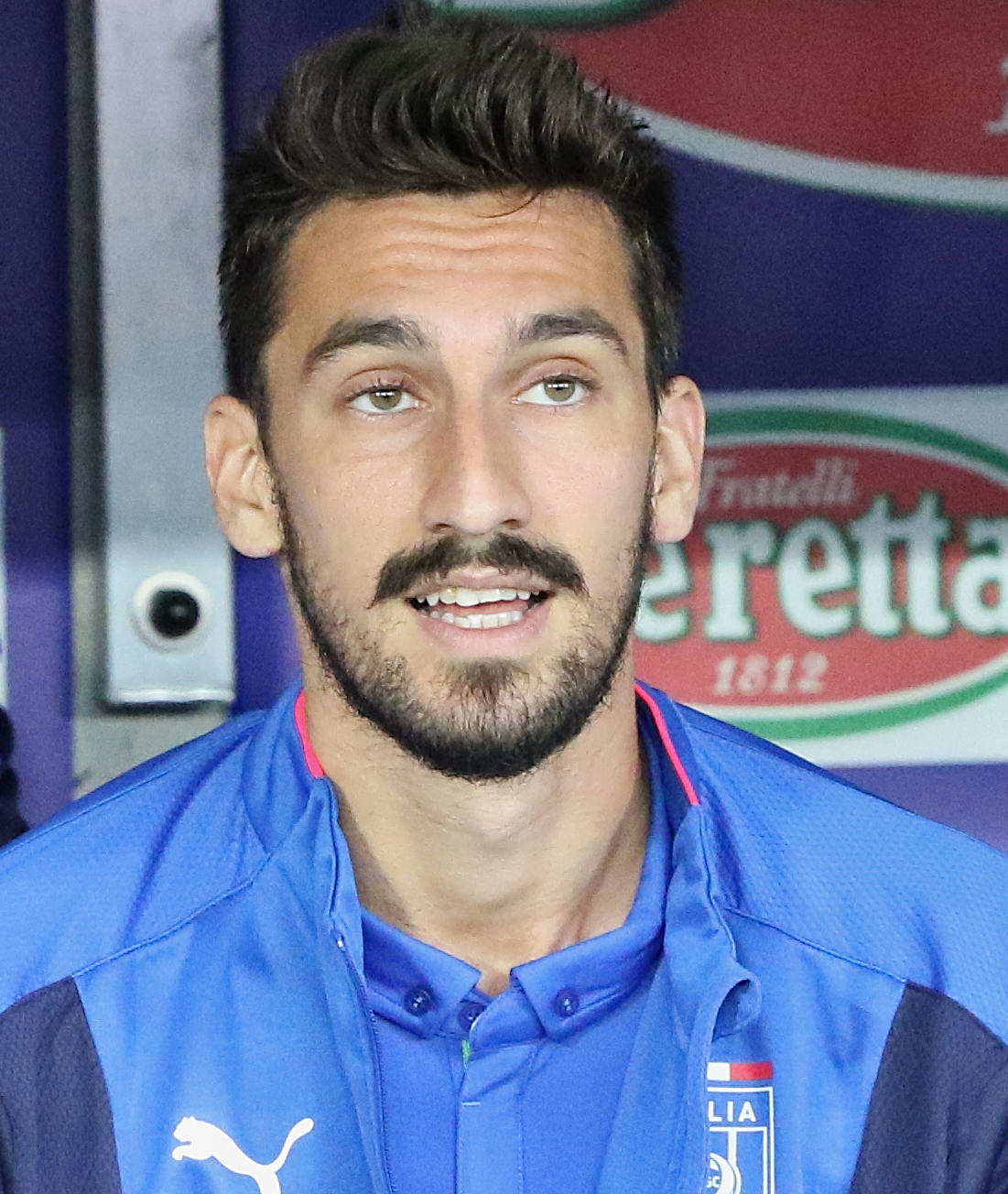
Davide Astori

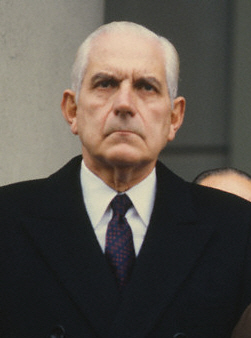
Reynaldo Bignone

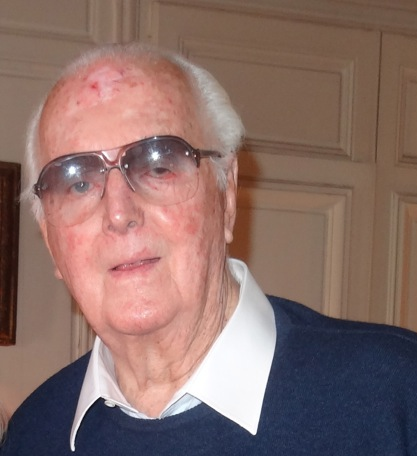
Hubert de Givenchy

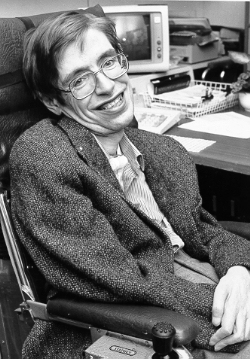
Stephen Hawking

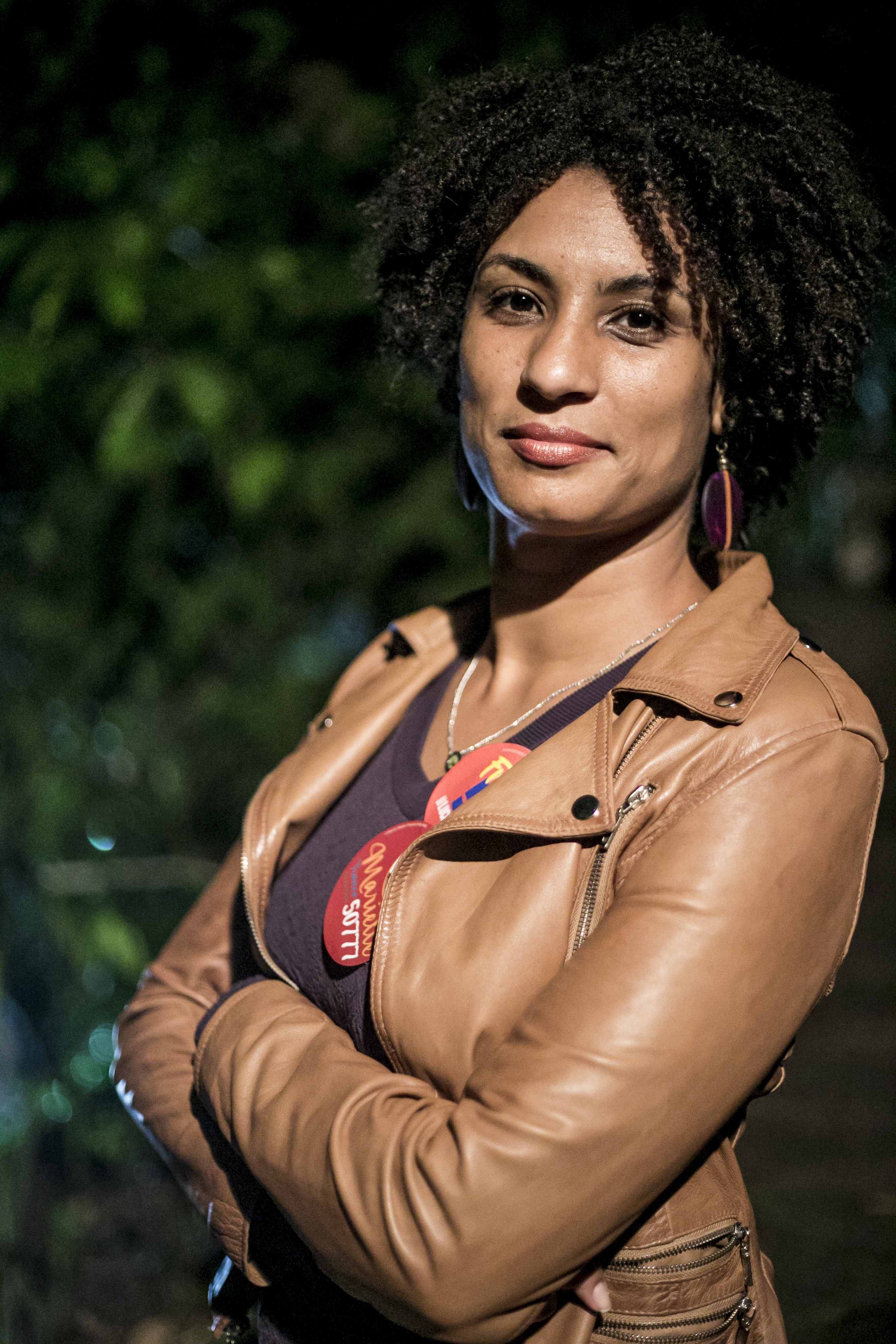
Marielle Franco

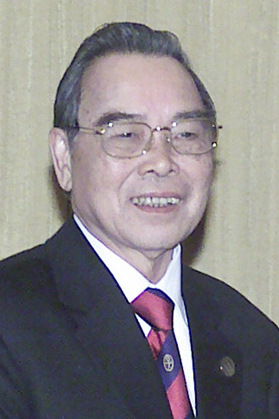
Phan Văn Khải

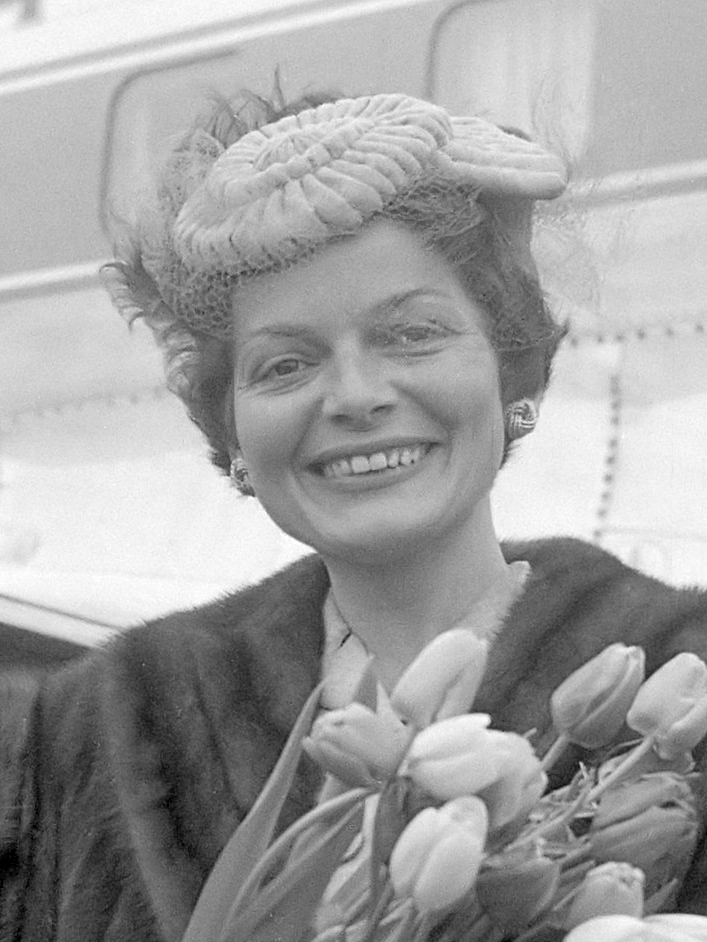
Lys Assia

- 3 tháng 3: David Ogden Stiers , diễn viên người Mỹ (s. 1942)
- 4 tháng 3: Davide Astori, cầu thủ bóng đá người Ý (s. 1987) thi đấu cho CLB Fiorentina
- 7 tháng 3: Reynaldo Bignone , Tổng thống Argentina (s. 1928)
- 10 tháng 3: Hubert de Givenchy , nhà thiết kế thời trang người Pháp (sinh năm 1927 )
- 14 tháng 3
  - Stephen Hawking: Nhà vật lý học Anh (s. 1942)
  - Marielle Franco: chính trị gia và nhà hoạt động nhân quyền người Brasil (s. 1979)
- 17 tháng 3: Phan Văn Khải, Nguyên Ủy viên Bộ Chính trị, Nguyên Thủ tướng Chính phủ nước CHXHCN Việt Nam (s. 1933)
- 19 tháng 3: Linda Bement, người mẫu và hoa hậu 1960 người Mỹ (s. 1941)
- 24 tháng 3: Lys Assia , ca sĩ Thụy Sĩ (s. 1924)

### Tháng 4

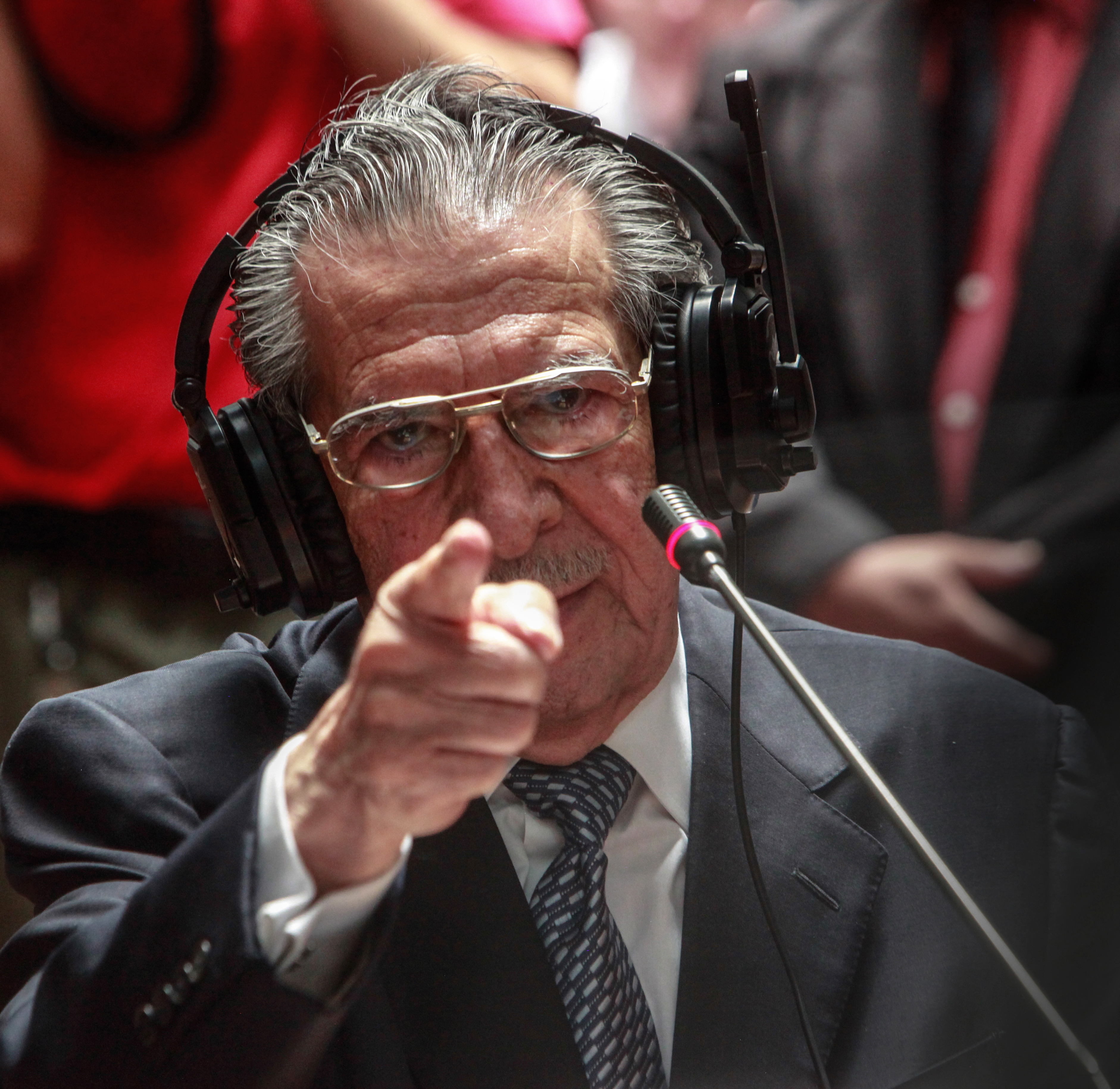
Efraín Ríos Montt

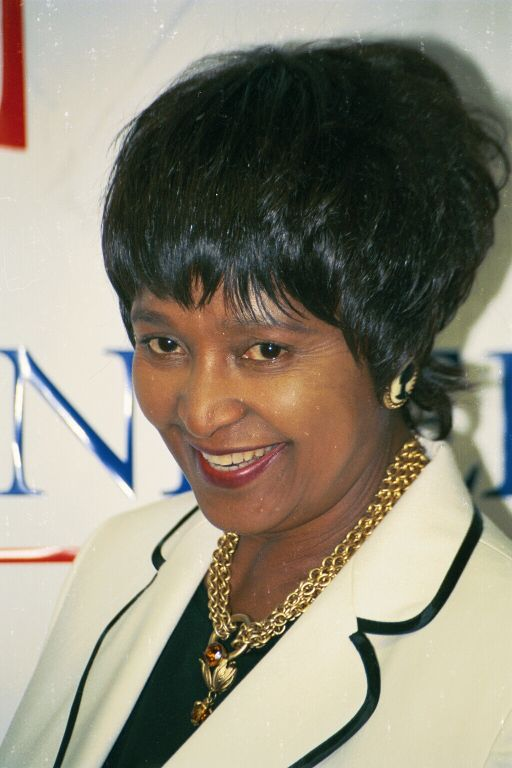
Winnie Madikizela-Mandela

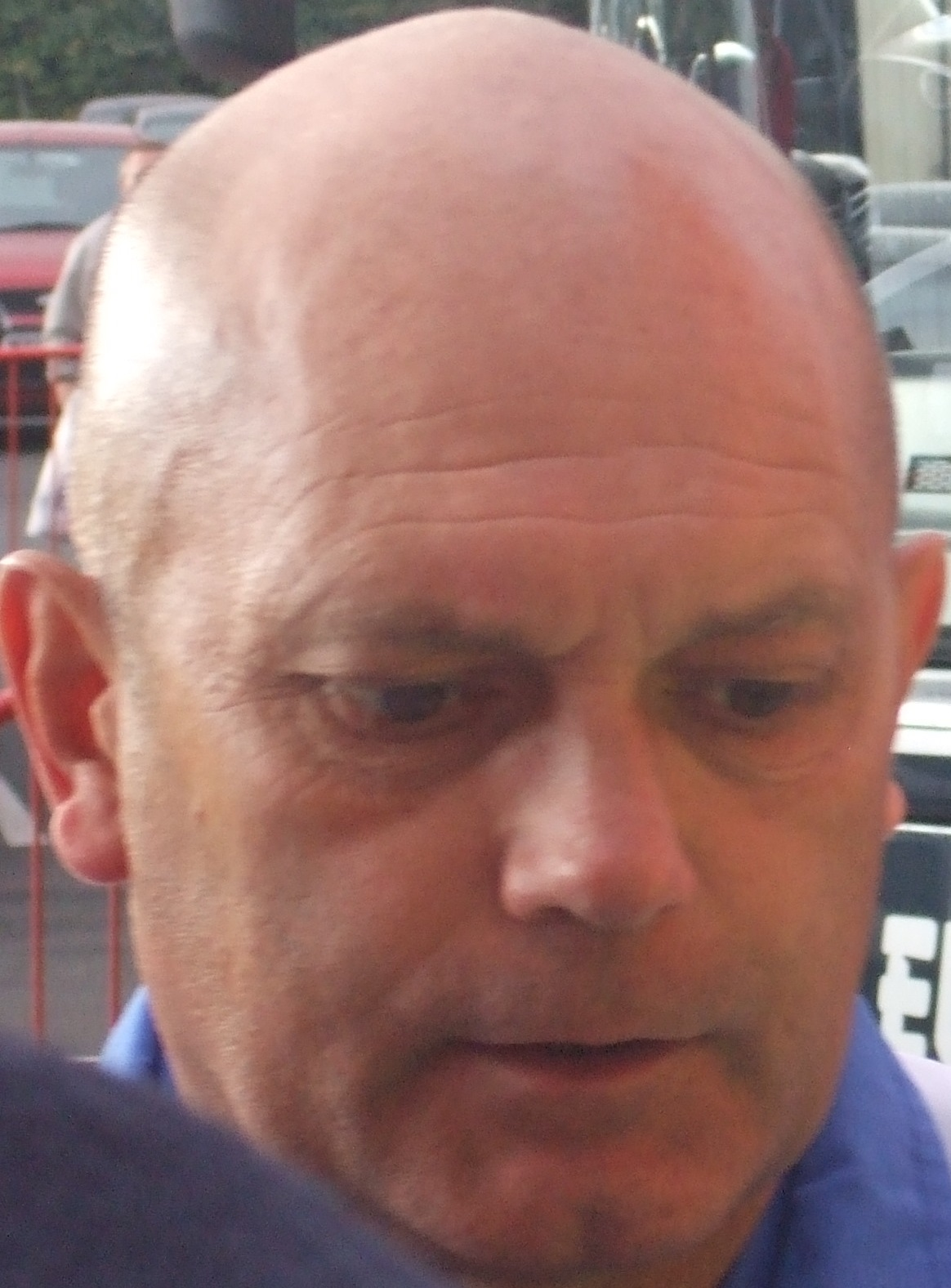
Ray Wilkins

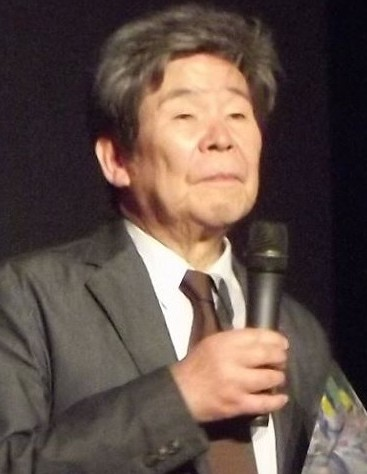
Takahata Isao

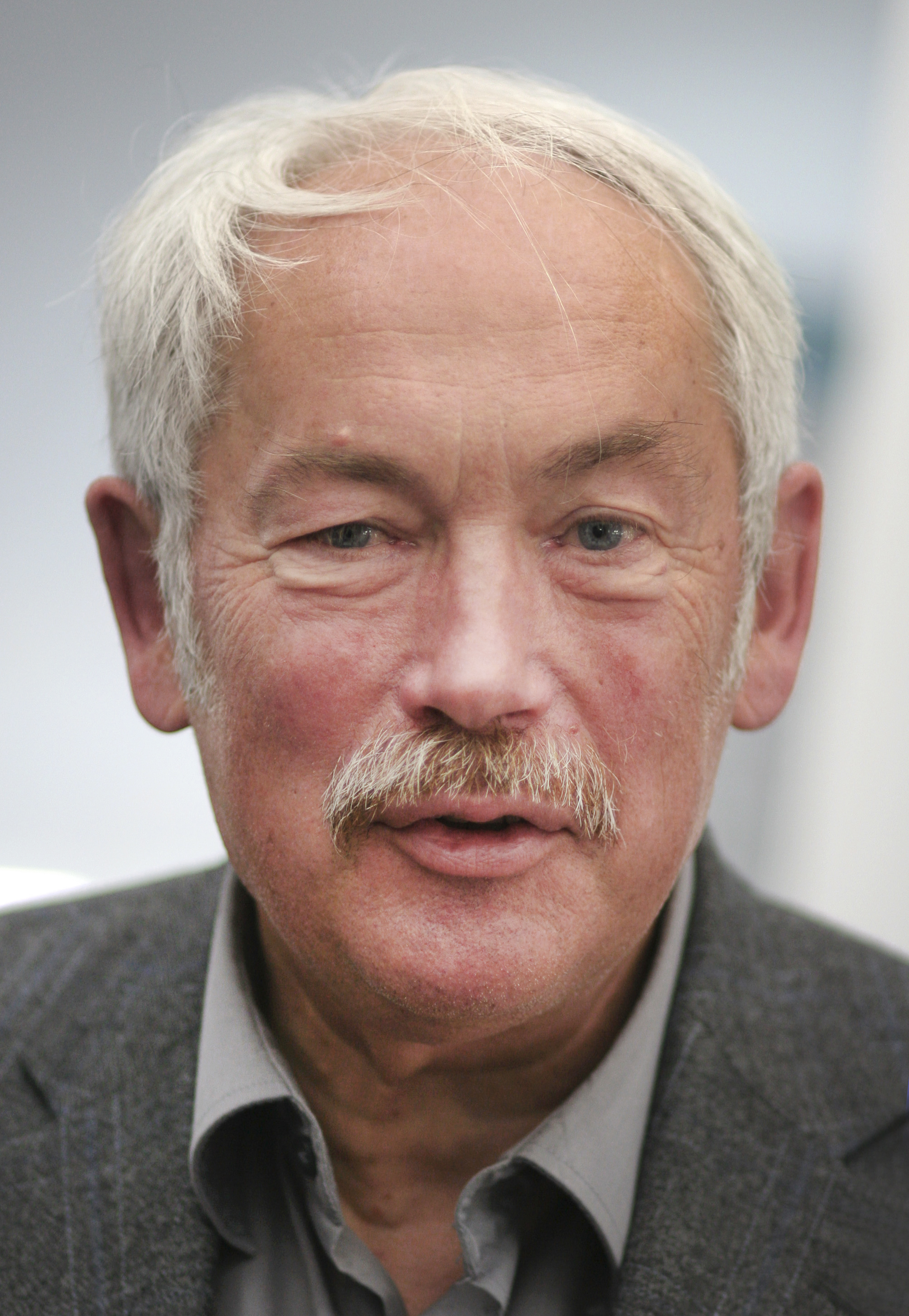
Peter Grünberg

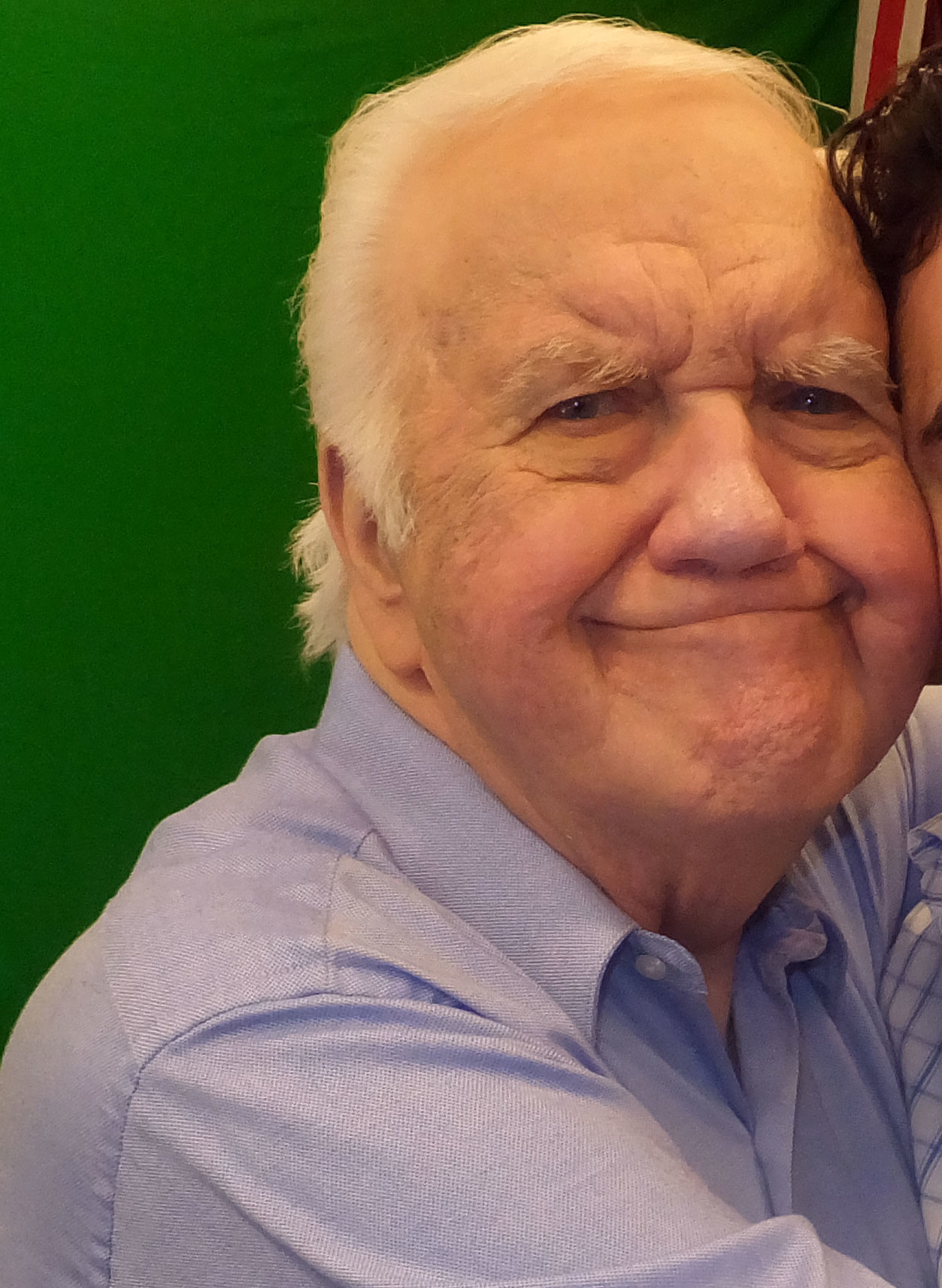
Chuck McCann

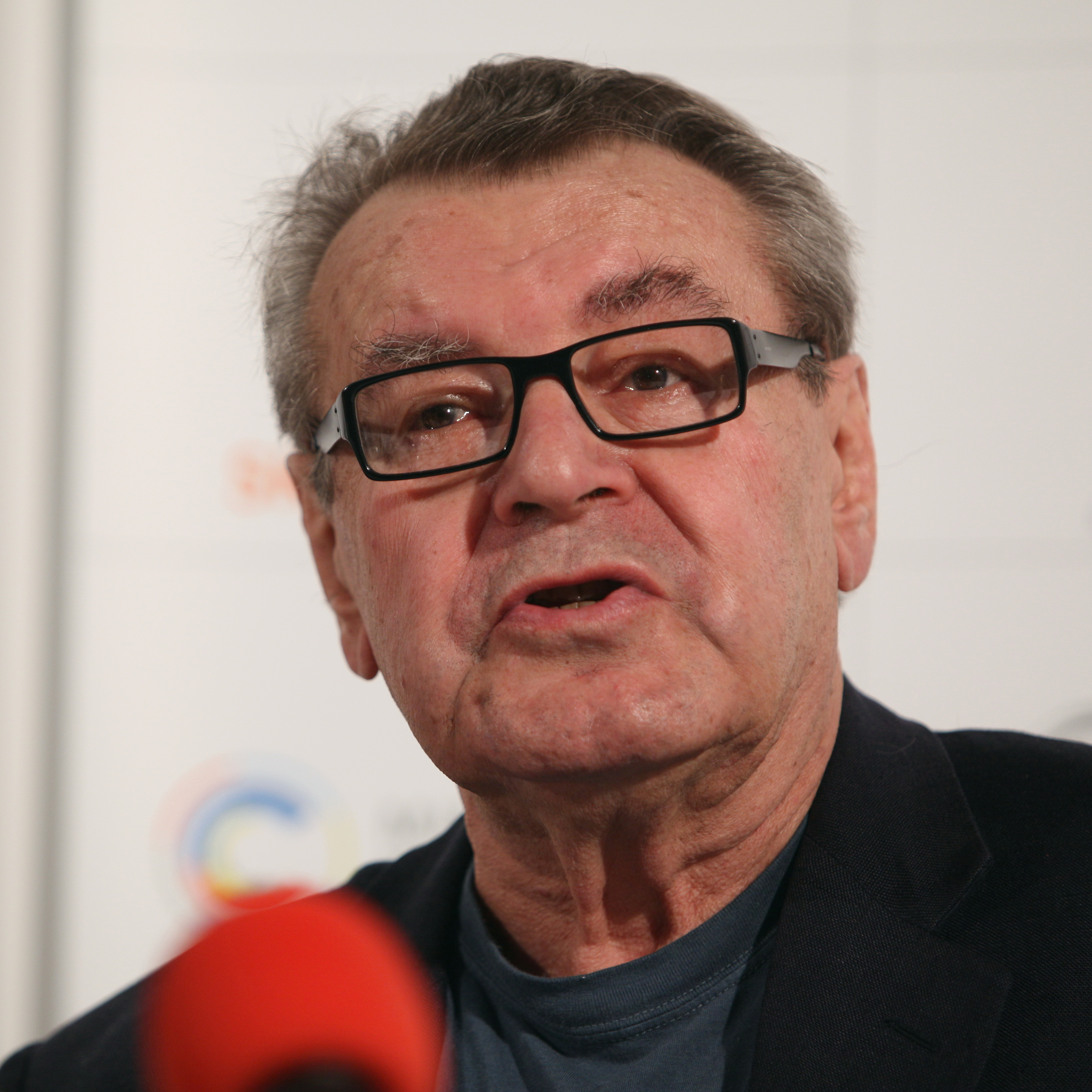
Jan Tomáš Forman

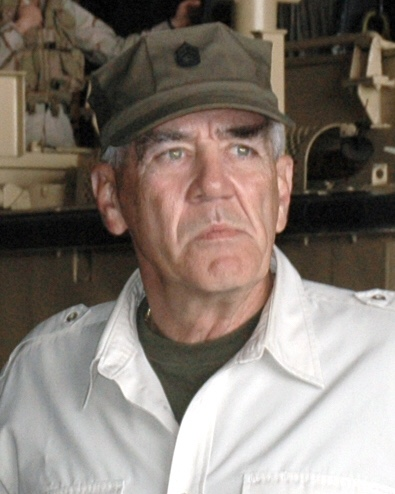
R. Lee Ermey

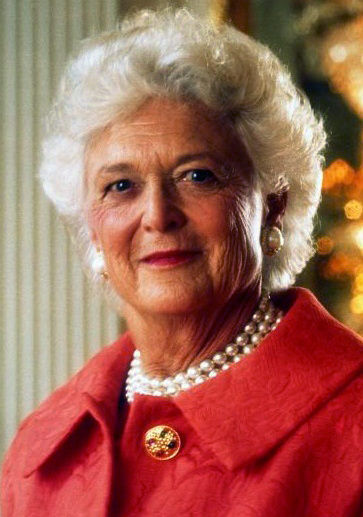
Barbara Bush

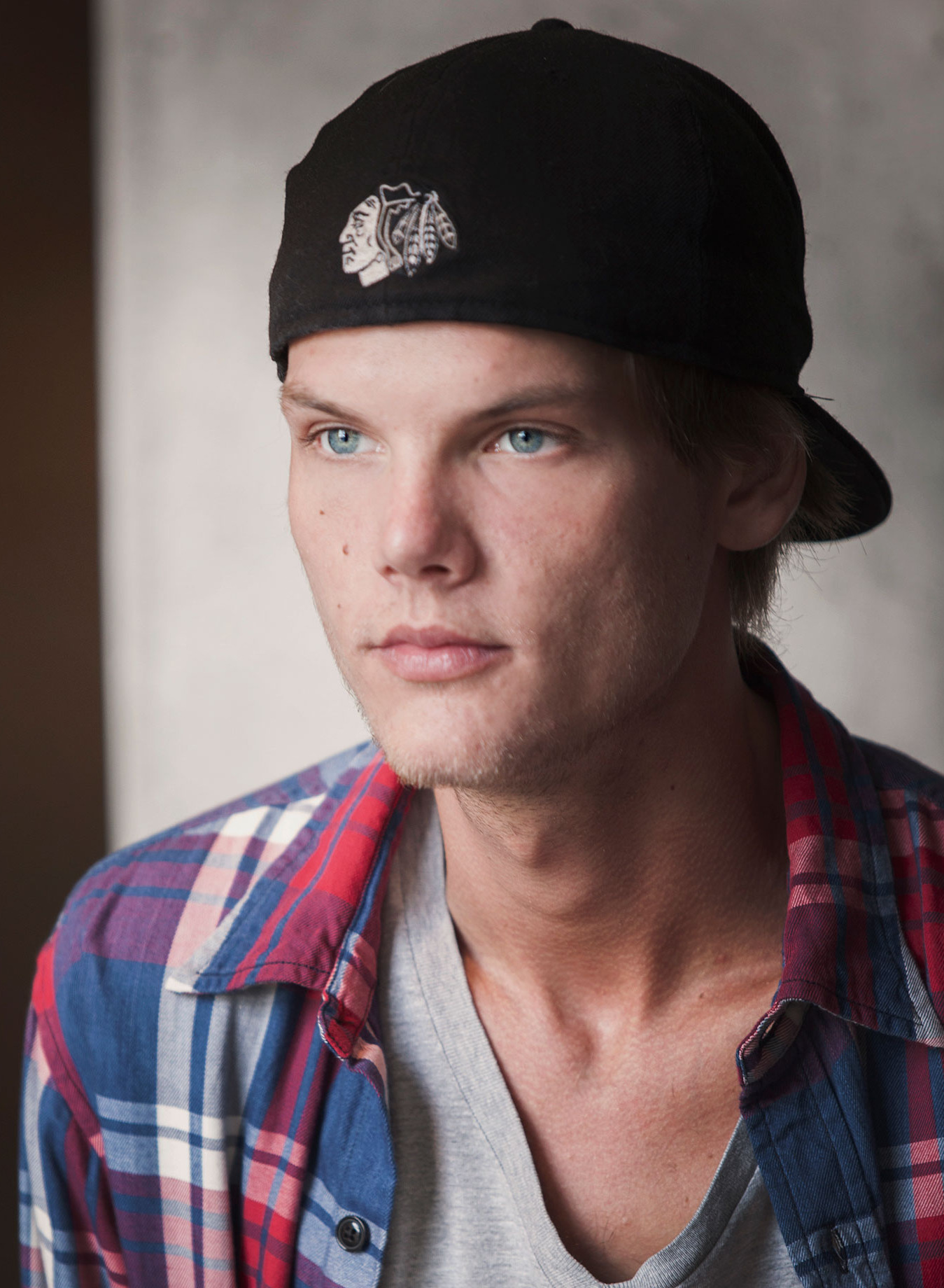
Avicii

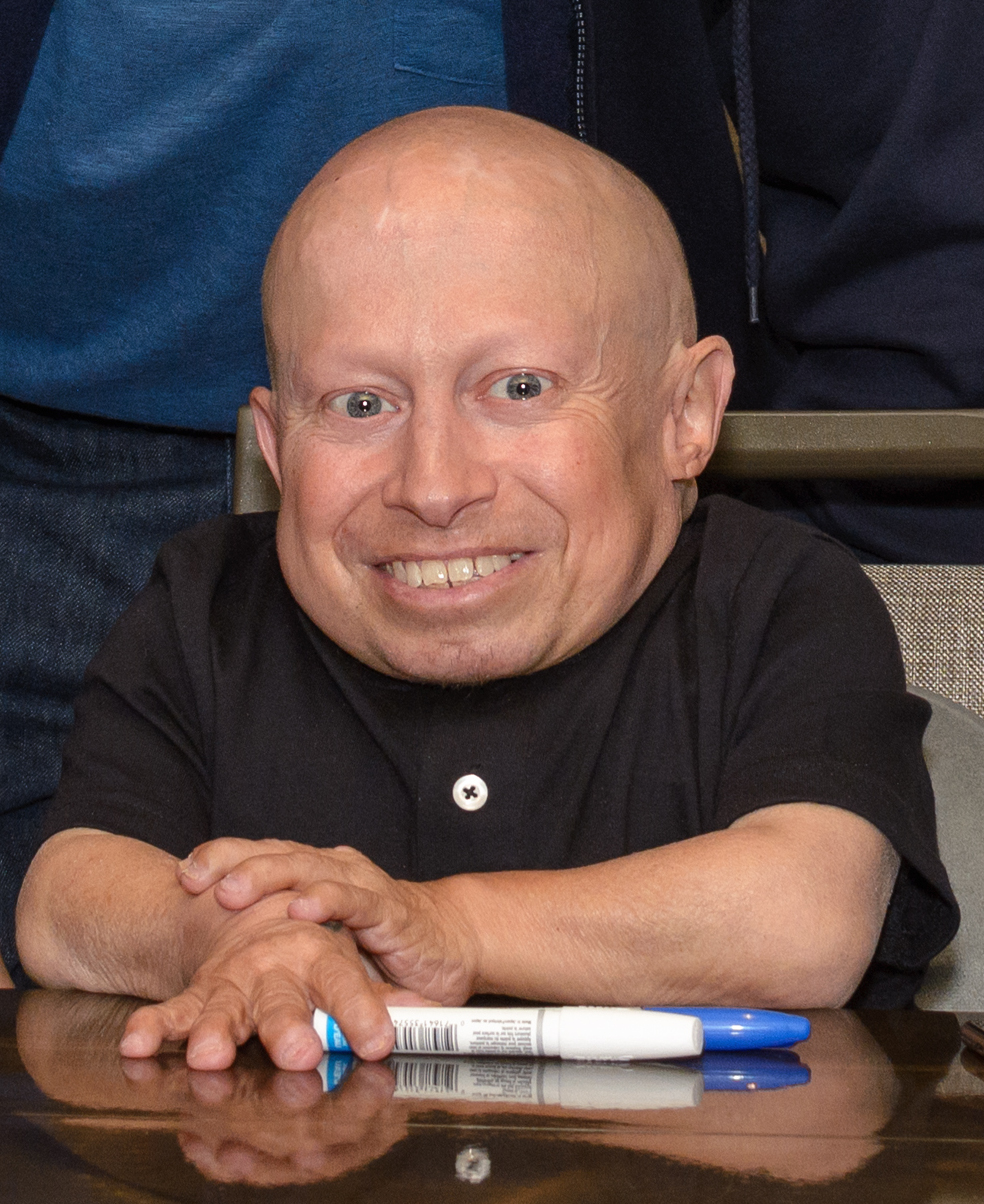
Verne Troyer

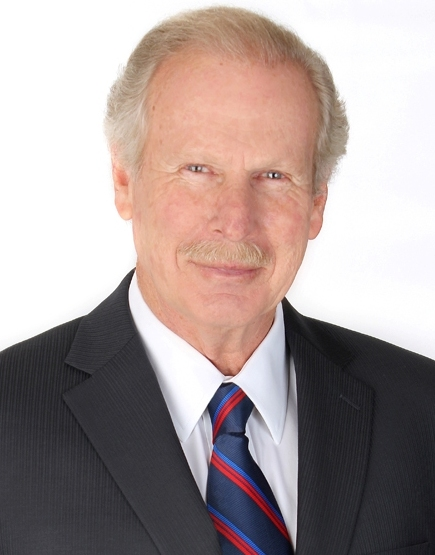
Álvaro Arzú

- 1 Tháng 4: Efraín Ríos Montt , Tổng thống Guatemala (s. 1926)
- 2 tháng 4: Winnie Madikizela-Mandela , nhà hoạt động Nam Phi (s. 1936)
- 4 tháng 4 - Ray Wilkins , cầu thủ và quản lý bóng đá người Anh (s. 1956)
- 5 tháng 4: Takahata Isao, nhà làm phim Nhật Bản (s. 1935)
- 7 tháng 4: Peter Grünberg , nhà vật lý người Đức (s. 1939)
- 8 tháng 4: Chuck McCann , diễn viên người Mỹ (s. 1934)
- 13 tháng 4: Jan Tomáš Forman, nhà làm phim, đạo diễn Séc từng đoạt giải Oscar (s. 1932)
- 15 tháng 4: R. Lee Ermey, Diễn viên và người lính Mỹ (s. 1944)
- 17 tháng 4: Barbara Bush, đệ nhất phu nhân Mỹ (s. 1925)
- 20 tháng 4: Avicii, nhà sản xuất âm nhạc, DJ Thụy Điển (s. 1989)
- 21 tháng 4: Verne Troyer, Diễn viên người Mỹ (s. 1969)
- 27 tháng 4: Álvaro Arzú , Tổng thống Guatemala (s. 1946)

### Tháng 5

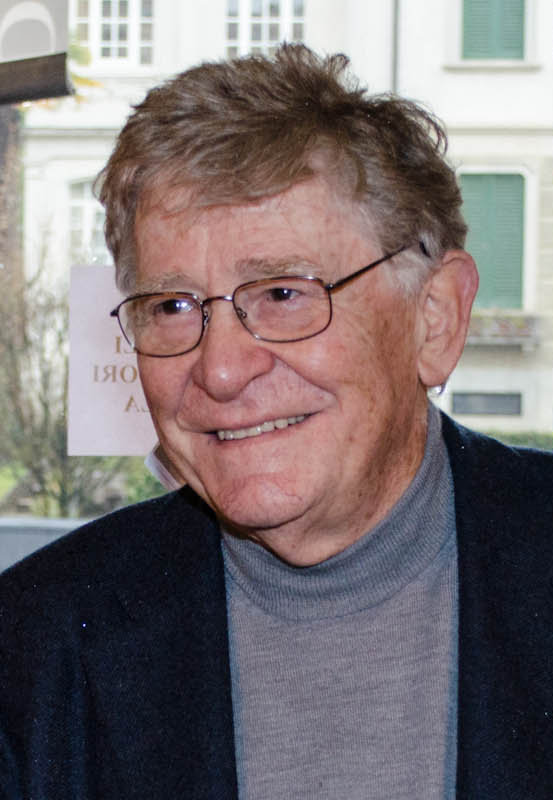
Ermanno Olmi

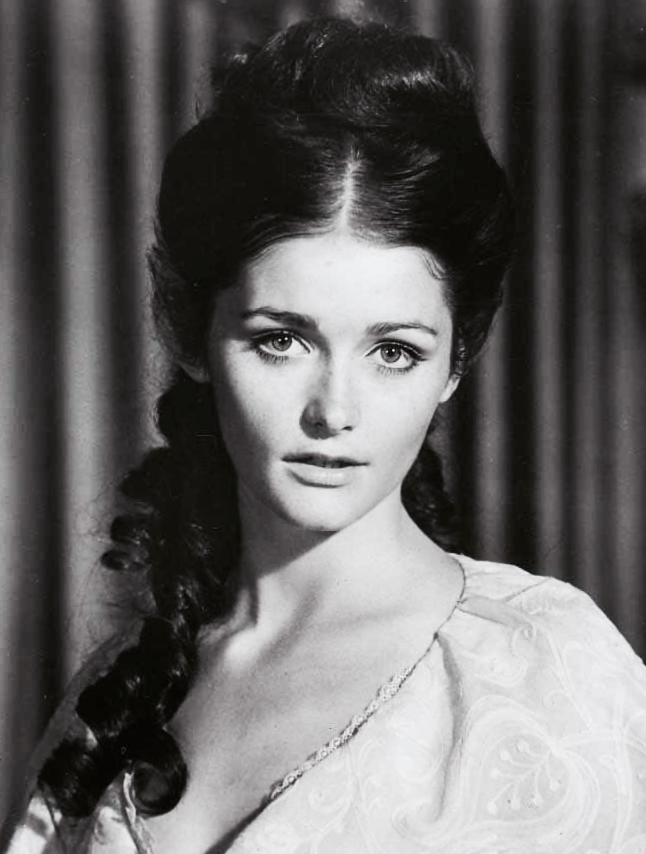
Margot Kidder

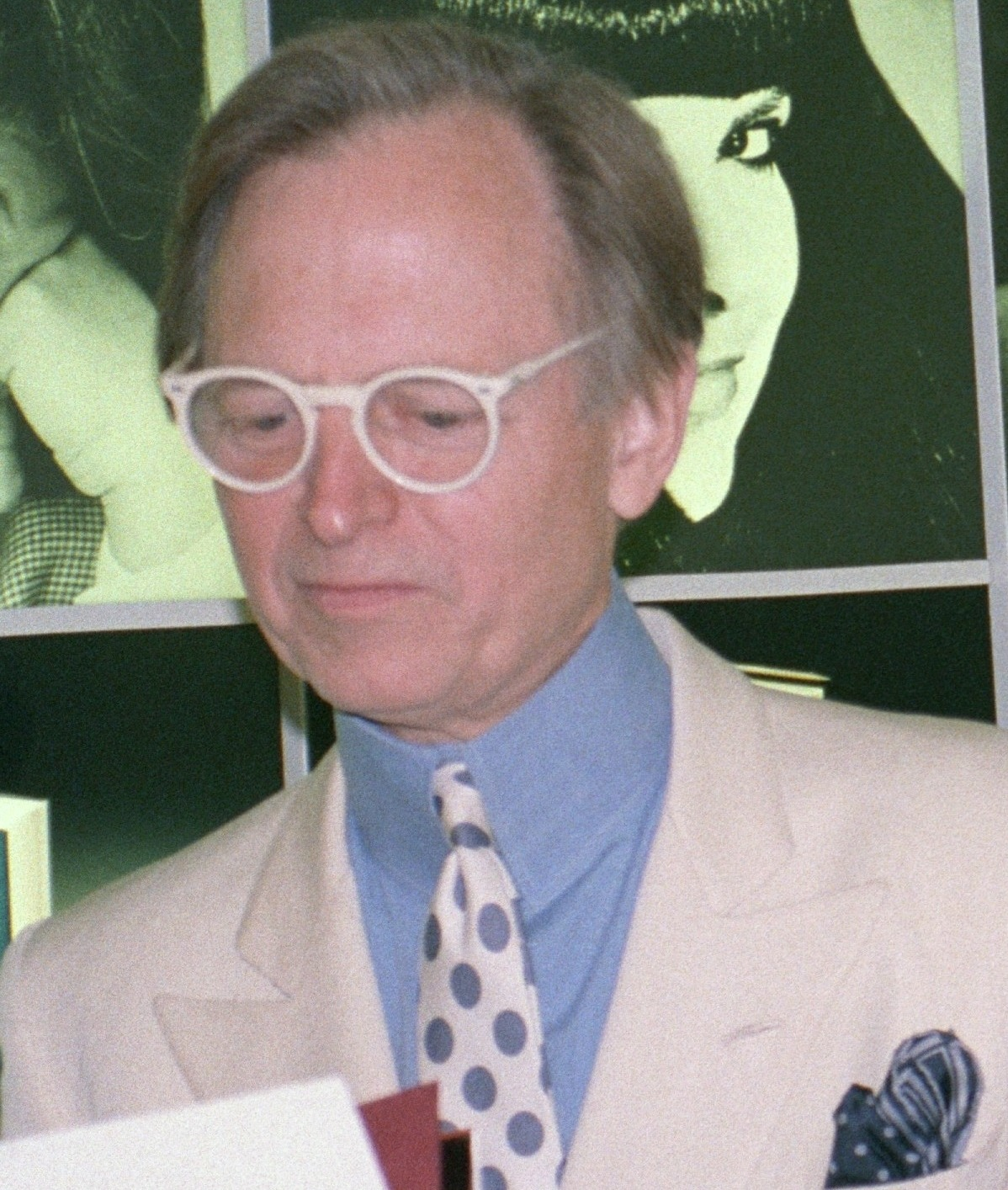
Tom Wolfe

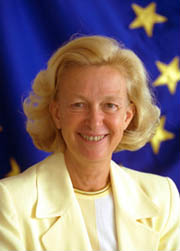
Nicole Fontaine

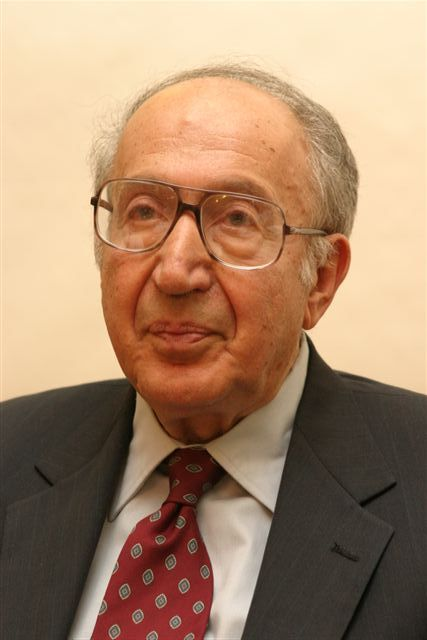
Richard Pipes

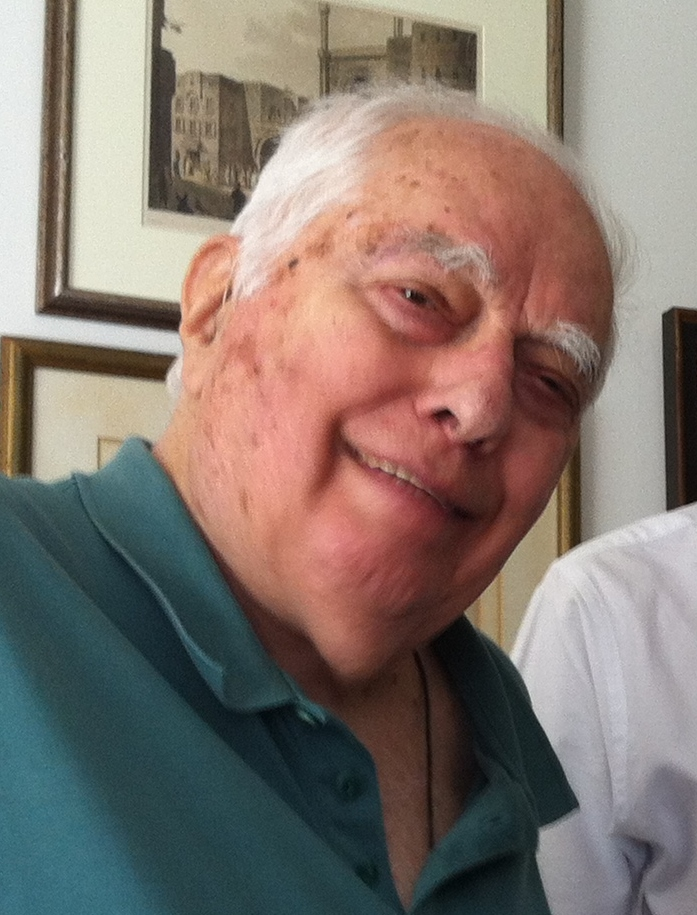
Bernard Lewis

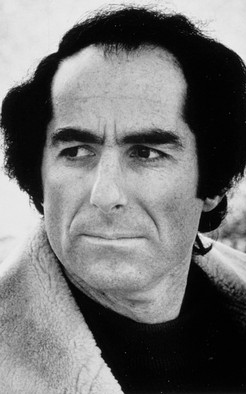
Philip Roth

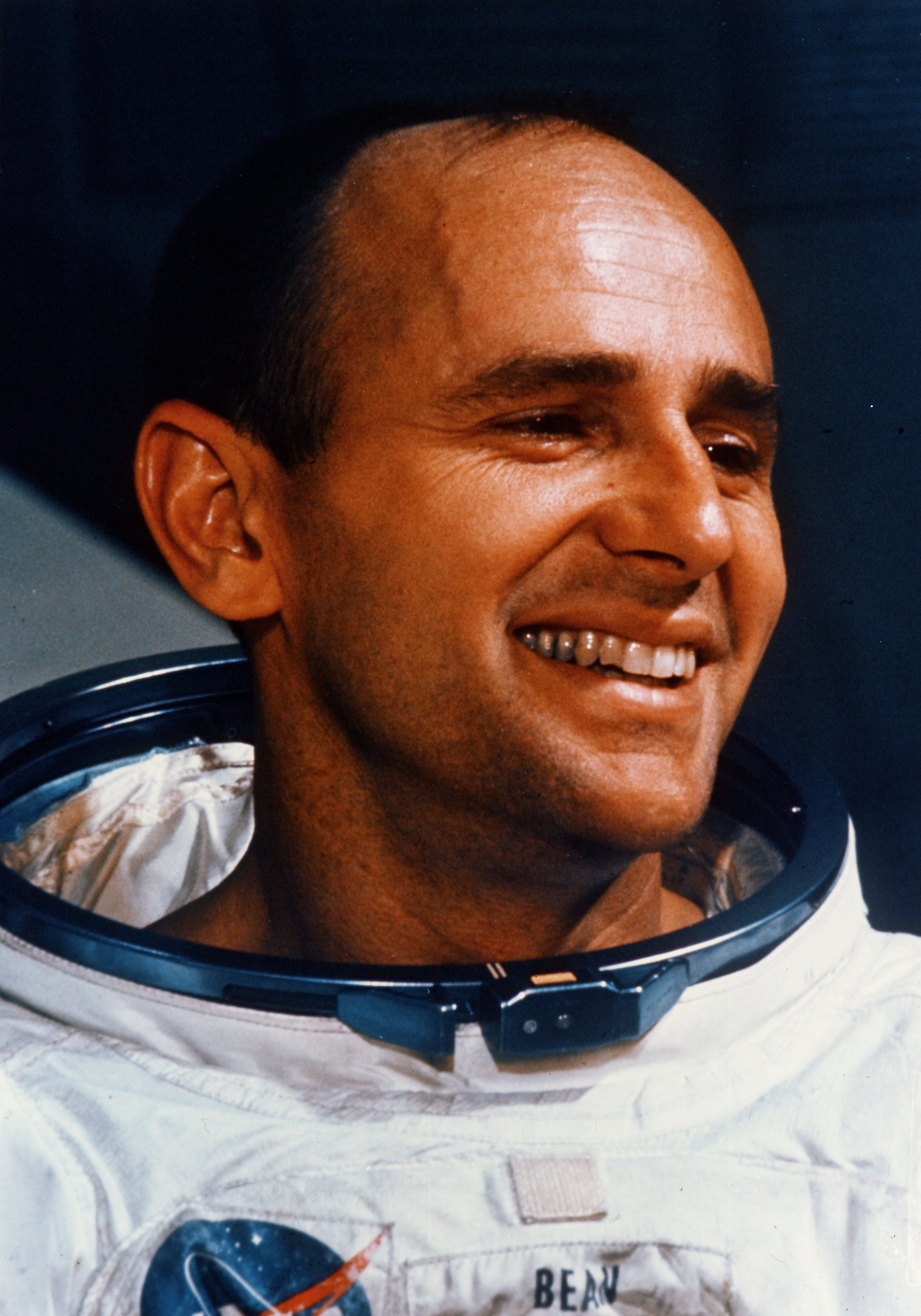
Alan Bean

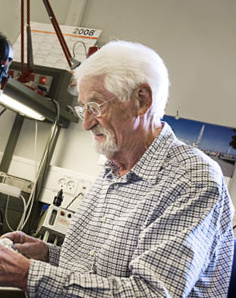
Jens Christian Skou

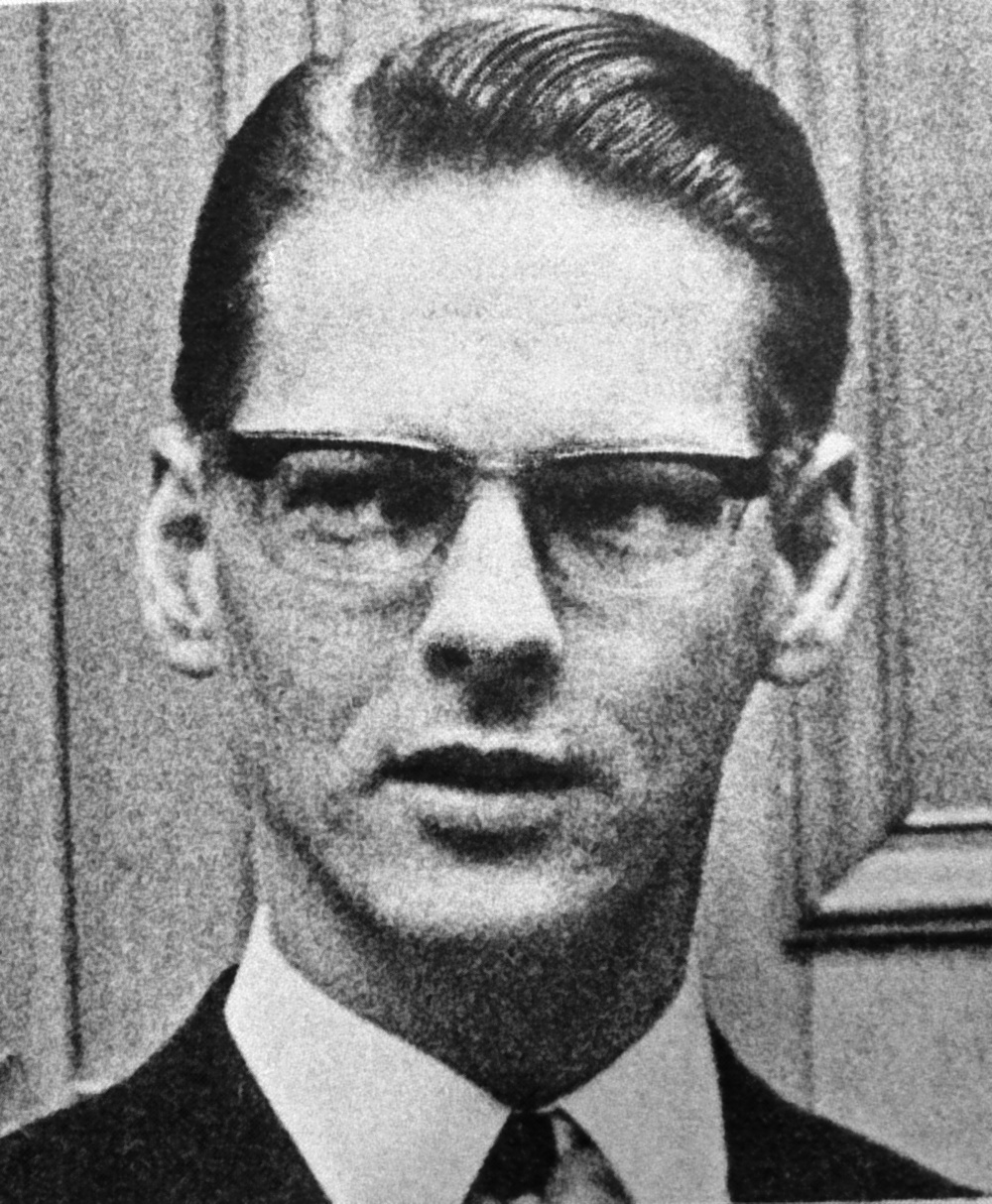
Ola Ullsten

- 1 tháng 5: Wanda Wiłkomirska., nữ nhạc công vĩ cầm và giáo viên dạy ở học viện người Ba Lan (s. 1929)
- 3 tháng 5: Afonso Dhlakama, chính trị gia Mozambique (s. 1953)
- 4 tháng 5: Renate Dorrestein, nữ nhà văn và nhà báo người Hà Lan (s. 1954)
- 5 tháng 5: Ermanno Olmi, đạo diễn và biên kịch điện ảnh người Ý (s. 1931)
- 7 tháng 5: Maurane, nữ ca sĩ và diễn viên người Bỉ (s. 1960)
- 8 tháng 5
  - Anne V. Coates, biên tập viên phim người Anh (s. 1925)
  - George Deukmejian, chính trị gia người Mỹ (s. 1928)
- 9 tháng 5: Per Kirkeby, họa sĩ, nhà thơ, nhà sản xuất phim, nhà điêu khắc Đan Mạch (s. 1938)
- 10 tháng 5
  - David Goodall, nhà thực vật học người Úc gốc Anh (s. 1914)
  - Scott Hutchison, ca sĩ, nhạc sĩ, nhạc công guitar người Scotland (s. 1981)
- 11 tháng 5: Gérard Genette, nhà lý luận văn học người Pháp (s. 1930)
- 12 tháng 5
  - Tessa Jowell, nữ chính trị gia người Anh (s. 1947)
  - Antonio Mercero, đạo diễn phim truyền hình Tây Ban Nha (s. 1936)
  - Dennis Nilsen, kẻ giết người hàng loạt người Scotland (s. 1945)
- 13 tháng 5
  - Glenn Branca, nhà soạn nhạc và nhạc công guitar avant garde người Mỹ (s. 1948)
  - Margot Kidder, nữ diễn viên và nhà hoạt động xã hội người Mỹ gốc Canada (s. 1948)
- 14 tháng 5
  - Elaine Edwards, nữ chính khách Mỹ (s. 1929)
  - E.C. George Sudarshan, nhà vật lý lý thuyết Ấn Độ (s. 1931)
  - Tom Wolfe, tác giả và nhà báo người Mỹ (s. 1930)
- 15 tháng 5: 
  - Jlloyd Samuel, cầu thủ bóng đá Trinidad và Tobago (s. 1981)
  - Ray Wilson, cầu thủ bóng đá Anh (s. 1934)
- 16 tháng 5
  - Joseph Campanella, diễn viên người Mỹ (s. 1924)
  - Lucian Pintilie, đạo diễn và biên kịch phim người România (s. 1933)
- 17 tháng 5
  - Nicole Fontaine, nữ chính khách Pháp (s. 1942)
  - Richard Pipes, nhà học giả chuyên về Nga người Mỹ gốc Ba Lan (s. 1923)
- 18 tháng 5
  - Darío Castrillón Hoyos, Hồng y của giáo hội Công giáo Roma người Colombia (s. 1929)
  - Mì Gói, stylist người Việt Nam (s. 1991)
- 19 tháng 5
  - Robert Indiana, họa sĩ pop art người Mỹ (s. 1928)
  - Bernard Lewis, nhà sử học người Mỹ gốc Anh (s. 1916)
- 20 tháng 5: Patricia Morison, nữ diễn viên người Mỹ (s. 1915)
- 21 tháng 5
  - Mai Lan, nữ nghệ sĩ cải lương Việt Nam (s. 1943)
  - Camilo Diaz Gregorio, giám mục vùng Batanes, Philippines. (s. 1939)
  - Anna Maria Ferrero, nữ diễn viên người Ý (s. 1934)
- 22 tháng 5: Philip Roth, nhà văn người Mỹ (s. 1933)
- 23 tháng 5: Luis Posada Carriles, kẻ khủng bố người Cuba (s. 1928)
- 24 tháng 5
  - Gudrun Burwitz, nữ thành viên hàng đầu Đức Quốc xã người Đức (s. 1929)
  - Jerry Maren, diễn viên người Mỹ (sinh năm 1920)
  - TotalBiscuit, Youtuber nổi tiếng người Anh (s.1984)
- 25 tháng 5: Naser Malek Motiei, diễn viên người Iran (s. 1930)
- 26 tháng 5
  - Alan Bean, phi hành gia Mỹ (s. 1932)
  - Ted Dabney, kỹ sư người Mỹ (s. 1937)
  - Roger Piantoni, cầu thủ bóng đá người Pháp (s. 1931)
- 27 tháng 5
  - Gardner Dozois, nhà văn khoa học viễn tưởng người Mỹ (s. 1947)
  - Aly Lotfy Mahmoud, Thủ tướng thứ 44 của Ai Cập (s. 1935)
  - Donald H. Peterson, nhà du hành vũ trụ người Mỹ (s. 1933)
- 28 tháng 5
  - Serge Dassault, doanh nhân và chính trị gia người Pháp (sinh năm 1925)
  - Cornelia Frances, nữ diễn viên người Úc gốc Anh (s. 1941)
  - María Dolores Pradera, nữ ca sĩ và diễn viên Tây Ban Nha (s. 1924)
  - Dick Quax, vận động viên chạy Olympic New Zealand gốc Hà Lan (s. 1948)
  - Jens Christian Skou, nhà sinh lý học và người đoạt giải Nobel hóa học 1997 người Đan Mạch (s. 1918)
  - Ola Ullsten, chính trị gia, nhà ngoại gioa, Thủ tướng thứ 28 của Thụy Điển (s. 1931)

### Tháng 6

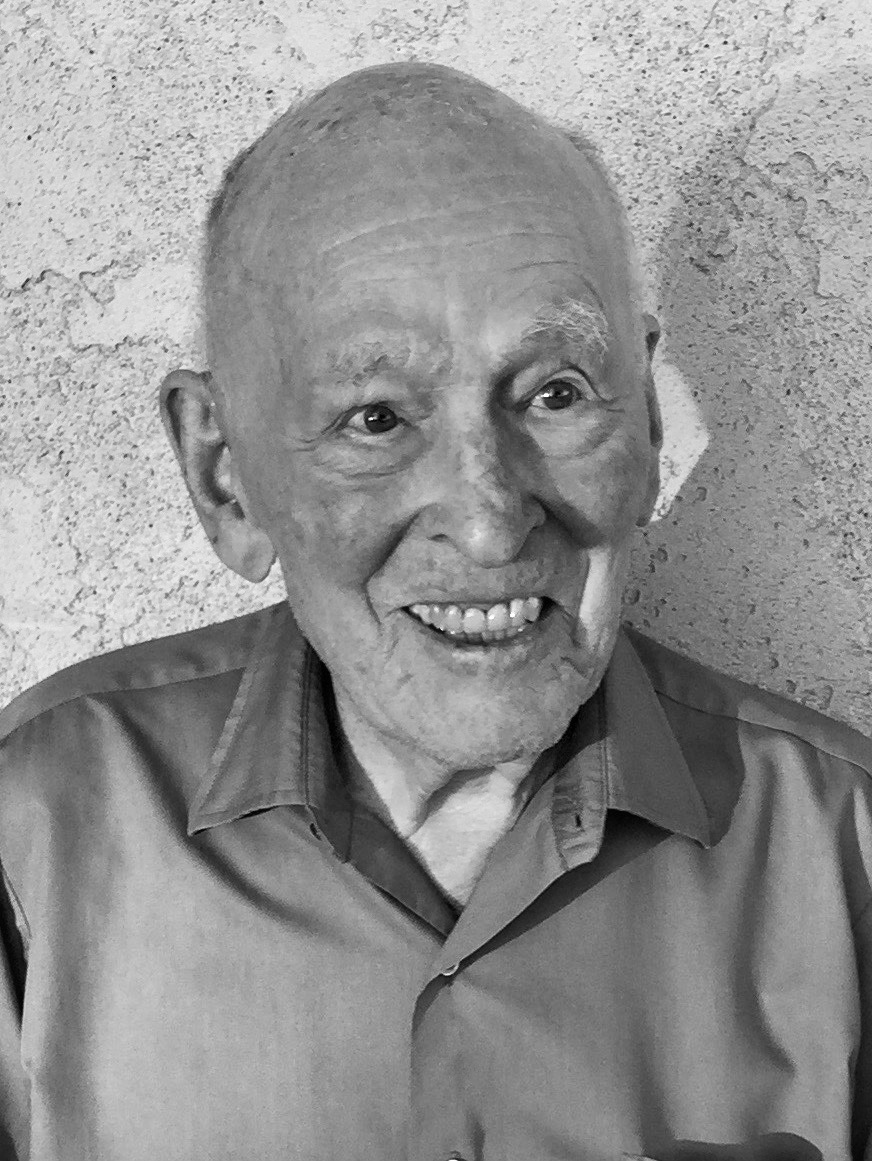
Paul D. Boyer

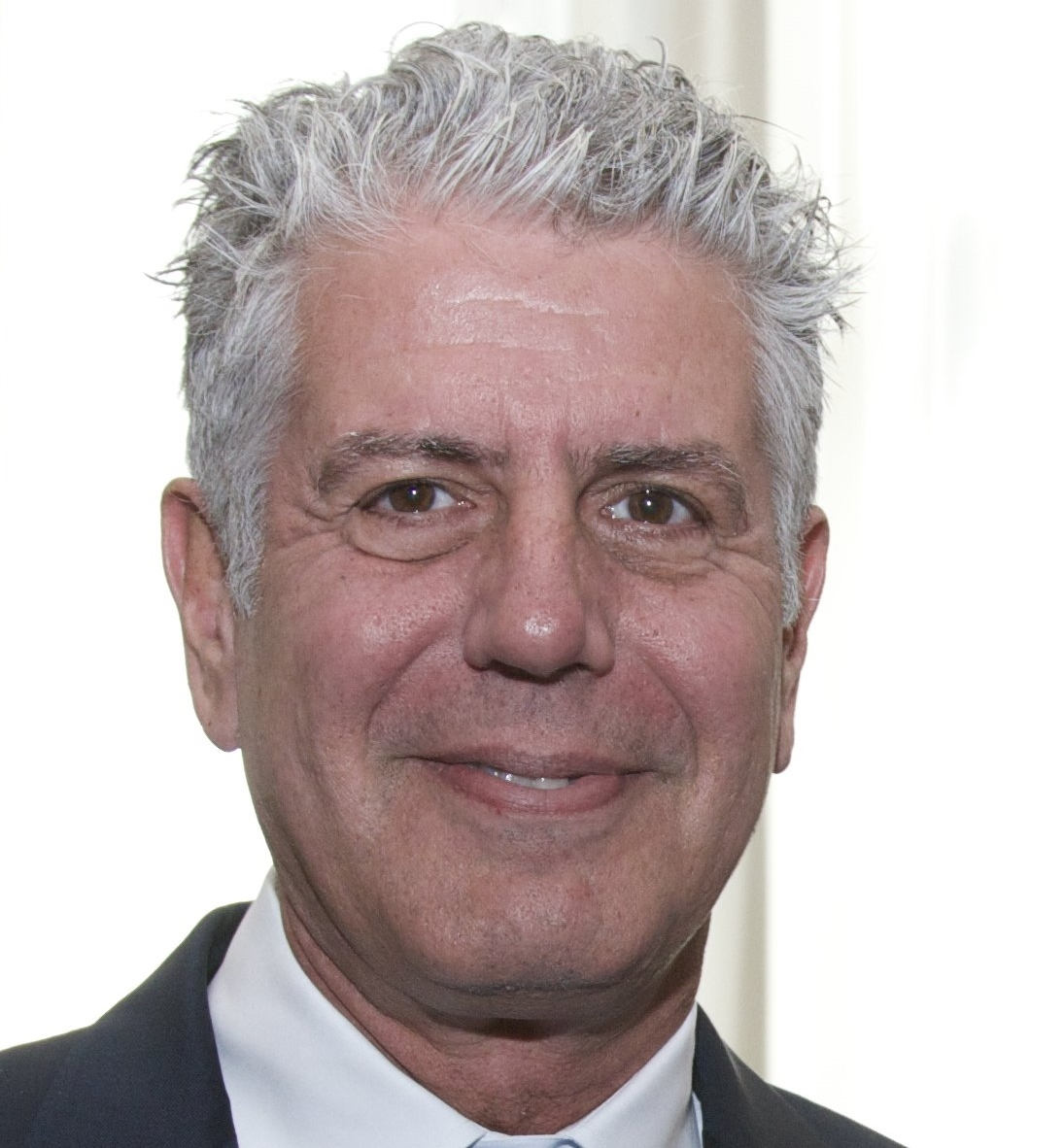
Anthony Bourdain

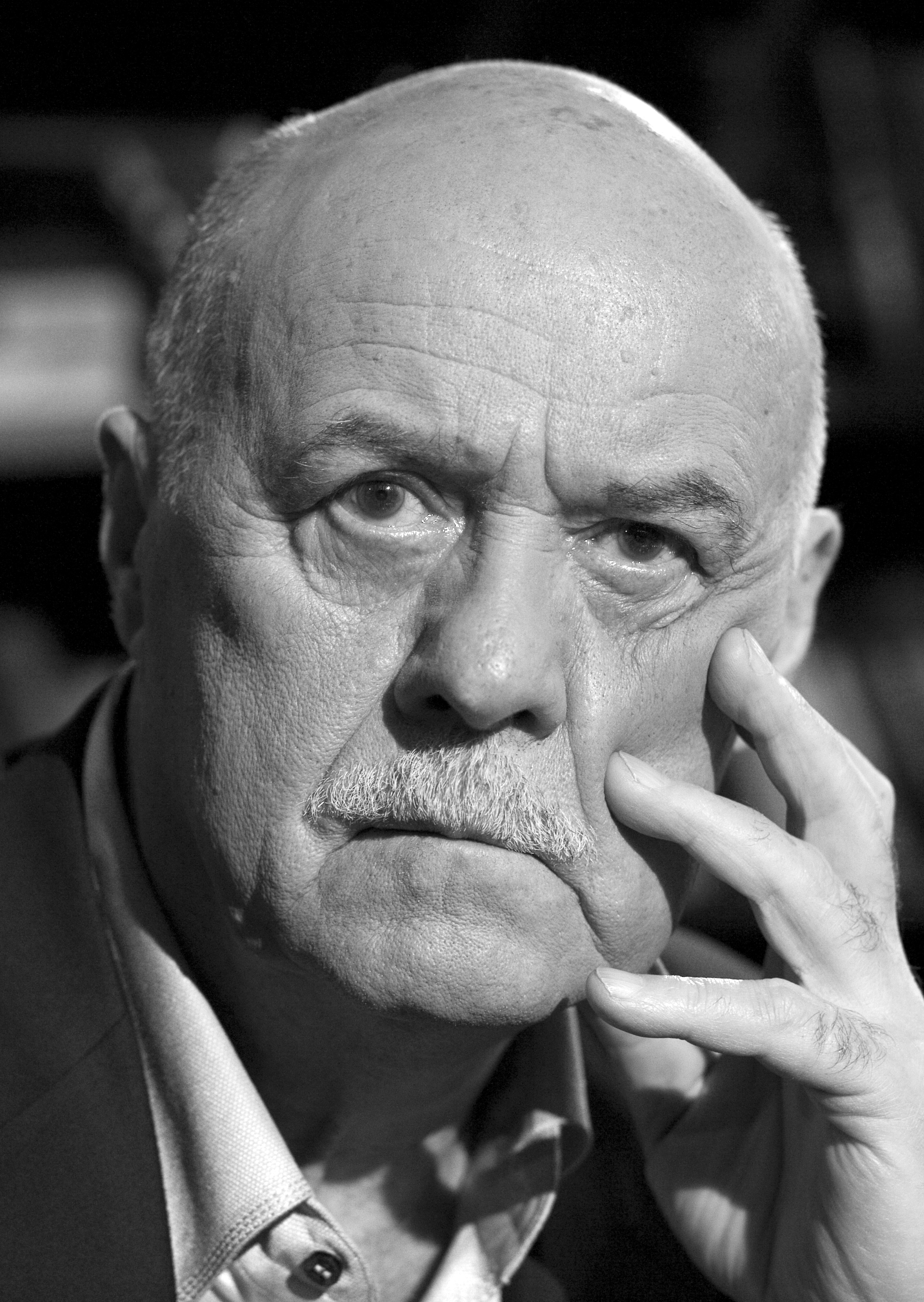
Stanislav Govorukhin

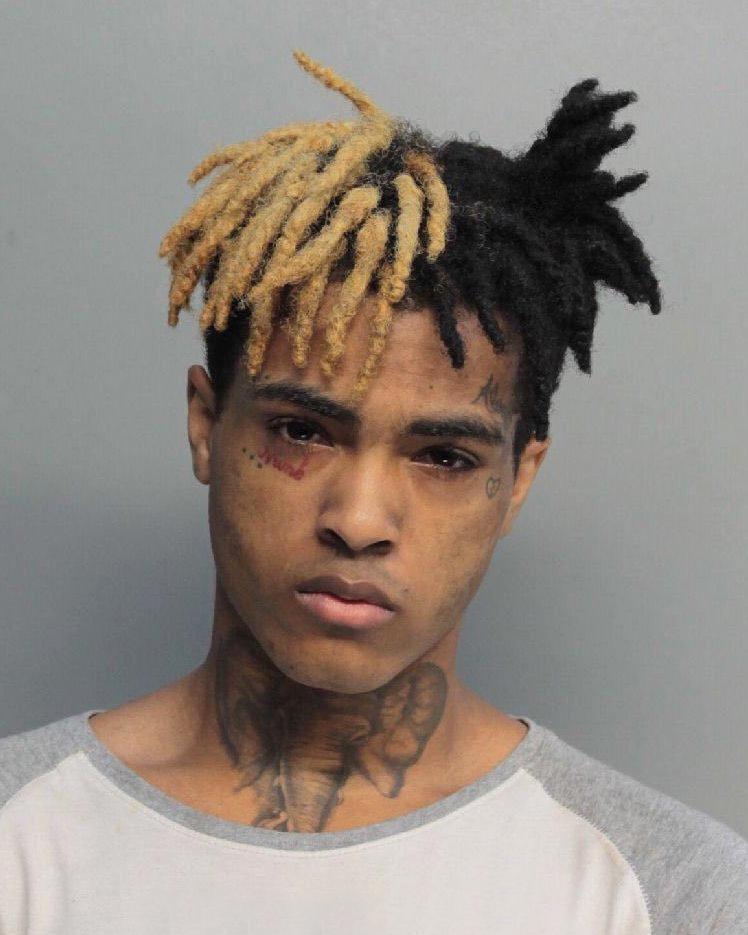
XXXTentacion

- 2 tháng 6: Paul D. Boyer, Nhà hóa sinh người Mỹ (s. 1918)
- 8 tháng 6: Anthony Bourdain, đầu bếp, tác giả, nhà làm phim tài liệu du lịch, nhân vật truyền hình người Mỹ (s. 1956)
- 14 tháng 6: Stanislav Govorukhin, Đạo diễn, nhà biên kịch và diễn viên điện ảnh Liên Xô và Nga (s. 1936)
- 15 tháng 6: Giuse Lý Minh Thuật, giám mục Giáo hội Công giáo Rôma, giám mục chính tòa Giáo phận Thanh Đảo, Trung Quốc (s. 1924)
- 18 tháng 6: XXXTentacion, rapper Mỹ (s. 1998)
- 23 tháng 6: Phan Huy Lê, giáo sư sử học Việt Nam (s. 1934)
- 30 tháng 6: Phạm Thị Mỹ Lệ, Đại biểu Quốc hội Việt Nam khóa XIII người Việt Nam (s. 1958)

### Tháng 7

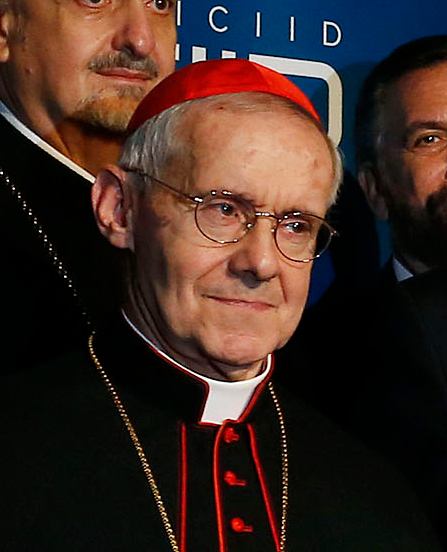
Jean-Louis Tauran

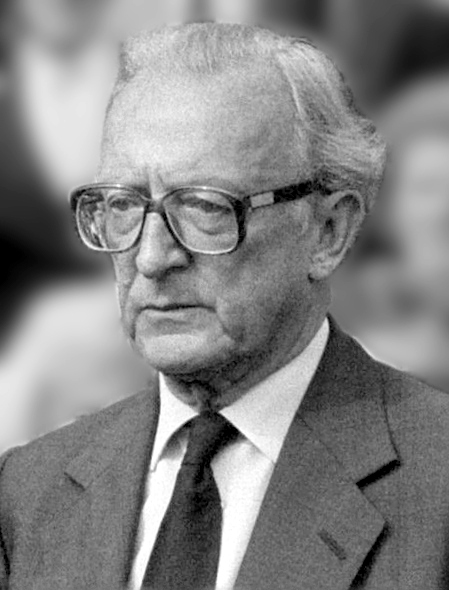
Peter Carington, Nam tước Carrington thứ 6

- 5 tháng 7: Jean-Louis Tauran, Hồng y Nhiếp chính của Giáo hội Công giáo Rôma, Chủ tịch Hội đồng Đối thoại Liên Tôn Tòa Thánh Vatican, Pháp (s. 1943)
- 9 tháng 7: Peter Carington, Nam tước Carrington thứ 6, Tổng thư ký thứ 6 của NATO (s. 1919)
- 10 tháng 7: Mikalaj Ivanavič Dziemianciej, nguyên thủ quốc gia Byelorussia Xô viết (s. 1930).[17]
- 13 tháng 7: Phương Quang, nghệ sĩ cải lương Việt Nam (s. 1942)
- 15 tháng 7: Ray Emery, cầu thủ hockey chuyên nghiệp người Canada (s. 1982)
- 26 tháng 7: Thanh Hoàng, nghệ sĩ ưu tú Việt Nam (s. 1963)

### Tháng 8
- 1 tháng 8

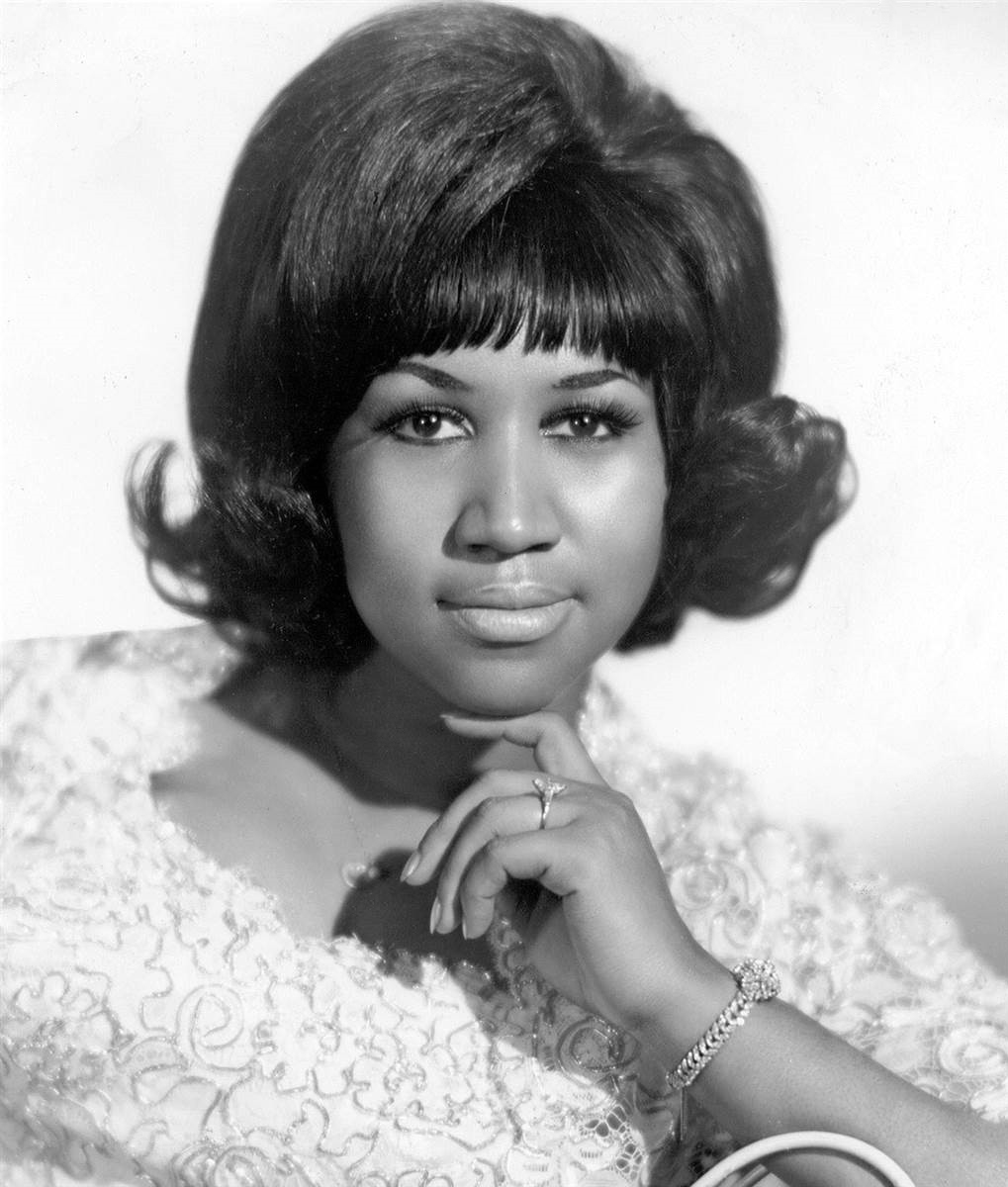
Aretha Franklin

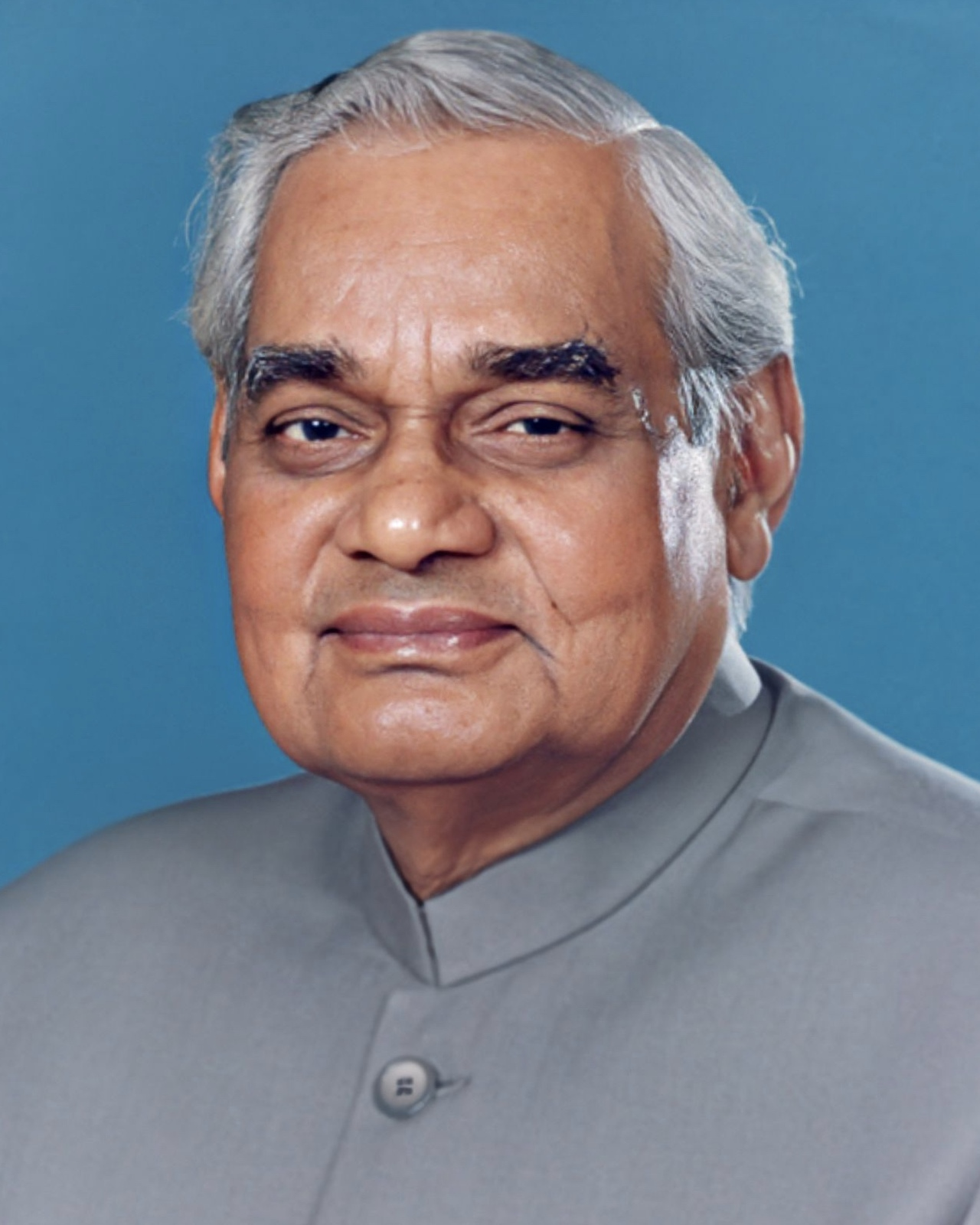
Atal Bihari Vajpayee

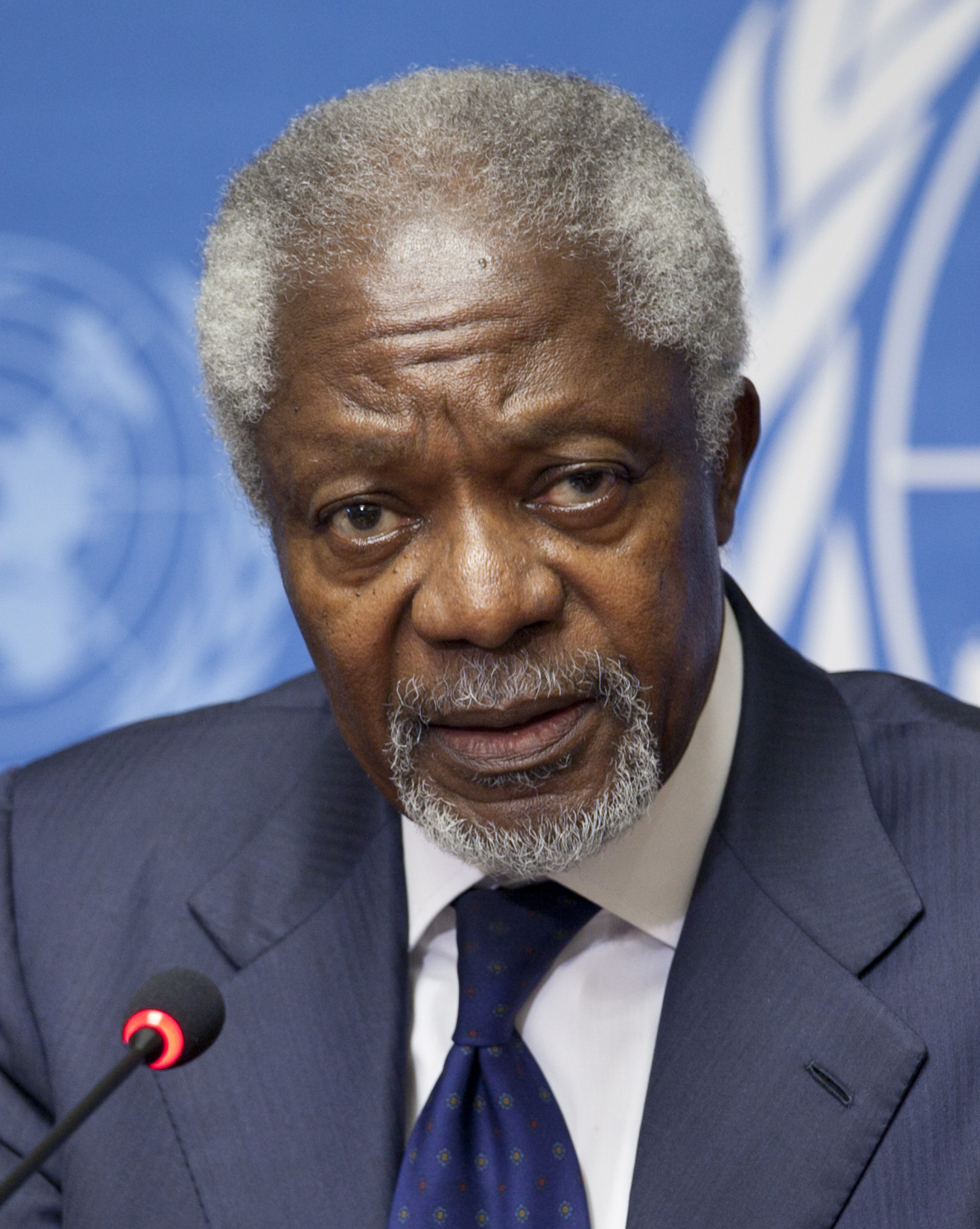
Kofi Annan

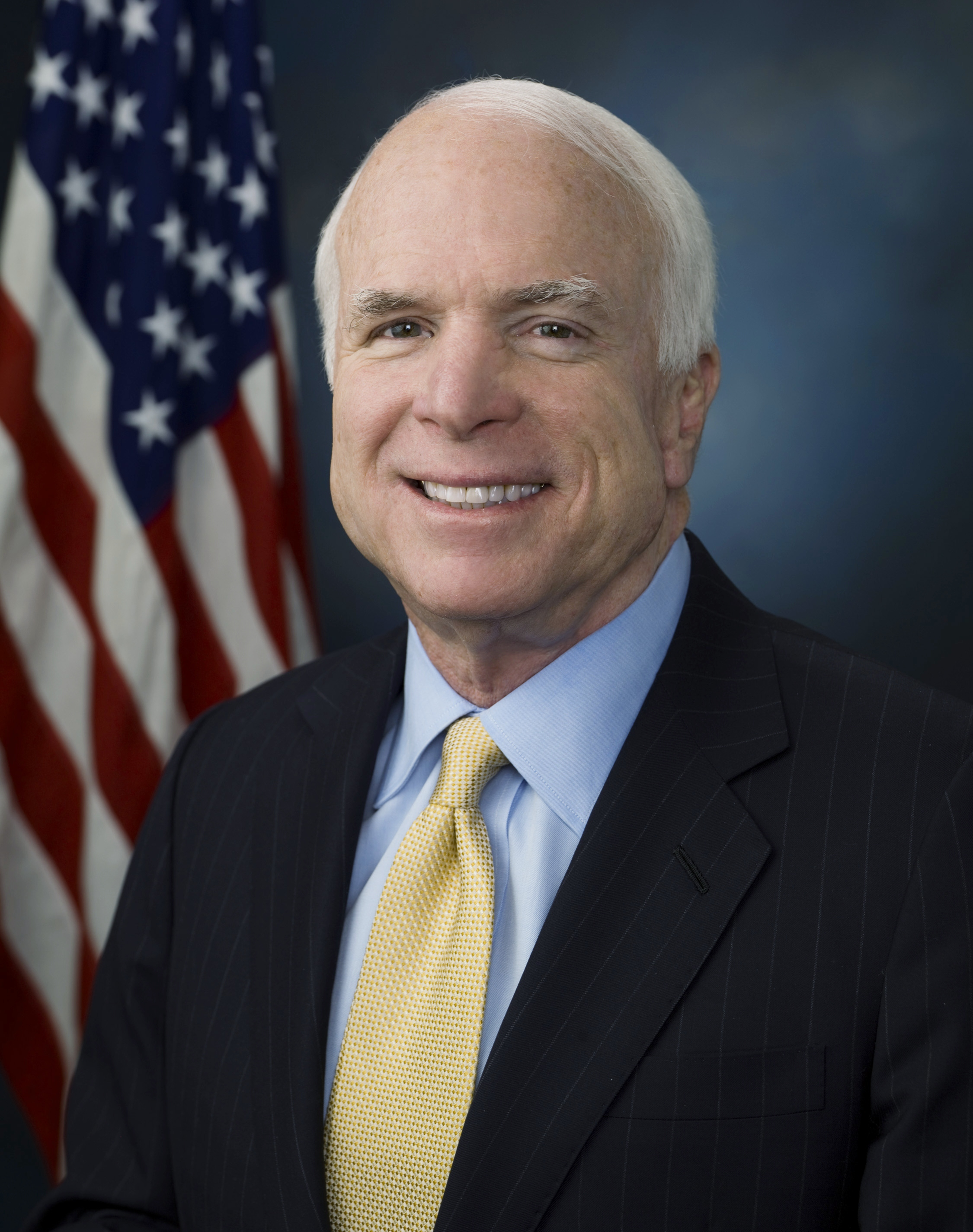
John McCain

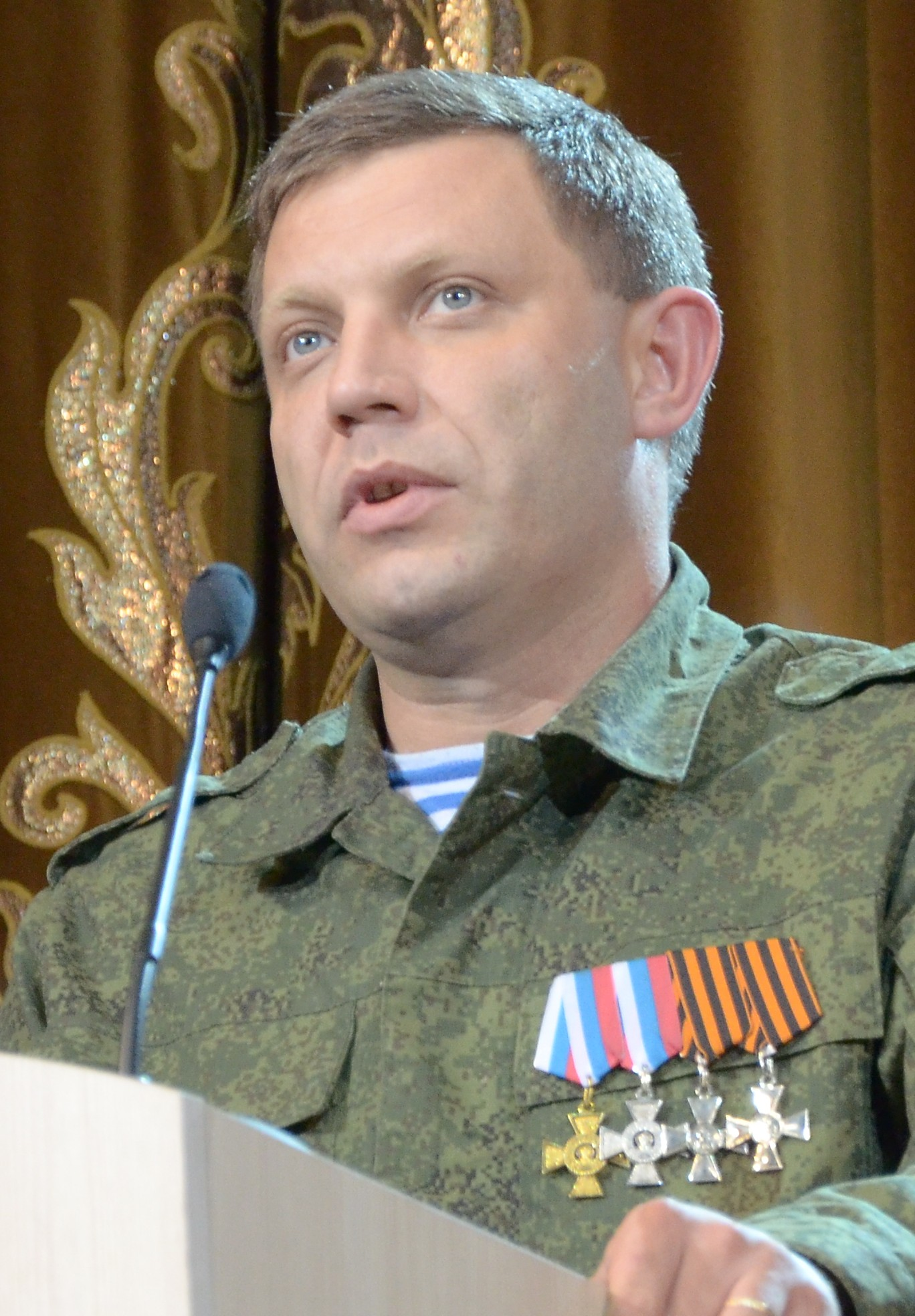
Oleksandr Zakharchenko

  - Mary Carlisle, nữ diễn viên, ca sĩ, vũ công người Mỹ (s. 1914)
  - Rick Genest, người mẫu thời trang, nghệ sĩ, diễn viên Canada (s. 1985)
- 3 tháng 8
  - Bùi Cường, NSƯT người Việt Nam (s. 1945)
  - Moshé Mizrahi, đạo diễn phim Israel (s. 1931)
- 5 tháng 8
  - Charlotte Rae, nữ diễn viên, ca sĩ, nghệ sĩ hài người Mỹ (s. 1926)
  - Matthew Sweeney, nhà thơ Ireland (s. 1952)
  - Piotr Szulkin, đạo diễn và nhà văn phim Ba Lan (s. 1950)
- 6 tháng 8
  - Joël Robuchon, đầu bếp và chủ nhà hàng Pháp (s. 1945)
  - Paul Laxalt, chính khách và thượng nghị sĩ Mỹ (s. 1922)
- 7 tháng 8
  - M. Karunanidhi, chính khách và nhà văn Ấn Độ (s. 1924)
  - Stan Mikita, người chơi khúc côn cầu trên băng Canada sinh tại Slovakia (s. 1940)
- 8 tháng 8: Nicholas Bett, vận động viên điền kinh của Kenya (s. 1990)
- 10 tháng 8 László Fábián, người chèo xuồng chạy nước rút của Hungary (s. 1936)
- 11 tháng 8: 
  - Bùi Tín, nhân vật bất đồng chính kiến Việt Nam (s. 1927)
  - V.S. Naipaul, nhà văn Nobel người Anh gốc Trinidad (s. 1932)
- 12 tháng 8: Samir Amin, nhà kinh tế chính trị Marx-Lenin người Pháp gốc Ai Cập (s. 1931)
- 13 tháng 8
  - Somnath Chatterjee, chính khách Ấn Độ và diễn giả thứ 13 của Lok Sabha (s. 1929)
  - Jim Neidhart, đô vật chuyên nghiệp người Mỹ (sinh năm 1955)
  - Nguyễn Văn Thương, thiếu tá Quân đội nhân dân Việt Nam, người từng bị CIA cưa chân 6 lần (s. 1938)
- 14 tháng 8: Eduard Uspensky, tác giả và biên kịch người Nga (s. 1937)
- 16 tháng 8
  - Aretha Franklin, nữ hoàng nhạc soul Mỹ (s. 1942)
  - Atal Bihari Vajpayee, Thủ tướng Ấn Độ (s. 1924)
- 18 tháng 8: Kofi Annan, tổng thư ký Liên Hợp Quốc Ghana (s. 1938)
- 20 tháng 8
  - Uri Avnery, nhà văn, nhà hoạt động chính trị và nhà sáng lập phong trào hòa bình Gush của Israel (s. 1923)
  - Jimmy McIlroy, cầu thủ bóng đá Bắc Ireland (s. 1931)
- 21 tháng 8
  - Stefán Karl Stefánsson, nam diễn viên và ca sĩ người Iceland (s. 1975)
  - Barbara Harris, nữ diễn viên người Mỹ (s. 1935)
  - Hanna Mina, tiểu thuyết gia Syria (s. 1924)
- 23 tháng 8
  - Kuldip Nayar, nhà báo, nhà bình luận chuyên mục, chính trị gia, nhà hoạt động nhân quyền, tác giả, cựu ủy viên cao cấp Ấn Độ (s. 1923)
  - Gioan Baotixita Maria Đoàn Vĩnh Phúc, nguyên chánh xứ giáo xứ Thiên Ân, hạt trưởng giáo hạt Tân Sơn Nhì, Việt Nam (s. 1930)
- 24 tháng 8: Ciril Zlobec, nhà thơ, nhà văn, dịch giả, nhà báo chính khách người Slovenia (s. 1925)
- 25 tháng 8: John McCain, chính khách Mỹ (s. 1936)
- 26 tháng 8: Neil Simon, nhà viết kịch, biên kịch, tác giả người Mỹ (s. 1927)
- 29 tháng 8: James Mirrlees, nhà kinh tế học, nhận giải Nobel năm 1996 người Scotland (s. 1936)
- 30 tháng 8: Joseph Kobzon, ca sĩ Liên Xô và Nga (s. 1937)
- 31 tháng 8
  - Luigi Luca Cavalli-Sforza, nhà di truyền học dân số Mỹ gốc Ý (s. 1922)
  - Alexander Zakharchenko, nhà lãnh đạo ly khai Ukraina (s. 1976)

### Tháng 9
- 1 tháng 9

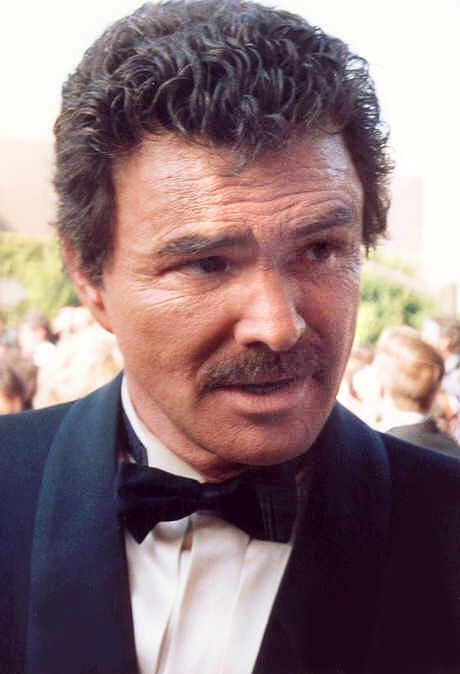
Burt Reynolds

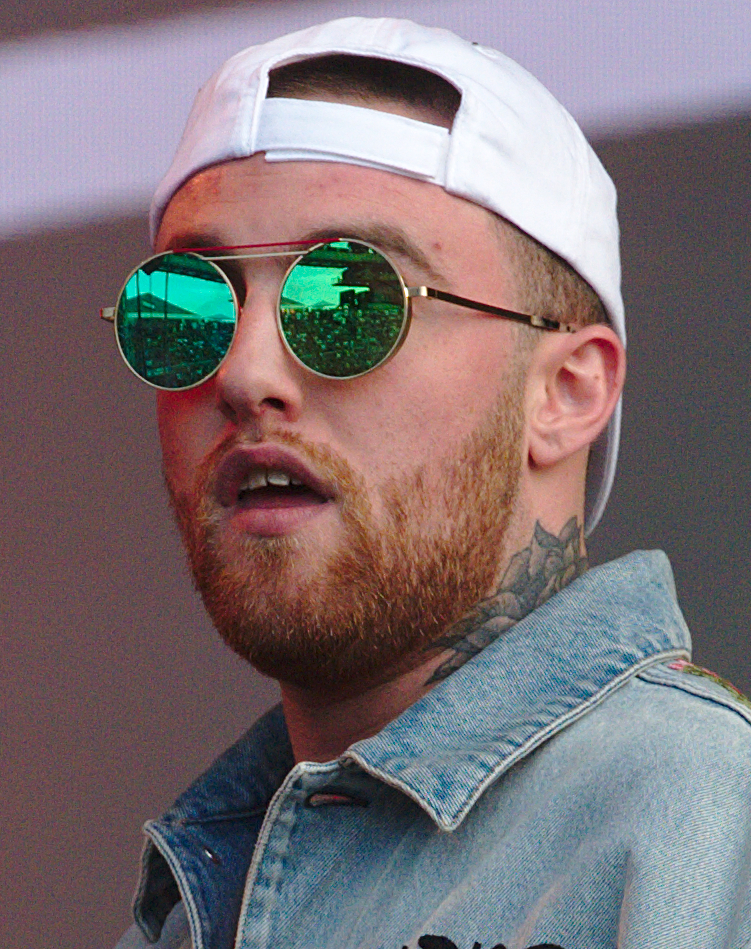
Mac Miller

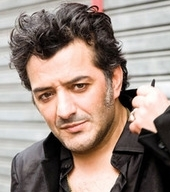
Rachid Taha

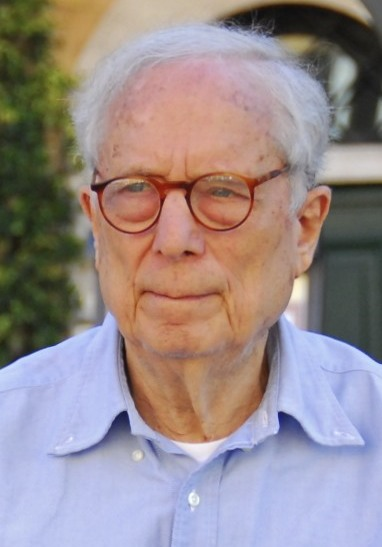
Robert Venturi

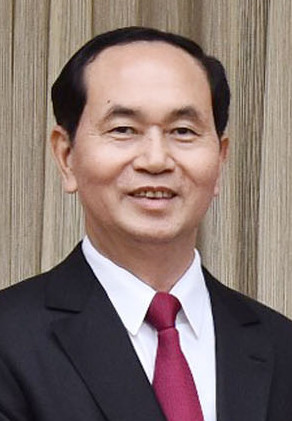
Trần Đại Quang

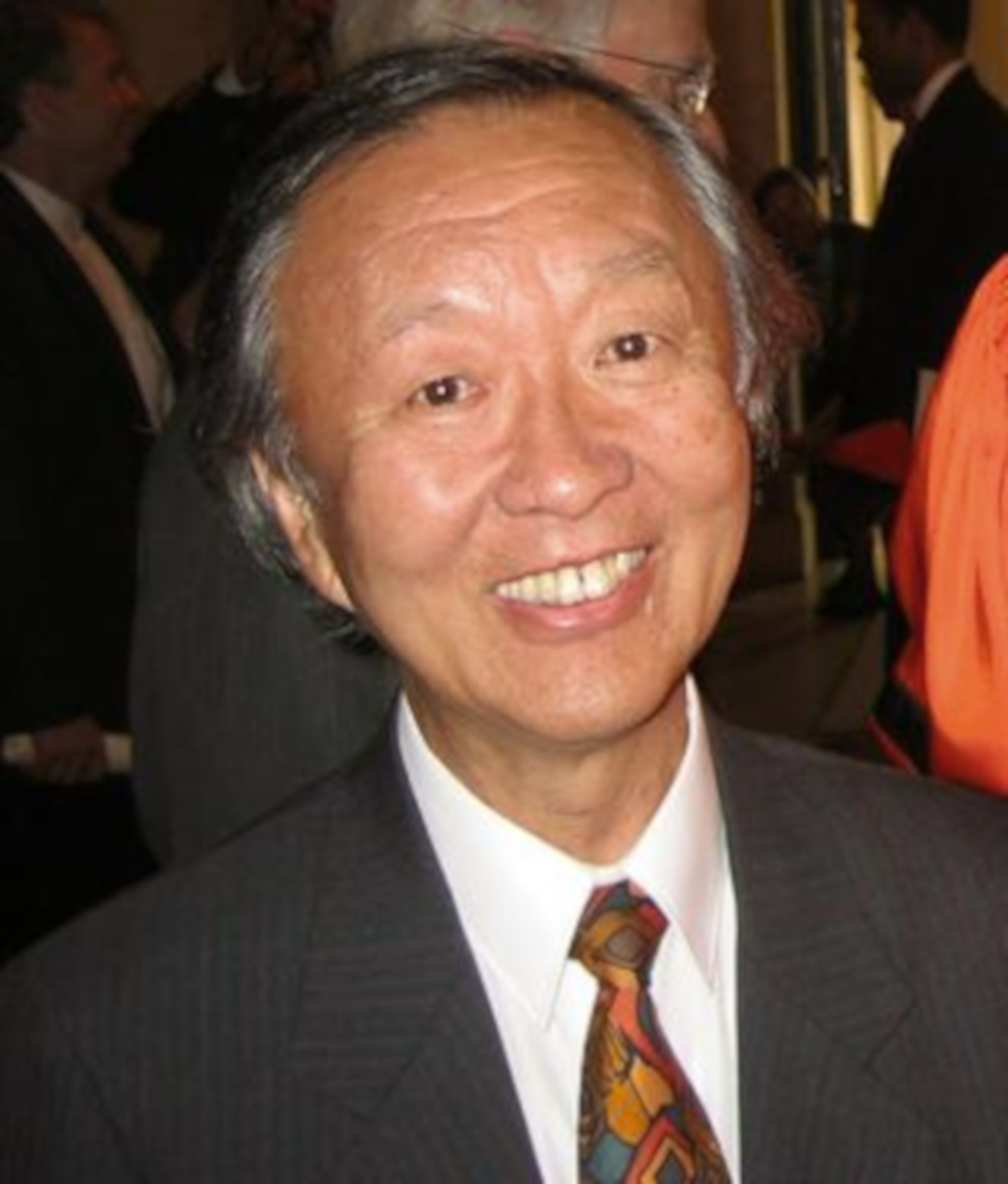
Charles K. Kao

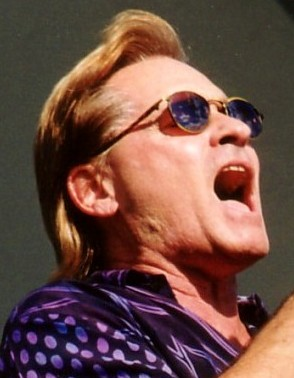
Marty Balin

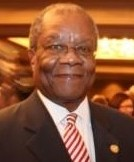
Barnabas Sibusiso Dlamini

  - Tarun Sagar, nhà sư Digambara Ấn Độ (s. 1967)
  - Randy Weston, nhạc sĩ và nhạc công dương cầm người Mỹ (s. 1926)
- 2 tháng 9: Conway Savage, nhạc công dương cầm, organ, guitar điện người Úc (thành viên nhóm nhạc rock Nick Cave and the Bad Seeds) (s. 1960)
- 3 tháng 9
  - Jalaluddin Haqqani, kẻ khủng bố, nhà lãnh đạo mạng lưới Haqqani người Afghanistan (s. 1939)
  - Jacqueline Pearce, nữ diễn viên người Anh (s. 1943)
- 4 tháng 9: Christopher Lawford, diễn viên người Mỹ (s. 1955)
- 6 tháng 9
  - Richard DeVos, doanh nhân người Mỹ (s. 1926)
  - Burt Reynolds, diễn viên người Mỹ (s. 1936)
- 7 tháng 9
  - Samuel Bodman, chính khách Mỹ (s. 1938)
  - Mac Miller, rapper người Mỹ (s. 1992)
- 8 tháng 9
  - Gennadi Gagulia: Thủ tướng Abkhazia (s. 1948)
  - Chelsi Smith: người chiến thắng cuộc thi hoa hậu và sắc đẹp 1993 người Mỹ (s. 1973)
- 9 tháng 9: Huỳnh Thị Kim Dung (biệt danh là "Bà Tư bán chè"): người bán chè, thí sinh Thách Thức Danh Hài mùa 4 (2017) (s. 1962)
- 10 tháng 9: Peter Donat, diễn viên người Mỹ gốc Canada (s. 1928)
- 11 tháng 9: 
  - Kulsoom Nawaz, Đệ nhất phu nhân, chính trị gia Pakistan (s. 1950)
  - Minh Hoàng: nhiếp ảnh gia sân khấu người Việt Nam (s. 1976)
- 12 tháng 9: Rachid Taha, ca sĩ và nhà hoạt động người Algérie (s. 1958)
- 14 tháng 9: Anneke Grönloh, nữ ca sĩ Hà Lan (s. 1942)
- 15 tháng 9: Warwick Estevam Kerr, kỹ sư nông nghiệp, nhà di truyền học, côn trùng học, giáo sư, nhà lãnh đạo khoa học người Brasil (s. 1922)
- 16 tháng 9: Kevin Beattie, cầu thủ bóng đá người Anh (s. 1953)
- 18 tháng 9: Robert Venturi, Kiến trúc sư người Mỹ (s. 1925)
- 19 tháng 9
  - Arthur Mitchell, vũ công và biên đạo múa ballet người Mỹ (s. 1934)
  - Győző Kulcsár, tay đua Olympic về môn thể thao đấu kiếm người Hungary (s. 1940)
- 20 tháng 9: Mohammed Karim Lamrani, thủ tướng thứ 7 của Maroc (s. 1919)
- 21 tháng 9
  - Vitaliy Masol, Thủ tướng thứ ba của Ukraina (s. 1928)
  - Trần Đại Quang, Ủy viên Bộ Chính trị, Chủ tịch nước CHXHCN Việt Nam (s. 1956)
- 23 tháng 9
  - Charles K. Kao, kỹ sư điện người Mỹ gốc Anh sinh ra ở Hồng Kông (s. 1933)
  - Gary Kurtz, nhà sản xuất phim người Mỹ (s. 1940)
- 27 tháng 9: Marty Balin, ca sĩ và nhạc sĩ người Mỹ (s. 1942)
- 28 tháng 9
  - Barnabas Sibusiso Dlamini, Thủ tướng thứ 8 của  Eswatini (s. 1942)
  - Bob Jane, lái xe và doanh nhân ô tô Úc (s. 1929)
- 29 tháng 9: Otis Rush, nghệ sĩ guitar và ca sĩ nhạc blues người Mỹ (s. 1934)
- 30 tháng 9: Geoffrey Hayes, người dẫn chương trình truyền hình và diễn viên người Anh (s. 1942)

### Tháng 10
- 1 tháng 10

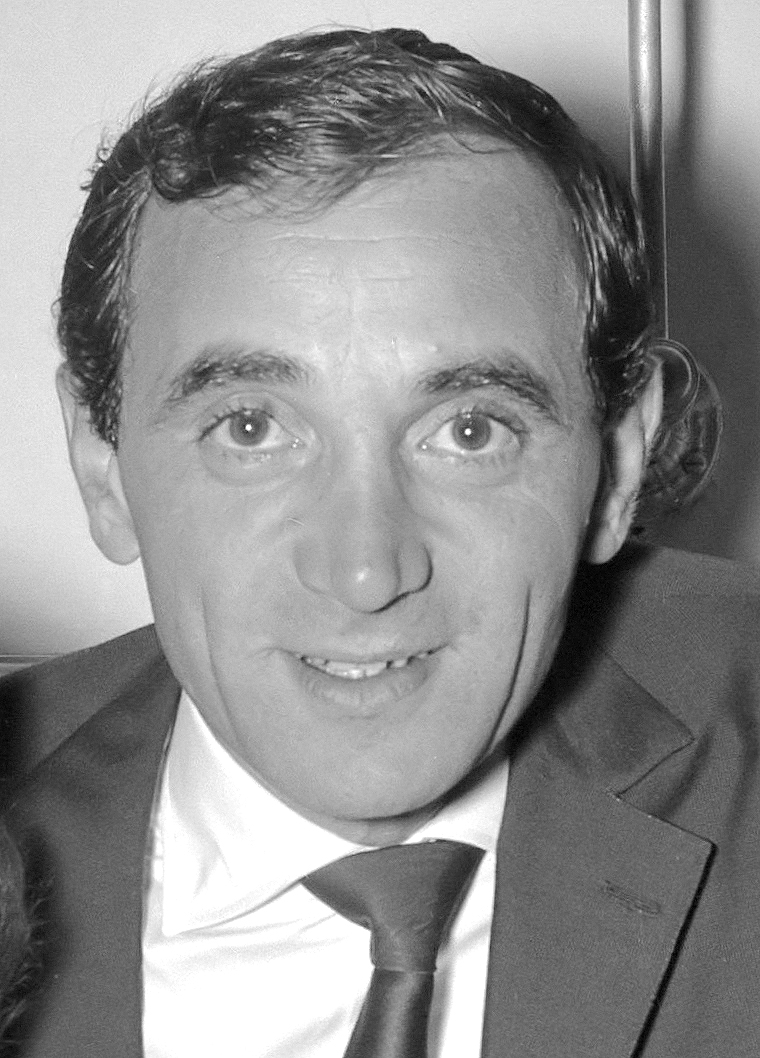
Charles Aznavour

Jamal Khashoggi

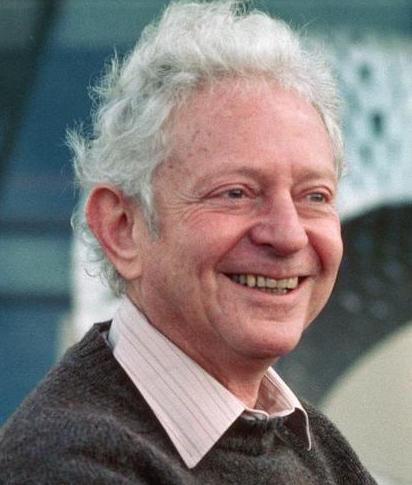
Leon M. Lederman

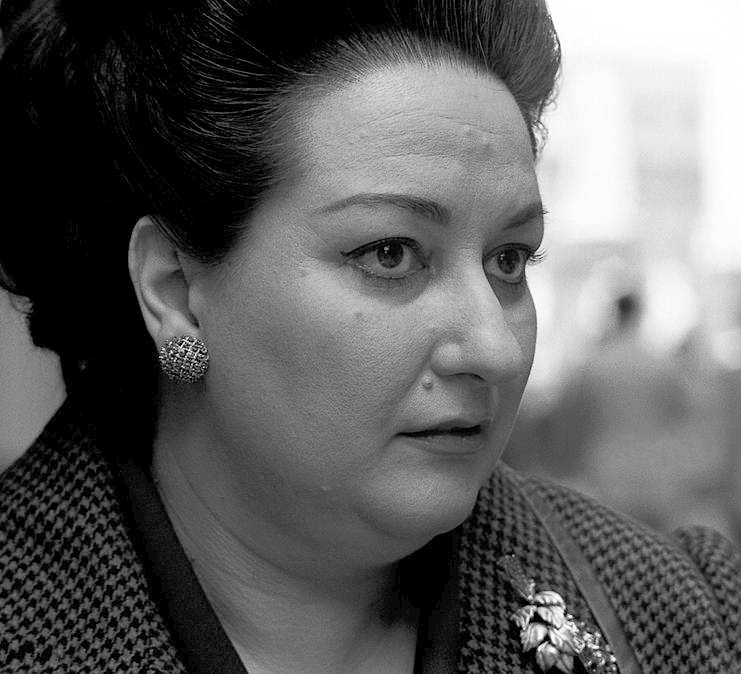
Montserrat Caballé

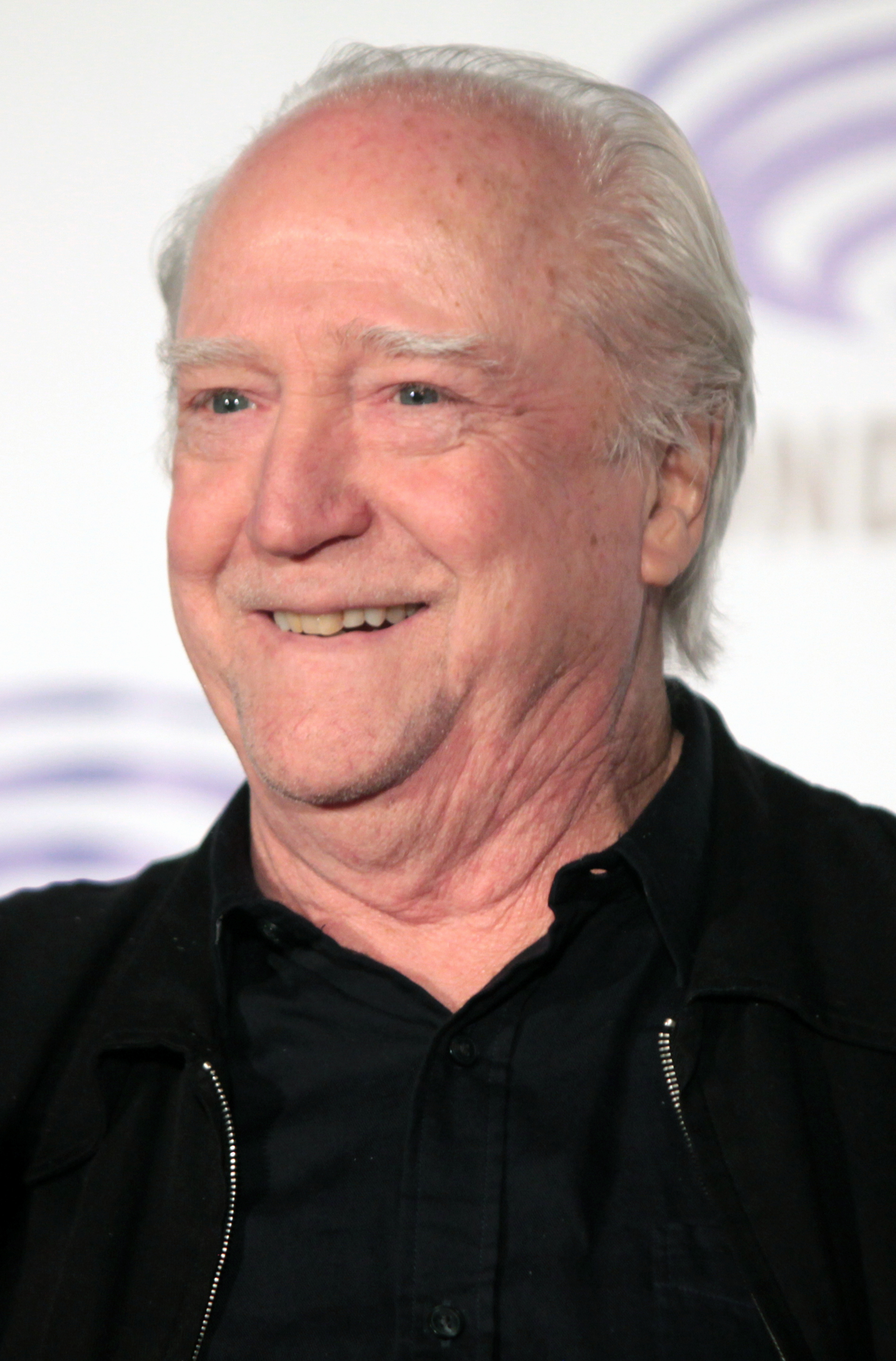
Scott Wilson

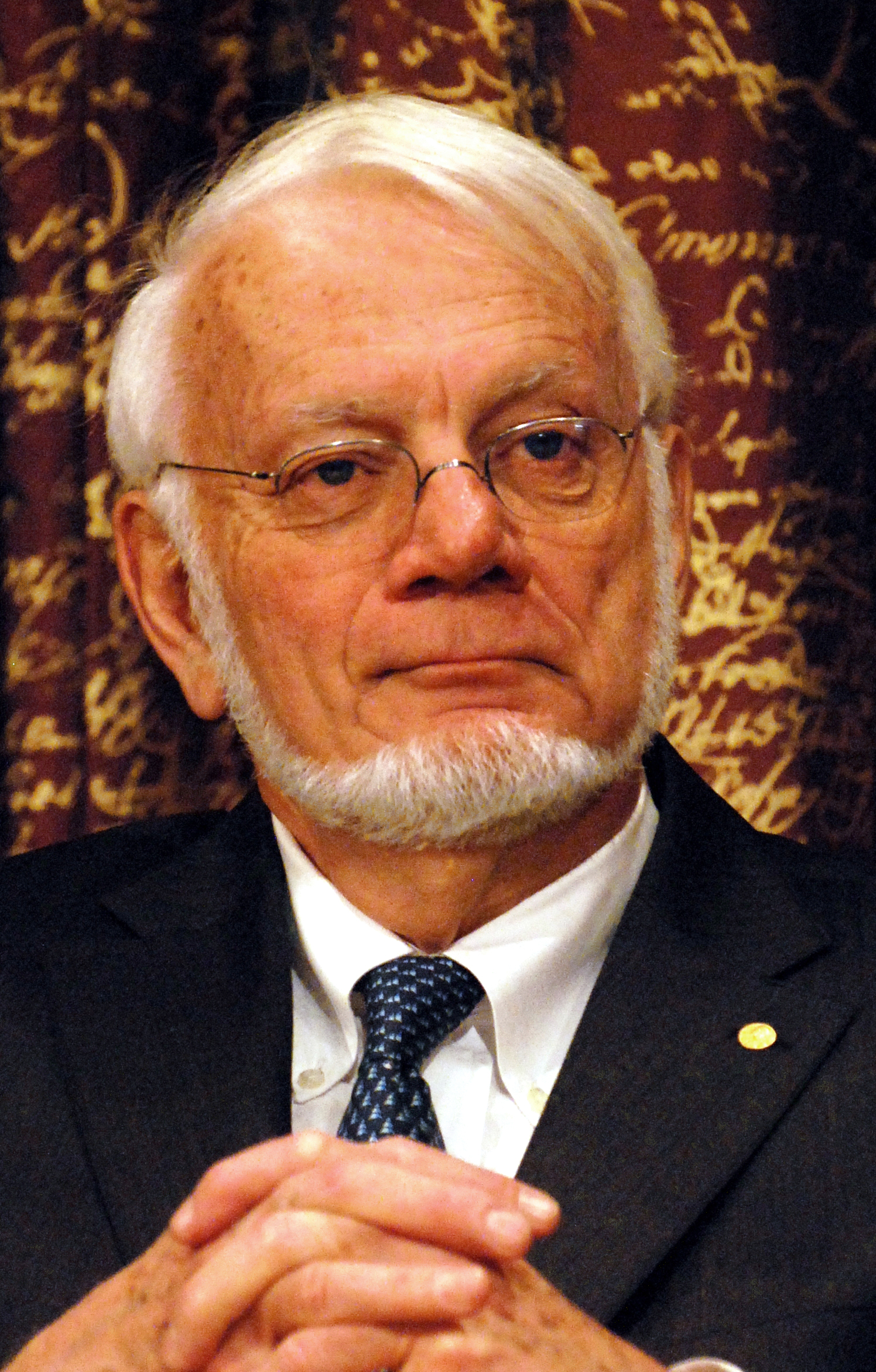
Thomas A. Steitz

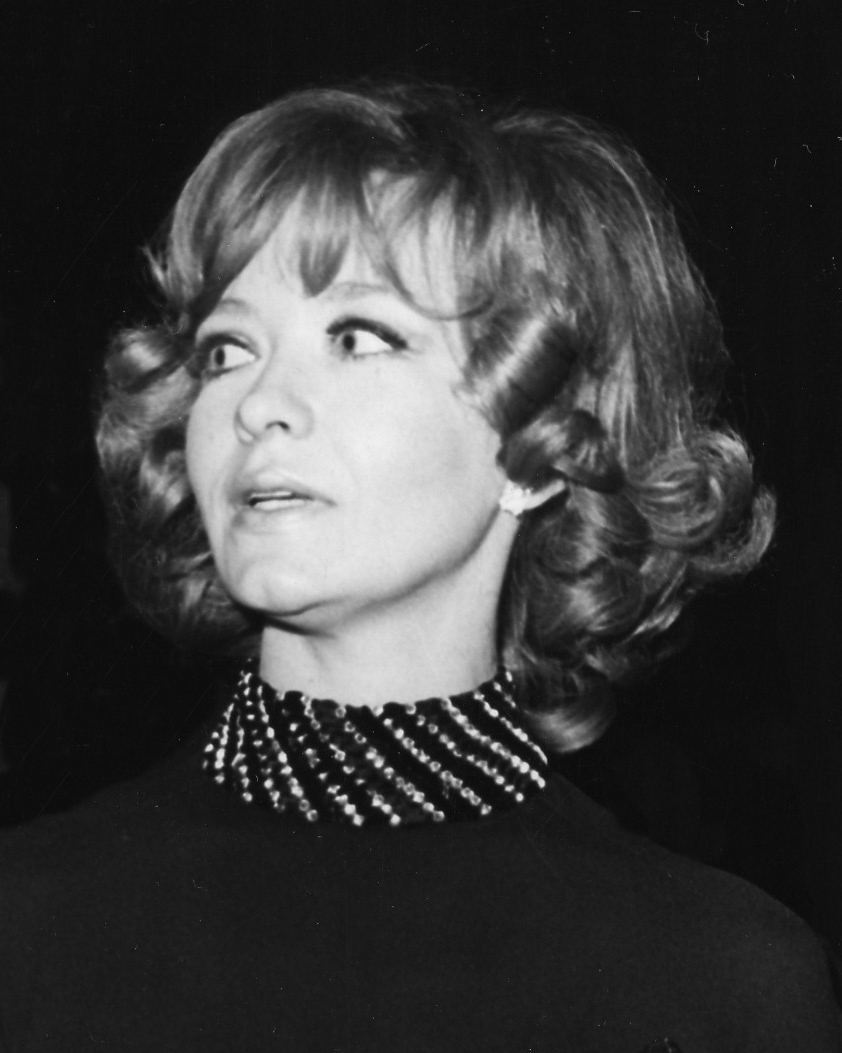
Milena Dravić

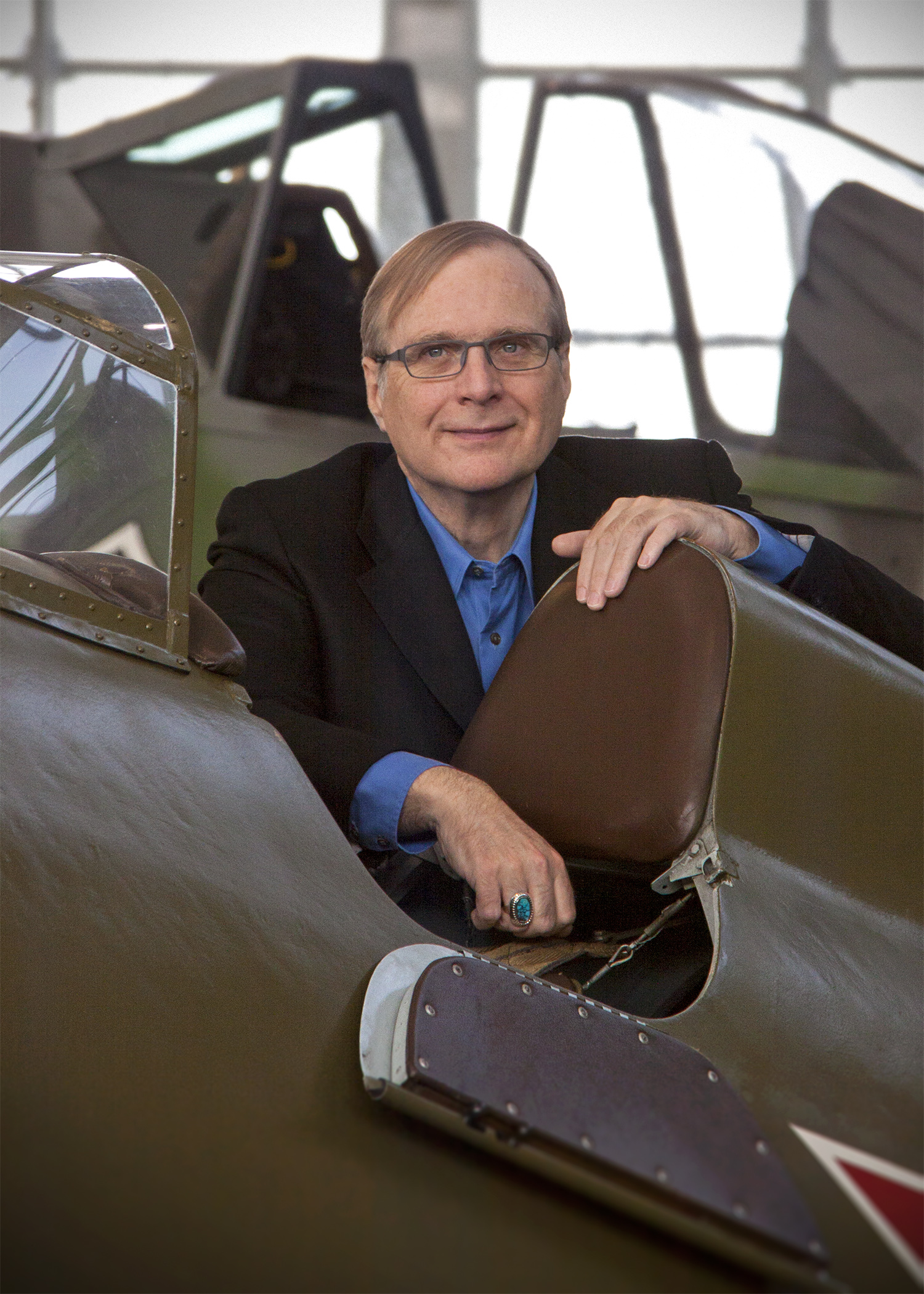
Paul Allen

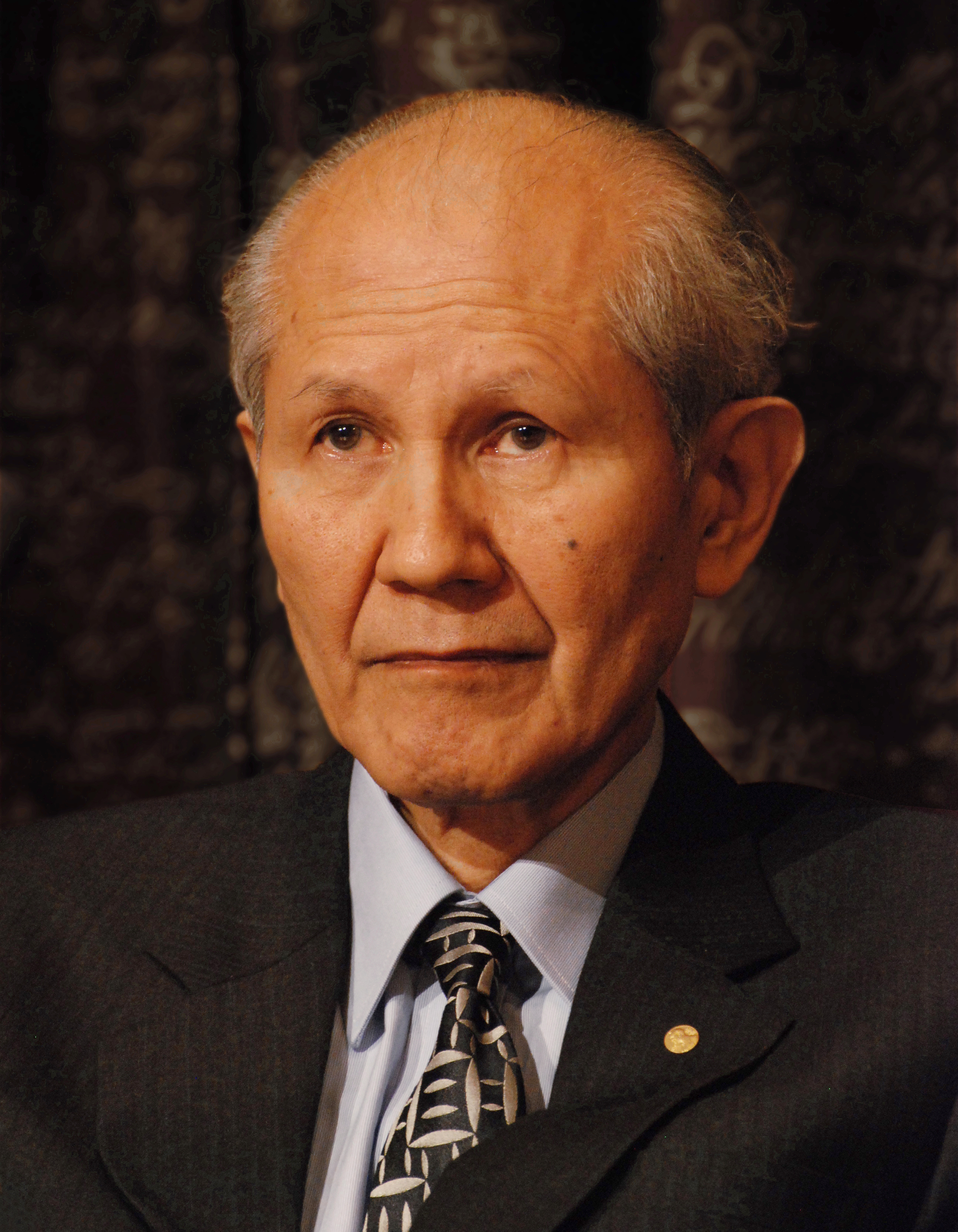
Osamu Shimomura

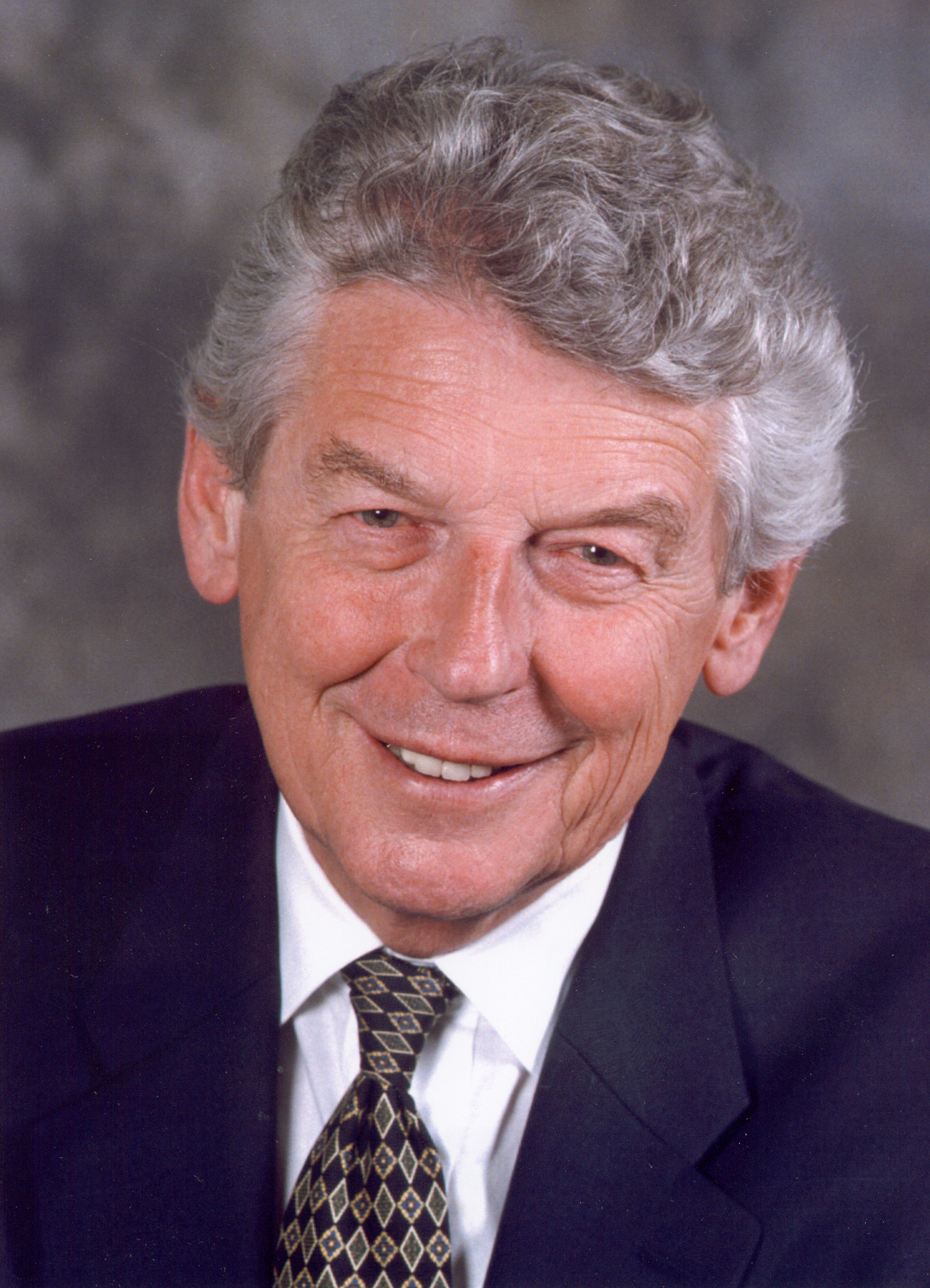
Wim Kok

Vichai Srivaddhanaprabha

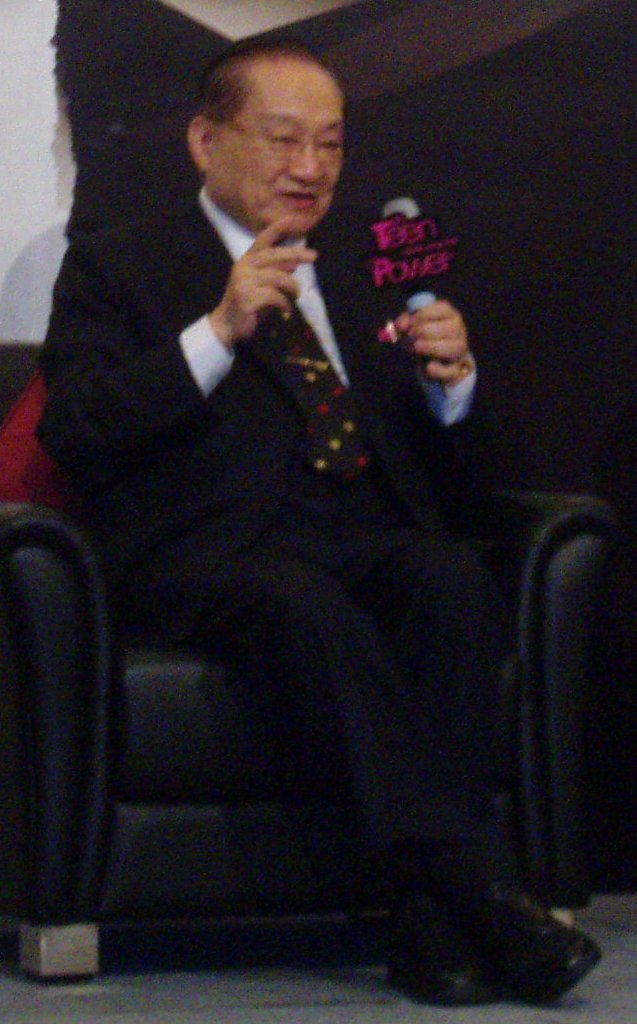
Kim Dung

  - Charles Aznavour, ca sĩ người Armenia gốc Pháp (s. 1924)
  - Đỗ Mười, nguyên Tổng bí thư Ban Chấp hành Trung ương Đảng Cộng sản Việt Nam, nguyên Chủ tịch Hội đồng Bộ truởng, nguyên Cố vấn Ban Chấp hành Trung ương Đảng Cộng sản Việt Nam  (s. 1917)
- 2 tháng 10
  - Geoff Emerick, kỹ sư ghi âm người Anh (s. 1945)
  - Jamal Khashoggi, nhà báo saudi (s. 1958)
- 3 tháng 10: Leon M. Lederman, nhà vật lí và đoạt giải Nobel vật ly 1988 người Mỹ (s. 1922)
- 4 tháng 10: Will Vinton, họa sĩ người Mỹ (s. 1947)
- 6 tháng 10
  - Montserrat Caballé, nữ ca sĩ opera soprano người Tây Ban Nha (s. 1933)
  - Scott Wilson, diễn viên người Mỹ (s. 1942)
- 9 tháng 10: Thomas A. Steitz, nhà lý sinh học phân tử và hóa sinh và được nhận giải Nobel 2009 người Mỹ (s. 1940)
- 12 tháng 10: Pik Botha, chính trị gia Nam Phi (s. 1932)
- 13 tháng 10: William Coors, nhà sản xuất bia người Mỹ (s. 1916)
- 14 tháng 10
  - Eduardo Arroyo, họa sĩ và nghệ sĩ sĩ đồ họa người Tây Ban Nha (s. 1937)
  - Patrick Baumann, quản trị viên bóng rổ, tổng thư ký FIBA người Thụy Sĩ (s. 1967)
  - Milena Dravić, nữ diễn viên Serbia (s. 1940)
- 15 tháng 10
  - Paul Allen, doanh nhân và nhà đồng sáng lập Microsoft với Bill Gates người Mỹ (s. 1953)
  - Arto Paasilinna, nhà văn người Phần Lan (s. 1942)
- 17 tháng 10: Ara Güler, phóng viên ảnh người Armenia gốc  Thổ Nhĩ Kỳ (s. 1928)
- 18 tháng 10
  - Ayub Bachchu, ca sĩ và nhạc sĩ người Bangladesh (s. 1962)
  - Anthea Bell, nữ dịch giả văn học người Anh (s. 1936)
  - Lisbeth Palme, nhà tâm lý học, cựu chủ tịch UNICEF người Thụy Điển (s. 1931)
  - Abdel Rahman Swar al-Dahab, Tổng thống thứ năm của Sudan (s. 1934)
- 19 tháng 10: Osamu Shimomura, nhà hóa học và nhà sinh học về biển người Nhật Bản (s. 1928)
- 20 tháng 10: Wim Kok, chính trị gia Hà Lan, lãnh đạo công đoàn, thủ tướng người Hà Lan (sinh năm 1938)
- 21 tháng 10: Joachim Rønneberg, sĩ quan quân đội và nhà kháng chiến chống Quốc xã người Na Uy (s. 1919)
- 27 tháng 10: Vichai Srivaddhanaprabha, Doanh nhân Thái Lan, chủ sở hữu Câu lạc bộ bóng đá Leicester (s. 1958)
- 30 tháng 10: Kim Dung, tiểu thuyết gia người Trung Quốc (s. 1924)

### Tháng 11

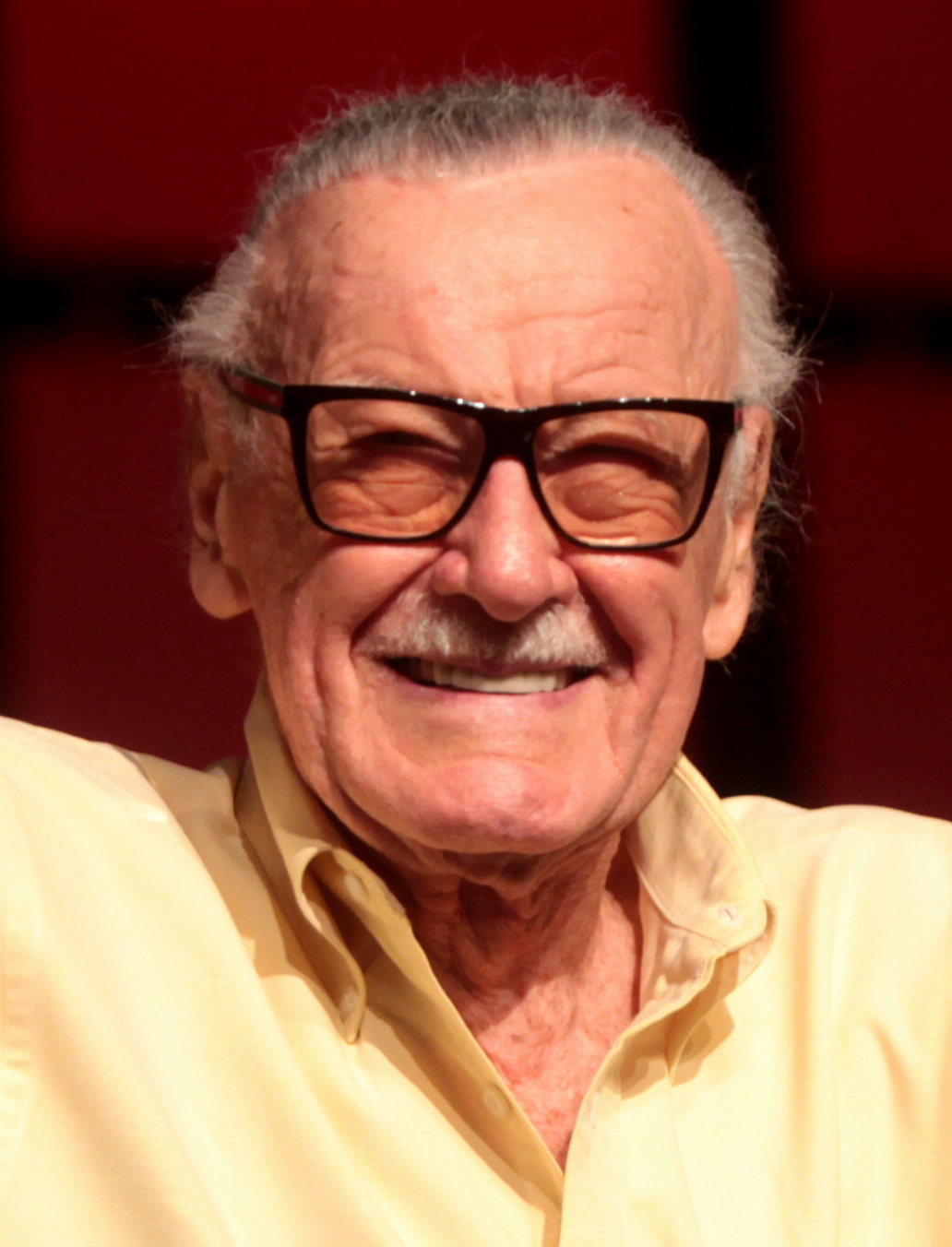
Stan Lee

George H. W. Bush

- 12 tháng 11: Stan Lee, tác giả truyện tranh người Mỹ (s. 1922)
- 17 tháng 11: Trình Khai Giáp, nhà vật lý hạt nhân, cha đẻ của bom nhiệt hạch Trung Quốc (s. 1918)
- 19 tháng 11: Apisai Ielemia, Thủ tướng thứ 10 của Tuvalu (s. 1955)
- 20 tháng 11: Aaron Klug, nhà sinh lý học, nhà hoá học người Anh (s. 1926)
- 30 tháng 11: George H. W. Bush, Tổng thống thứ 41 của Hoa Kỳ (s. 1924)

### Tháng 12

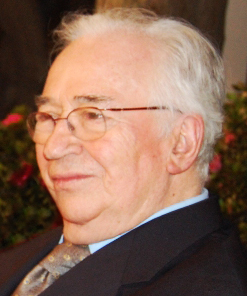
Belisario Betancur

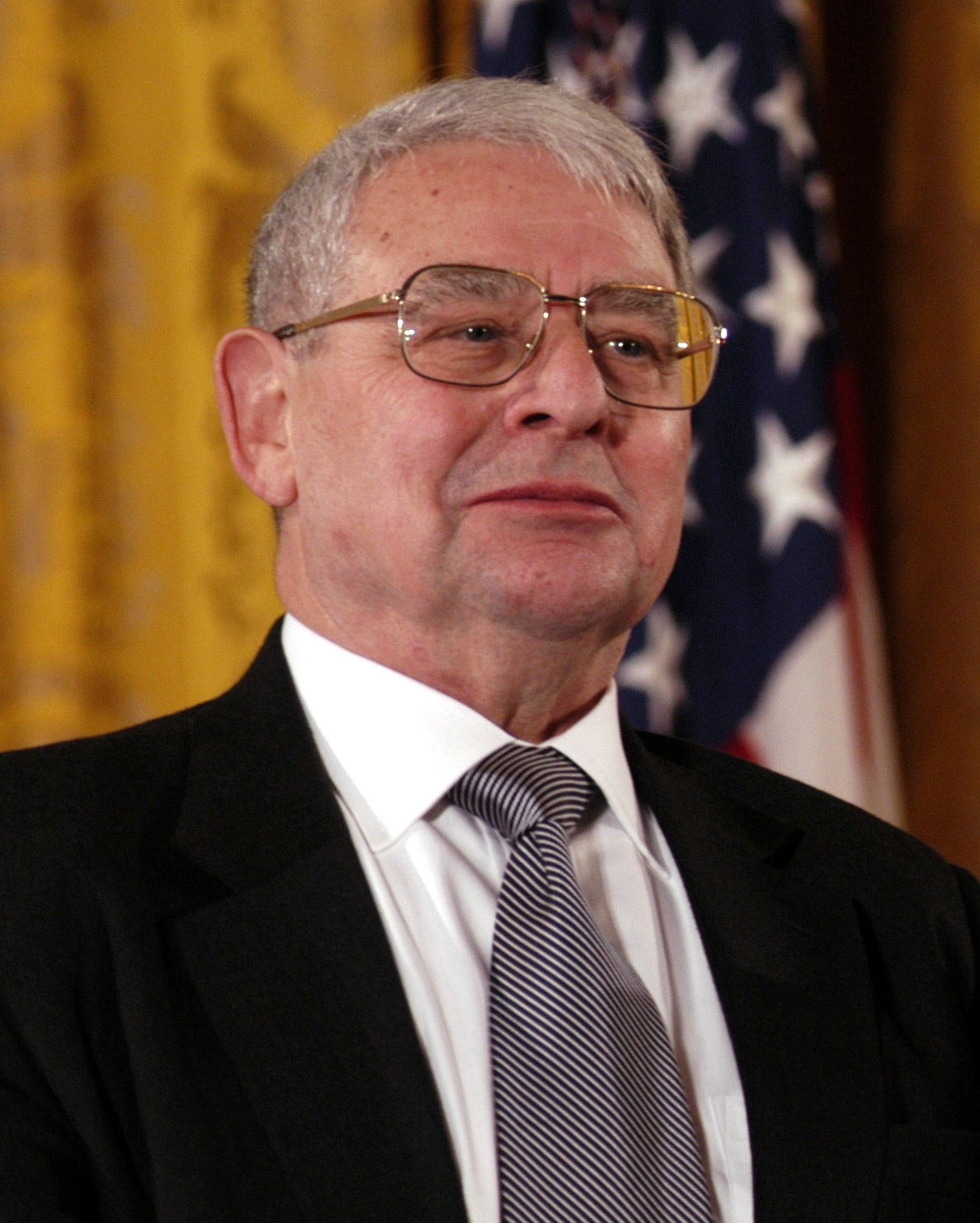
Riccardo Giacconi

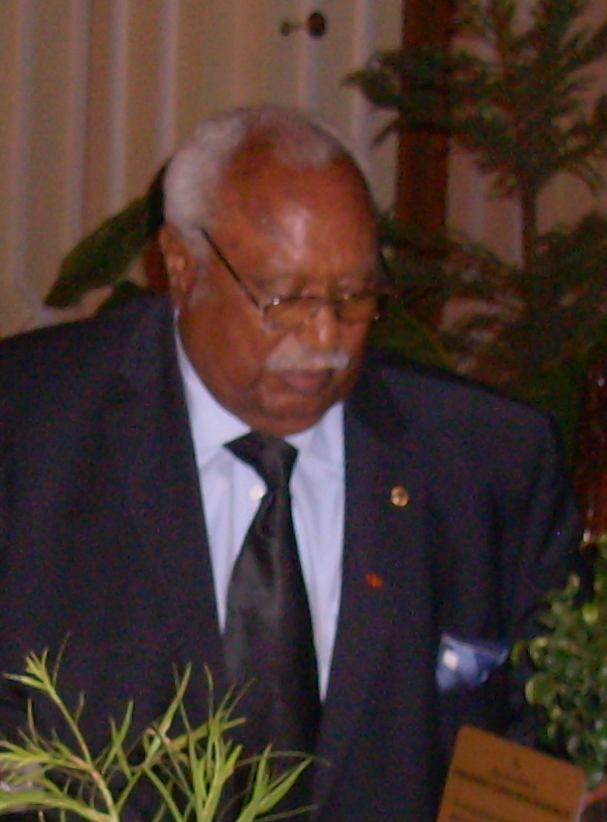
Girma Wolde-Giorgis

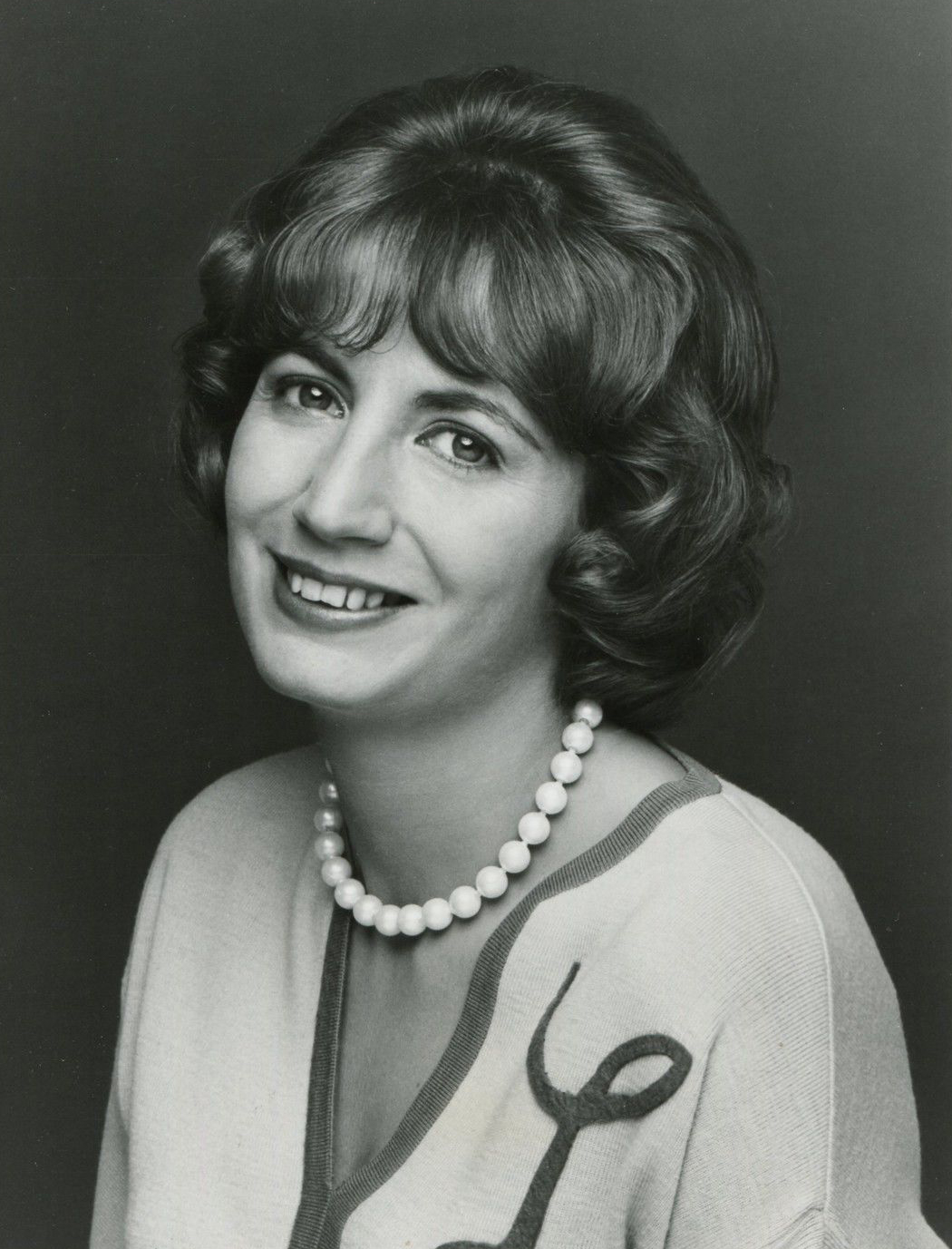
Penny Marshall

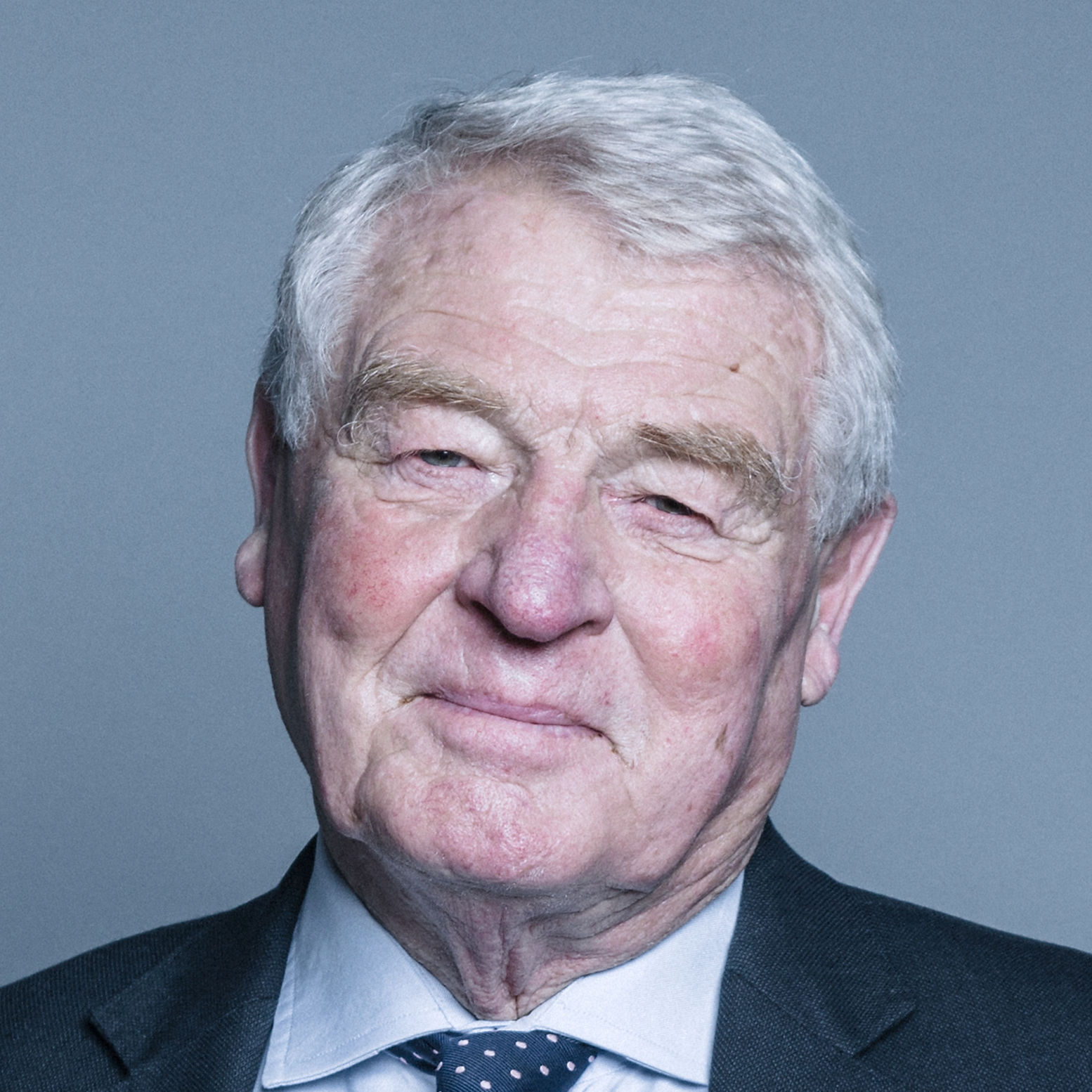
Paddy Ashdown

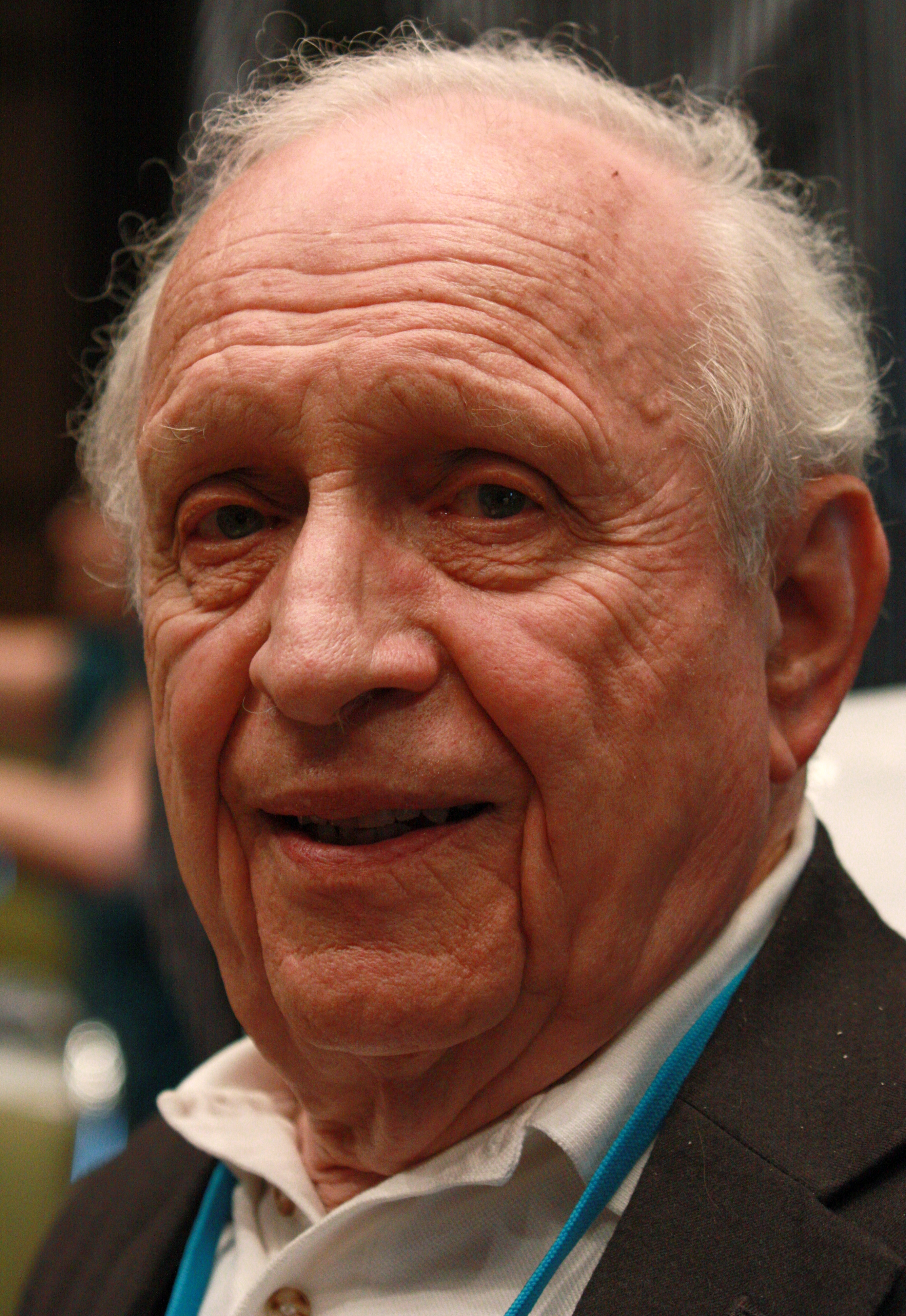
Roy J. Glauber

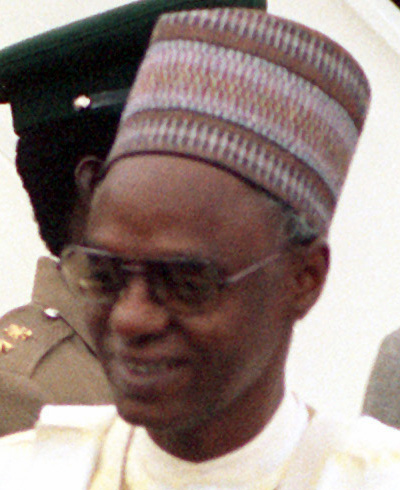
Shehu Shagari

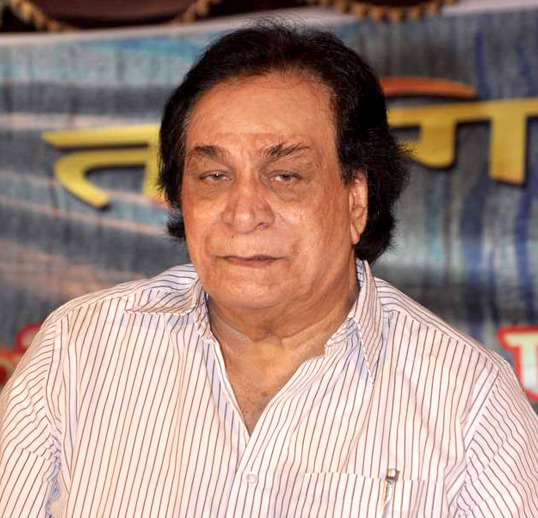
Kader Khan

- 7 tháng 12: Belisario Betancur, tổng thống thứ 26 của Colombia (s. 1923)
- 9 tháng 12: Riccardo Giacconi, Nhà vật lý thiên văn người Mỹ gốc Ý (s. 1931)
- 15 tháng 12: Girma Wolde-Giorgis, Tổng thống Ethiopia (s. 1924)
- 17 tháng 12: Penny Marshall, Nữ diễn viên, đạo diễn và nhà sản xuất người Mỹ (s. 1943)
- 22 tháng 12: Paddy Ashdown, Chính trị gia và nhà ngoại giao Anh (s. 1941)
- 26 tháng 12: Roy J. Glauber, nhà vật lý người Anh (s. 1925)
- 28 tháng 12: Shehu Shagari, Tổng thống Nigeria (s. 1925)
- 31 tháng 12: Kader Khan, Diễn viên phim người Canada gốc Ấn, người viết kịch bản và đối thoại (s. 1937)

## Các giải Nobel
- Sinh lý học và Y khoa: James P. Allison và Honjo Tasuku cho khám phá của họ trong điều trị ung thư bằng phương thức sử dụng các tế bào miễn dịch để tấn công tế bào ung thư.
- Vật lý: Arthur Ashkin, Gérard Mourou và Donna Strickland cho những sáng chế đột phá trong lĩnh vực vật lý laser.
- Hoá học: George P. Smith, Frances Arnold và Sir Gregory P. Winter cho những nghiên cứu của họ giúp kiểm soát được quá trình tiến hóa, biến đổi và chọn lọc gene để phát triển các protein mới.
- Văn học: Olga Tokarczuk cho lối viết giàu sức tưởng tượng, một cảm xúc rộng khắp như cách vượt qua mọi ranh giới, coi đó như một cách/lối sống.[18]
- Kinh tế: William Nordhaus và Paul Romer cho việc phát triển phương pháp để giải quyết vấn đề phát triển bền vững và phúc lợi của người dân trên toàn cầu.
- Hoà bình: Denis Mukwege và Nadia Murad các nỗ lực chống bạo lực tình dục trong chiến tranh.